# اليهودية
اليهودية هي ديانة إبراهيمية، توحيدية، تضم التقاليد الروحية والثقافية والقانونية الجماعية للشعب اليهودي. وتستند في تعاليمها على التوراة كنصها التأسيسي والتي أنزلت على موسى بحسب المعتقدات اليهودية، ويُعد موسى أعظم الأنبياء علي الإطلاق في اليهودية. يشمل مفهوم الله في اليهودية ثالوث حلولي مكون من «الرب والشعب والأرض»، ويؤمن اليهود بأن النبي ملاخي هو أخر الأنبياء وأن الله لم يرسل أنبياء بعد عام 420 ق.م، وينتظر اليهود مجئ المسيا المخلص في نهاية العالم الذي سيخلصهم من الشتات، وسيعيد إنشاء مملكة إسرائيل، وسيملك لأقاصي الأرض، وسيقيم الوصايا، وسيبني هيكل سليمان وسيسود السلام العالمي حتي يسكن الذئب مع الحمل، ويؤمنون بأن المسيح لم يأت حتي الآن، وكل من أدعوا المسيانية هم مسحاء كذبة ومهرطقين لم يحقق أي منهم النبؤات الموعودة. لها جذورها كدين منظم في الشرق الأوسط خلال العصر البرونزي. تطورت اليهودية الحديثة من اليهوهية، ديانة مملكتي إسرائيل ويهوذا القديمتين، في أواخر القرن السادس قبل الميلاد، وبالتالي تعتبر من أقدم الديانات التوحيدية. تضم اليهودية على مجموعة واسعة من النصوص والممارسات والمواقف اللاهوتية وأشكال التنظيم. التوراة هي جزء من النص الأكبر المعروف باسم التناخ أو الكتاب المقدس العبري، وأحكام وشرائع التوراة التي تشرحها الشريعة الشفوية وتسمي "الهلاخاه" والتي تمثلها النصوص اللاحقة مثل المدراش والتلمود. وتتراوح أعداد أتباع الديانة اليهودية بين 14.5 مليون إلى 17.4 مليون معتنق في جميع أنحاء العالم، 
 حيث أن تعداد اليهود في حد ذاته يعدّ قضية خلافية حول قضية «من هو اليهودي؟». واليهودية هي عاشر أكبر دين في العالم.
توجد في اليهودية مجموعة متنوعة من الحركات الدينية، والتي ظهرت معظمها من اليهودية الربانية، والتي تنص على أن الله كشف قوانينه ووصاياه لموسى على جبل سيناء في شكل التوراة المكتوبة والشفهية. تاريخياً، تم تحدي هذا التأكيد من قبل مجموعات مختلفة مثل الصدوقيين واليهودية الهلنستية خلال فترة الهيكل الثاني. والقرائيين والسبتانيين خلال الفترة المبكرة واللاحقة من العصور الوسطى؛ وبين شرائح الطوائف غير الأرثوذكسية الحديثة. الفروع الحديثة لليهودية مثل اليهودية الإنسانية قد تكون لاألوهية. اليوم، أكبر الحركات الدينية اليهودية هي اليهودية الأرثوذكسية (والتي تضم اليهودية الحريدية واليهودية الأرثوذكسية الحديثة) واليهودية المحافظة واليهودية الإصلاحية. المصادر الرئيسية للاختلاف بين هذه المجموعات هي مقاربتهم للقانون اليهودي، وسلطة التقليد الرباني، وأهمية دولة إسرائيل. وتؤكد اليهودية الأرثوذكسية أن التوراة والشريعة اليهودية إلهية في الأصل، وأبدية وغير قابلة للتغيير، وأنه ينبغي إتباعها بصرامة. بينما تُعتبر اليهودية المحافظة والإصلاحية أكثر ليبرالية، حيث تعزز اليهودية المحافظة عمومًا التفسير الأكثر تقليدية لمتطلبات اليهودية بالمقارنة مع اليهودية الإصلاحية. وموقف الإصلاح المعتاد هو أنه يجب النظر إلى القانون اليهودي على أنه مجموعة من المبادئ التوجيهية العامة وليس كمجموعة من القيود والواجبات التي يتطلب احترامها من جميع اليهود. تاريخياً، فرضت المحاكم الخاصة القانون اليهودي. اليوم هذه المحاكم لا تزال موجودة ولكن ممارسة اليهودية في معظمها طوعية. والسلطة في المسائل اللاهوتية والقانونية غير مخولة لأي شخص أو لأي منظمة، ولكن في النصوص المقدسة يقوم الحاخامات والدارسين في تفسيرها.
يمتد تاريخ اليهودية لأكثر من 3000 سنة. وكان يُشار إلى العبرانيين وبنو إسرائيل باسم «يهود» وفي كتب لاحقة في التناخ مثل سفر أستير، استبدل مصطلح اليهود بمصطلح «أبناء إسرائيل». أثرت النصوص والتقاليد والقيم اليهودية كثيرًا على الديانات الإبراهيمية فيما بعد، بما في ذلك المسيحية والإسلام والبهائية. وقد أثرت العديد من جوانب اليهودية بشكل مباشر أو غير مباشر على الأخلاق العلمانية الغربية والقانون المدني. وكانت العقيدة الدينية عاملاً مهمًا في تطور الحضارة الغربية القديمة مثل الهلنسية واليهودية كخلفية للمسيحية، وشكلت إلى حد كبير المثل والأخلاق الغربية منذ المسيحية المبكرة. وغالبًا ما توصف الحضارة الغربية بأنها حضارة «يهودية - مسيحية» نظرًا للتأثير اليهودي الضخم في تطوير العلوم والإبتكارات والثقافة الغربية، حيث يُشكل اليهود 22% من الحاصلين علي جائزة نوبل في جميع أنحاء العالم.
اليهود هم أبناء مجموعة إثنية دينية،  بما في ذلك أولئك الذين ولدوا يهودًا كونهم ولدوا من أم يهودية، بالإضافة إلى المتحولين إلى اليهودية. في عام 2015، قدر عدد السكان اليهود في العالم بحوالي 14.3 مليون، أو ما يقرب من 0.2% من مجموع سكان العالم. وإسرائيل هي موطن لحوالي 43% من جميع اليهود في العالم، ويقيم حوالي 43% من يهود العالم في الولايات المتحدة وكندا، ويعيش معظم النسبة المتبقية في أوروبا، إلى من مجموعات الأقليات المنتشرة في جميع أنحاء أمريكا اللاتينية وآسيا وأفريقيا وأستراليا.

## الحقل الدلالي والأصل اللغوي

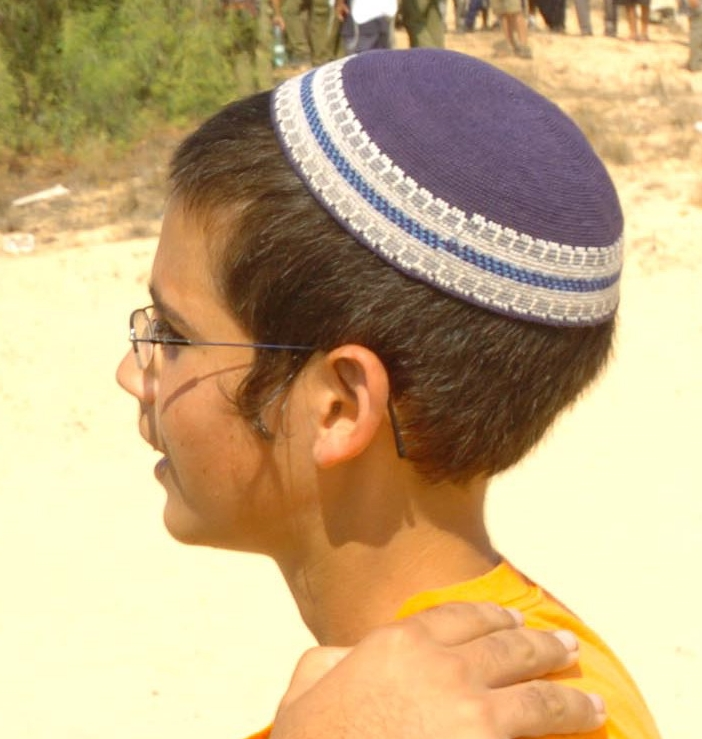
صبي يهودي يرتدي القلنسوة.

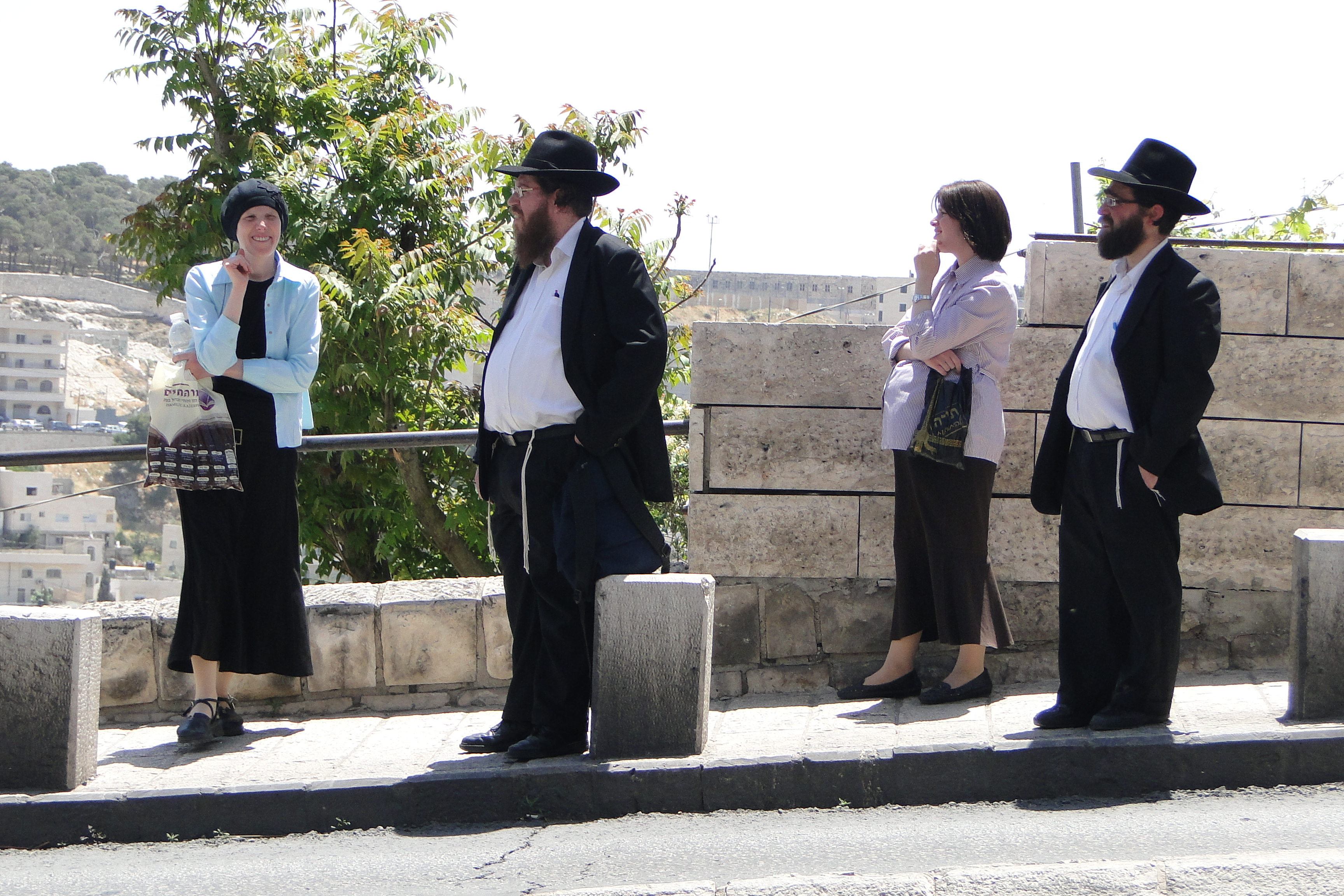
زوجان يهوديان حريديان في محطة للحافلات في أورشليم.

اليهودية من المصطلحات التي تسبب اختلافا في دلالتها. يشير اليهود إلى عقيدتهم باسم التوراة (أي القانون، أو الشريعة). ظهر المصطلح للمرة الأولى في العصر الهيليني تمييزا بين عقائد وممارسات اليهود، والعبادات الموجودة في الشرق الأدنى.
وأول من أشار إلى عقيدة اليهود باليهودية هو المؤرخ اليهودي المتأغرق يوسيفوس فلافيوس، وذلك بالمقارنة مع «الهيلينية»: عقيدة أهل مقاطعة يهودا مقابل عقيدة سكان مقاطعة هيلاس. فالمصطلحان بدءا اسمين جغرافيين قبل أن يشيرا إلى النسقين العقائديين.
وقيل التهود في اللغة التي كان يتحدثها موسى بمعنى العودة أو التوبة كما جاء في القران (إِنَّا هُدْنَا إِلَيْكَ)[سورة الأعراف:156] أي تبنا إليك وعدنا.
يرى الدارسون أن «اليهودية» كمصطلح لا يشير إلى النسق الديني للعبرانيين قبل تدوين العهد القديم أثناء الهجرة الأولى إلى بابل 578 ق.م.، أي بعد موسى بمئات السنين، واستمر التدوين حتى القرن الثاني قبل الميلاد، في وقت أصبحت فيه العبرية لغة ميتة لا تستخدم إلا في الطقوس الدينية، بينما أصبحت الآرامية لغة اليهود. لذا، قد يكون من الأفضل الحديث عن «عبادة يسرائيل» في المرحلة السديمية التي تسبق بناء الهيكل وتأسيس المملكة العبرانية المتحدة عام 1020 ق.م.، وعن «العبادة القربانية المركزية» بعد تأسيس الهيكل وحتى هدمه عام 70 ميلادية، واليهودية عمومًا لما بعد ذلك.

## التاريخ

### الأصول

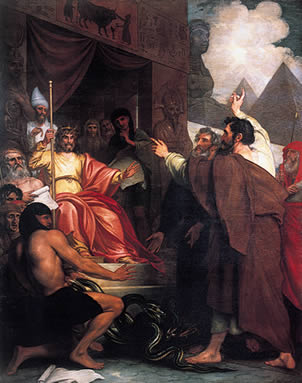
الله أرسل موسى لفرعون ملك مصر ليسمح لبني إسرائيل بالخروج ليعبدونه ويكف عن إستعبادهم ومع رفضه قدم له آيات عجيبة بمساعدة أخاه هارون كإنتشار الجراد والذباب والقمل والدمامل والضفادع وتحويل عصاه لحيه ويده لبرصاء وحدوث ظلام دامس عم مصر لمدة ثلاث أيام وموت المواشي وأبكار الذكور وتحويل النهر لدم وامطار سيول علي المصريين حسب سفر الخروج وهو ما يُعرف بالضربات العشر.

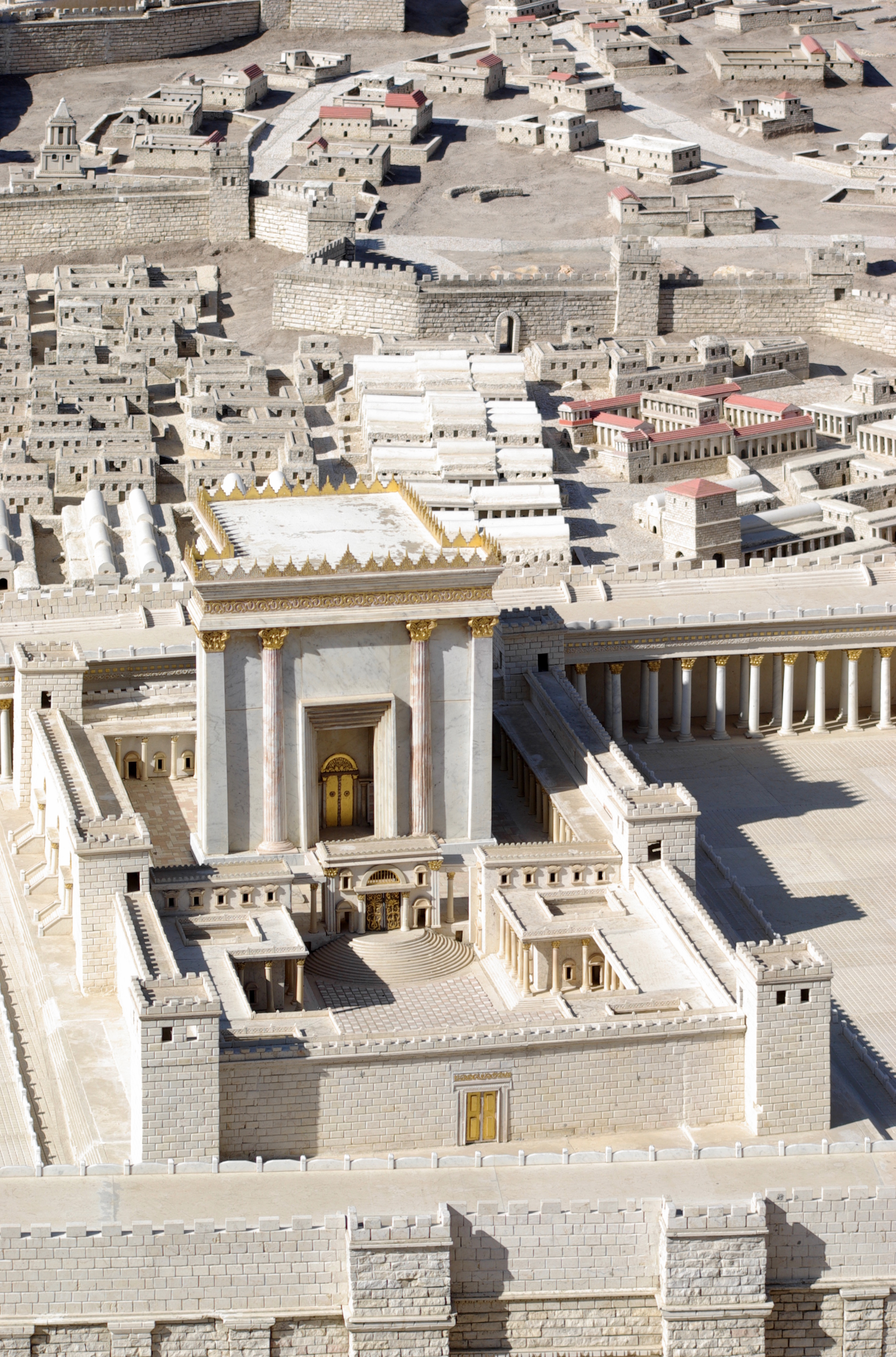
نموذج إفتراضي لهيكل الملك سليمان الذي تم هدمه عام 70م من قبل الرومان بعد الثورة اليهودية الكبرى وقُتل مليون يهودي وهرب بعضهم للجبال. يُعد هيكل سليمان أقدس موقع في اليهودية.

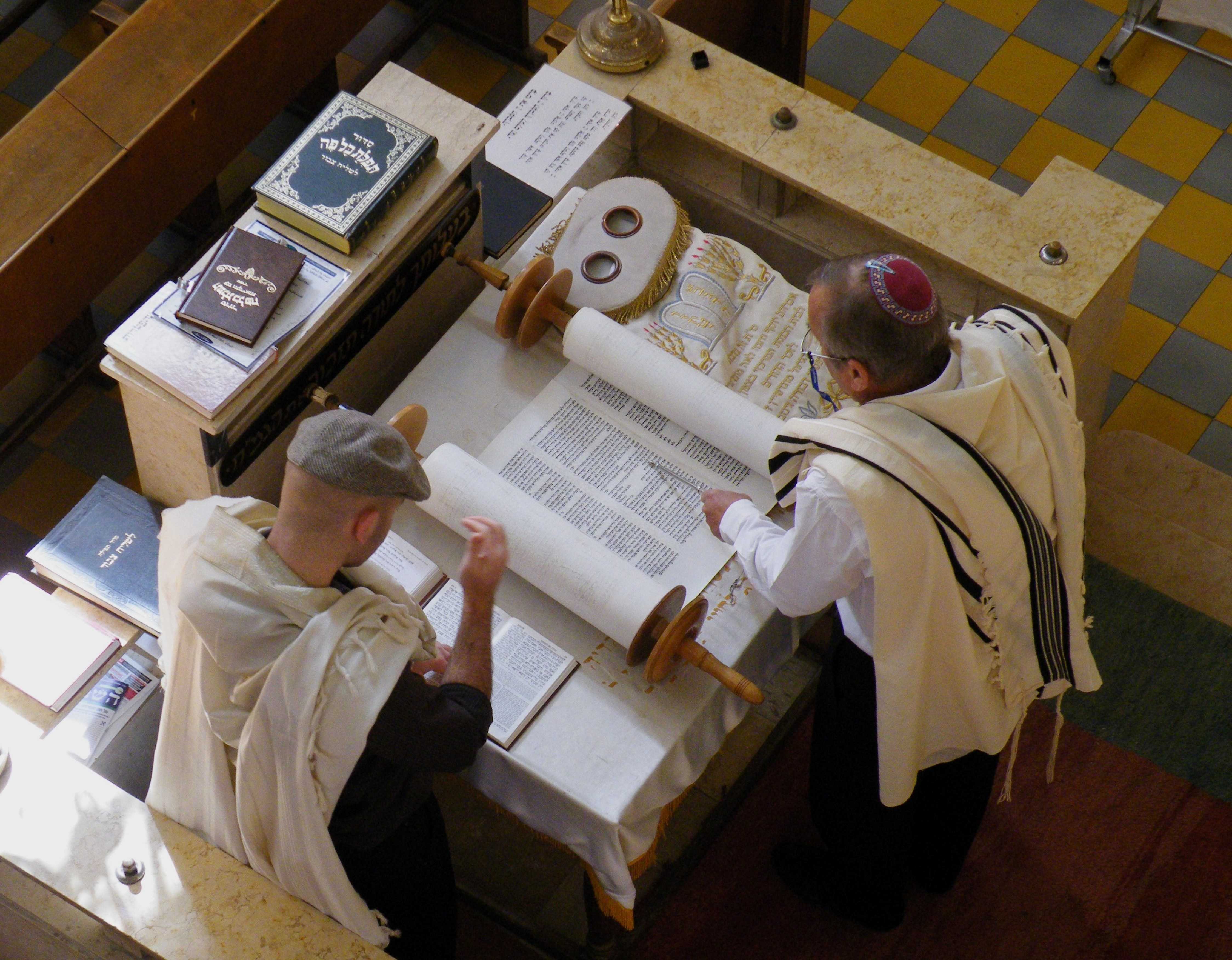
رجل يقرأ التوراة باستخدام ياد.

في جوهره، الكتاب المقدس العبري التناخ هو سرد لعلاقة بني إسرائيل بالله منذ أقدم تاريخ لهم حتى بناء الهيكل الثاني (حوالي  535 قبل الميلاد). تم الترحيب بإبراهيم باعتباره أول عبري وأب للشعب اليهودي. وكمكافأة على إيمانه بإله واحد، وُعد بأن إسحاق، ابنه الثاني، سيرث أرض إسرائيل (التي كانت تسمى آنذاك كنعان). لاحقًا، اُسْتُعْبِد نسل إسحاق، يعقوب، في مصر، وأمر الله موسى أن يقود الخروج من مصر. في جبل سيناء، تلقوا التوراة - أسفار موسى الخمسة. تُعرف هذه الكتب، جنبًا إلى جنب مع أسفار الأنبياء وأسفار الكتابات، باسم التوراة المكتوبة على عكس التوراة الشفوية، التي تشير إلى مشناه والتلمود. في النهاية، قادهم الله إلى أرض إسرائيل حيث زرعت المسكن في مدينة شيلو لأكثر من 300 عام لحشد الأمة ضد مهاجمة الأعداء. مع مرور الوقت، انخفض المستوى الروحي للأمة لدرجة أن الله سمح للفلسطينيين بالاستيلاء على المسكن. ثم أخبر شعب إسرائيل صموئيل النبي عليهم أن يحكمهم ملك دائم، وعين صموئيل شاول ملكًا لهم.
عندما ضغط الشعب على شاول لمخالفة أمر نقله إليه صموئيل، أخبر الله صموئيل أن يعين داود بدلاً منه.
يرى التقليد الحاخامي أن تفاصيل وتفسير القانون، والتي تسمى التوراة الشفوية أو الشريعة الشفوية، كانت في الأصل تقليدًا غير مكتوب بناءً على ما قاله الله لموسى على جبل سيناء.
ومع ذلك، مع تزايد اضطهاد اليهود وأصبحت التفاصيل معرضة لخطر النسيان، تم تسجيل هذه القوانين الشفوية من قبل الحاخام يهوذا هناسي (يهوذا الأمير) في الميشناه، وتم تنقيحها حوالي 200 م. كان التلمود عبارة عن تجميع لكل من الميشناه والجمارا، التعليقات الحاخامية المنقحة على مدى القرون الثلاثة التالية. نشأت الجمارا في مركزين رئيسيين للدراسات اليهودية، فلسطين وبابل. في المقابل، تم تطوير مجموعتين من التحليل، وتم إنشاء عملين من التلمود. المجموعة الأقدم تسمى تلمود القدس. تم تجميعه في وقت ما خلال القرن الرابع في فلسطين والأخر يُدعي التلمود البابلي.
وفي 16 مارس 597 ق.م تم تدمير هيكل سليمان بعد أن قام الملك البابلي نبوخذ نصر الثاني بسبي اليهود إلي بابل وإحراق كل الكتب اليهودية المقدسة، بما في ذلك أسفار موسى الخمسة بعد محاصرته لأورشليم عام 587 قبل الميلاد، وأدي ذلك لضياع الكثير من أسفار التوراة نهائيًا، نتيجة تعرض القدس للسلب والتخريب والحرق عدة مرات،  ويروي سفر عزدراس الثاني الغير قانوني الإصحاح 14 العدد 21-22 أن عزرا الكاهن قام بإعادة كتابة أسفار التوراة المفقودة بإلهام وإرشاد من الروح القدس.

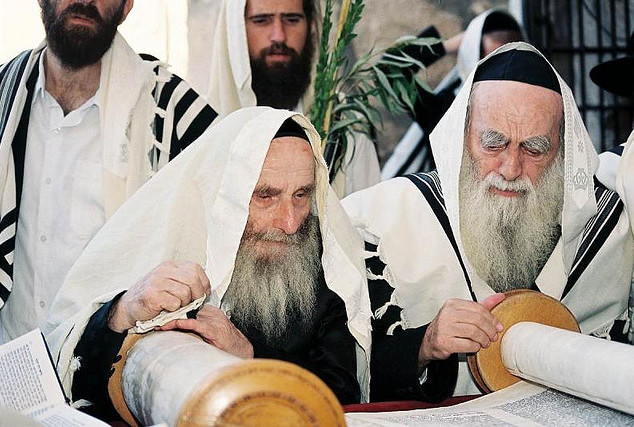
أحبار اليهود يرتدون الطليس ويؤدون طعميم التوراة صباحًا.

في عهد أنطيوخوس الرابع (163 ق.م-157 ق.م) الذي أخذ لقب «إپيفانيس» الذي يعني «ظهور الله بالجسد»،  وبعد أن صار ملكًا علي سوريا في سنة 175 ق.م، وبعدها بسنتين بعد هجومه الرابع علي مصر، أرسل أنطيخوس قوة تحت قيادة الجنرال أبوللونيوس ليحتل أورشليم، وأصدر مرسوما يمنع فيه اليهود من ممارسة عوائدهم، واحتفالاتهم الدينية، بما فيها الختان، بعد أن بني علي أرض المدينة حامية لجنوده، وكان هذا مخالفا للشريعة اليهودية إذ إن أورشليم يجب أن تكون حظرًا لليهود فقط ويُمنع الوثنيين من دخول الأرض المقدسة، أخيرا قد فكر أنطيوخس في إفناء الديانة اليهودية، فأصدر منشورًا يمنع ممارسة اليهود للديانة اليهودية تحت تهديد القتل وأعطي أوامر أن يشترك اليهود في العبادة الوثنية، فدنسوا الهيكل ووضعوا تمثال زيوس الأولمبي أمام المذبح وقُدمت له الذبائح. وأمر بإحراق كل النسخ الموجودة من التوراة أو الكتب اليهودية المقدسة، واي أسفار من التوراة كانت تُمزق وتحرق أو تمسح ومالكوها يُقدمون للمحاكمة. وهدد بالموت لكل من يخالف هذا المرسوم. ثم أقام أنطيوخوس الرابع في المدينة مذابح للألهة اليونانيين، وأُرغم اليهود علي أكل لحم الخنزير الممنوع عليهم شرعًا، وذبح الآف اليهود وباع نسائهم وأطفالهم كسبايا وعبيد، وحصن مدينة داود ووضع فيها كتيبة من السوريين، فكثير من اليهود أرتدوا حفاظا علي حياتهم وعائلاتهم، وكثير من اليهود فضلوا الموت علي التنكر لدينهم، وقامت المقاومة ضد الأغريق السلوقيون والتي عُرفت بثورة المكابيين عام 167 قبل الميلاد بواسطة الكاهن متتيا بن يوحنان وتككلت بالنجاح تحت قيادة بطولية علي يد ابنه يهوذا المكابي وأستعاد اليهود حريتهم سنة 165 ق.م، وتم تطهير الهيكل من الأوثان، وزُود بمذبح طاهر، وأُعيد فتحه للشعائر اليهودية بأفراح غامرة في 165 ق.م. وأصبح يحتفل به اليهود تحت اسم عيد حانوكا أو عيد التدشين.

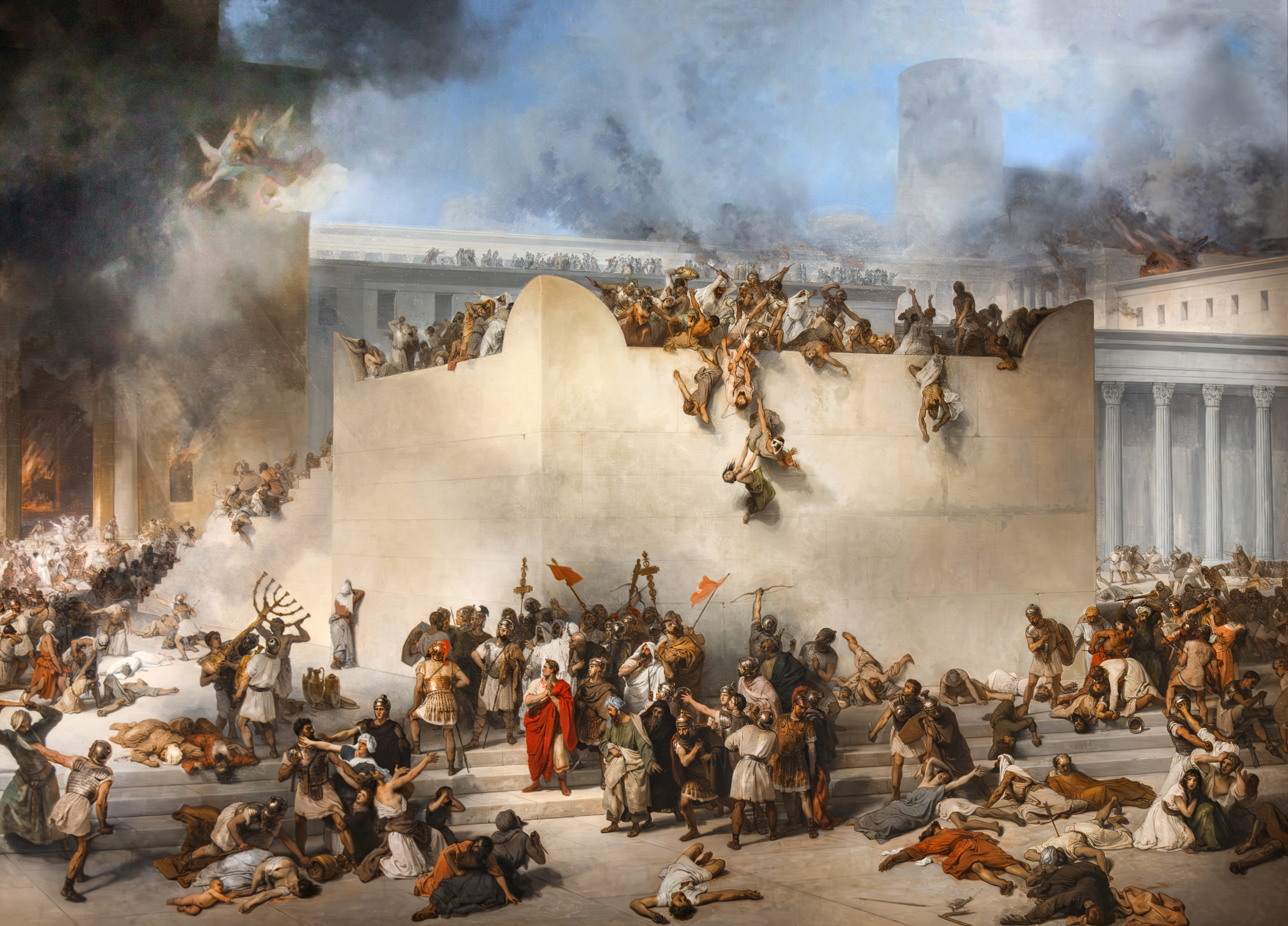
جيش الإمبراطور الروماني تيتوس يدمرون الهيكل الثاني خلال الثورة اليهودية الكبرى ضد الحكم الروماني.

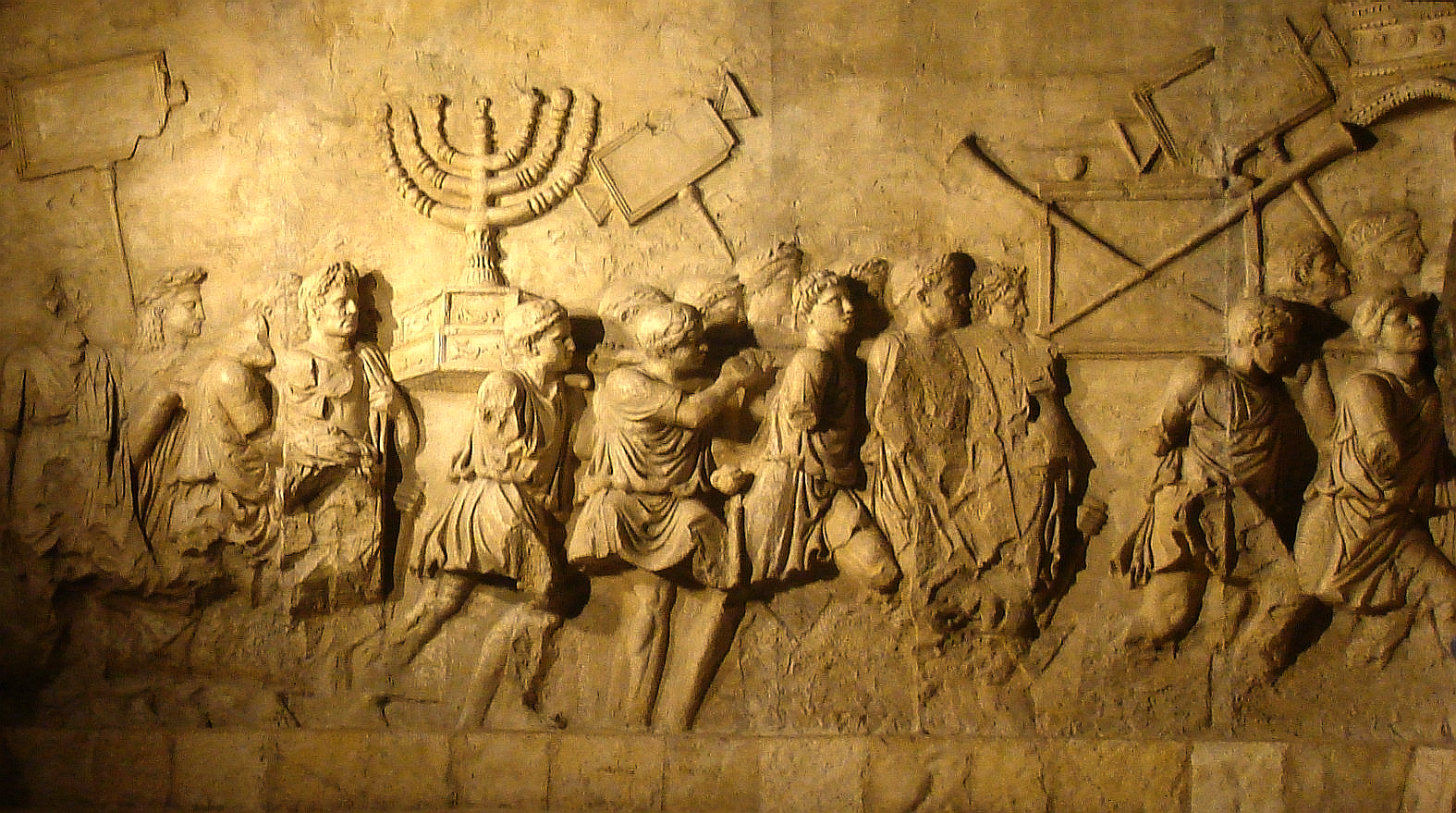
نقشٌ على قوس نصرٍ روماني يظهر فيه الرومان وهم يحملون الغنائم التي حصلوا عليها من هيكل سليمان.

وقد أدت الثورة اليهودية الكبرى (66-73 م) إلى تدمير القدس والهيكل الثاني ومقتل مايقرب من مليون يهودي وتهجير جزء كبير من السكان. حدثت انتفاضة ثانية عرفت باسم ثورة بار كوخبا خلال الفترة من 132 إلى 136 م. سمحت النجاحات الأولية لليهود بتشكيل دولة مستقلة في يهودا، لكن الرومان حشدوا قوات كبيرة وسحقوا التمرد بوحشية، مما أدى إلى تدمير ريف يهودا وإخلاء سكانه. أعيد بناء القدس كمستعمرة رومانية تحت اسم إيليا كابيتولينا، وتم تغيير اسم مقاطعة يهودا إلى سوريا فلسطين. تم طرد اليهود من المناطق المحيطة بالقدس،  وانضموا إلى المجتمعات في الشتات. ومع ذلك، كان هناك وجود يهودي صغير مستمر وأصبح الجليل مركزها الديني. استمرت المجتمعات اليهودية أيضًا في الإقامة في تلال الخليل الجنوبية وفي السهل الساحلي.

## المبادئ الأساسية
بالمعنى الدقيق للكلمة، في اليهودية، على عكس المسيحية والإسلام، لا توجد بنود إيمانية ثابتة وملزمة عالميًا، بسبب دمجها في الليتورجيا. اقترح الباحثون عبر التاريخ اليهودي صيغًا عديدة للمبادئ الأساسية لليهودية، وقد قوبلت جميعها بالنقد. الصيغة الأكثر شيوعًا هي مبادئ الإيمان الثلاثة عشر التي وضعها موسى بن ميمون، والتي تم تطويرها في القرن الثاني عشر. وفقًا لما ذكره موسى بن ميمون، فإن أي يهودي يرفض حتى أحد هذه المبادئ يعتبر مرتدًا ومهرطقًا.

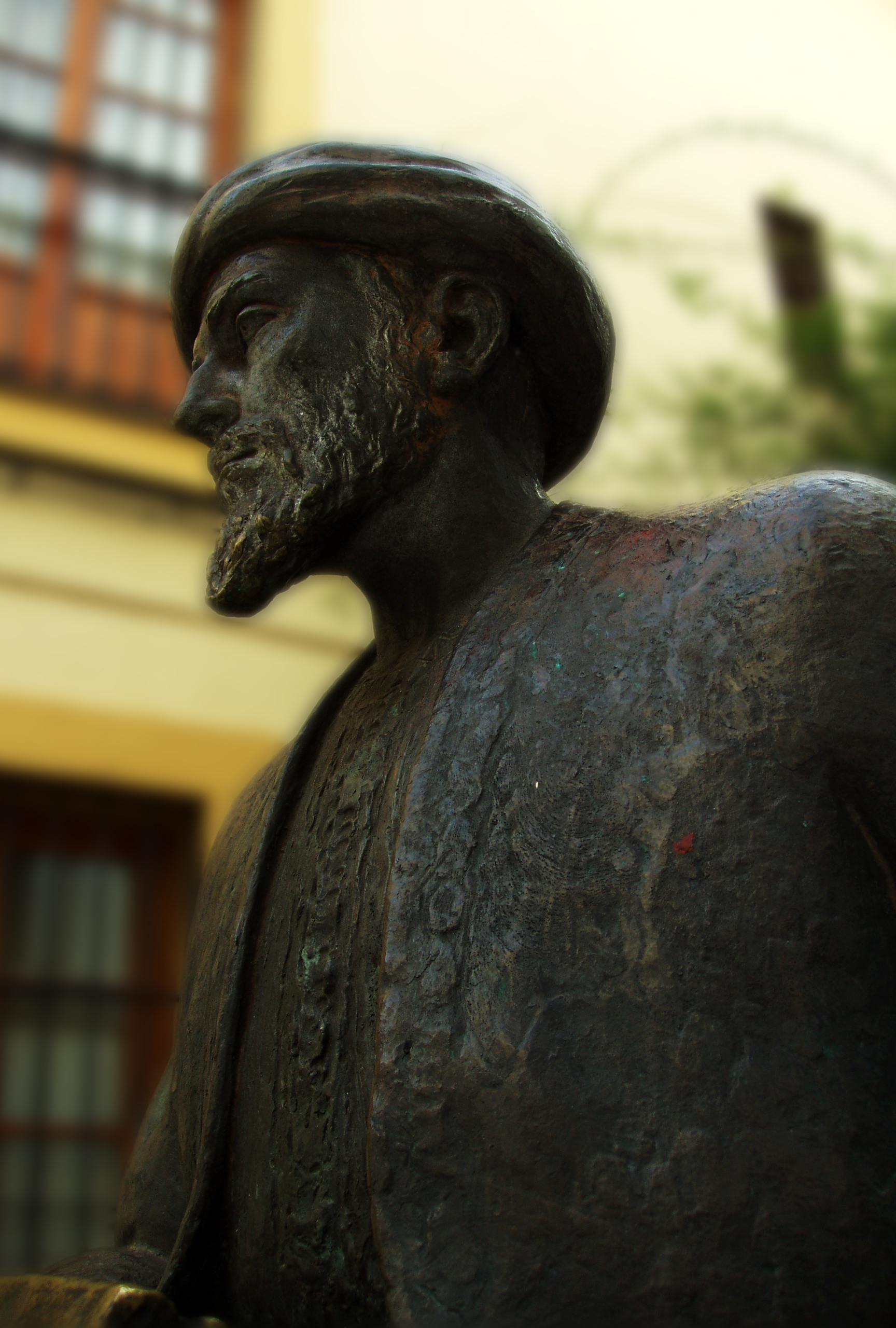
تمثال الحبر موسى بن ميمون في قرطبة.

وقد عقد العلماء اليهود وجهات نظر تختلف بطرق مختلفة عن مبادئ موسى بن ميمون. وهكذا، في إطار اليهودية الإصلاحية، تمت الموافقة على المبادئ الخمسة الأولى فقط.

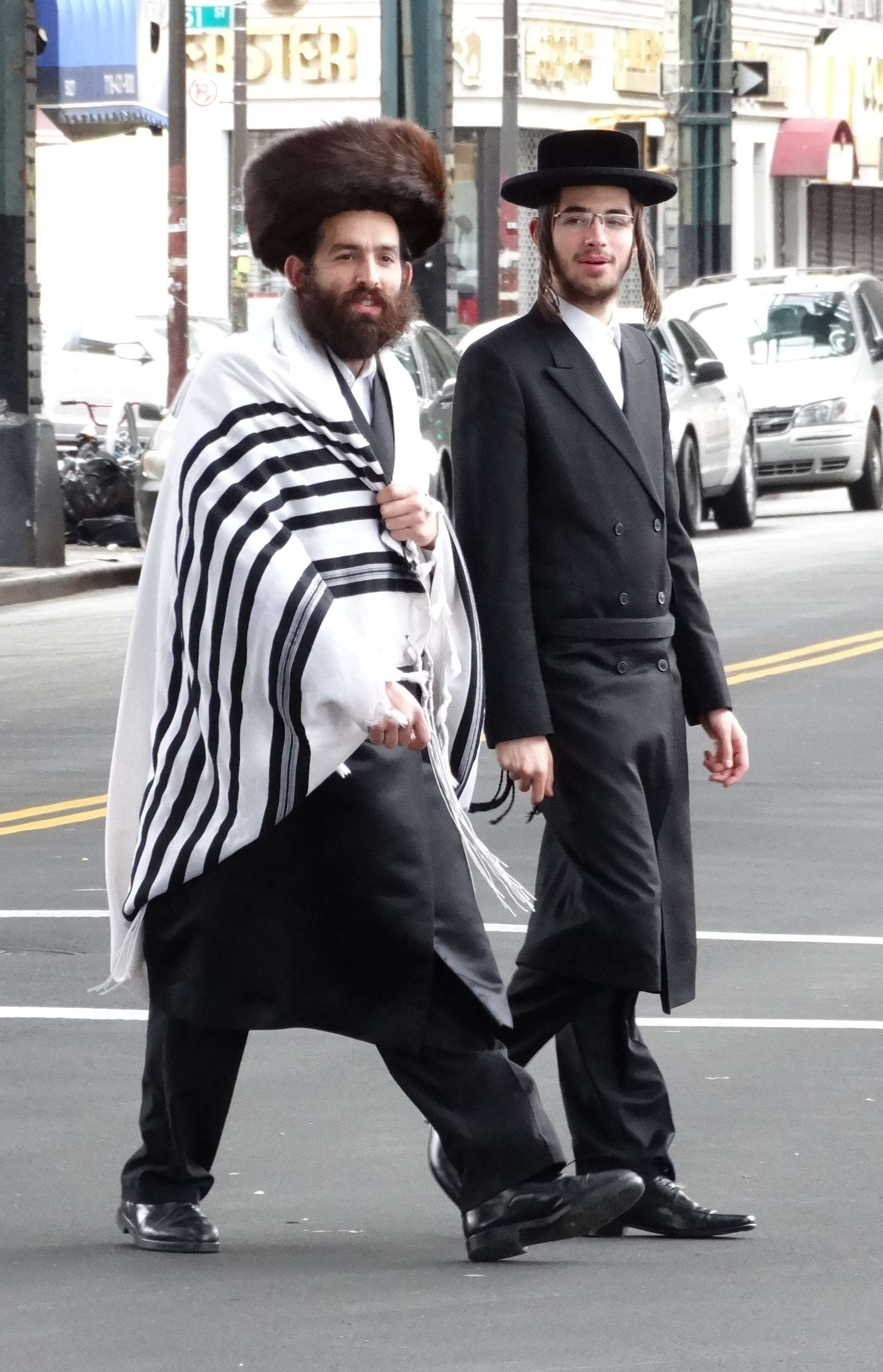
يهوديان حاسيديان في نيويورك.

ومبادئ الإيمان الثلاثة عشر هي كالآتي:
- إنني أؤمن إيماناً كاملاً بأن الخالق تبارك اسمه هو الخالق والمرشد لكل ما خلق؛ فهو وحده الذي صنع، ويصنع، وسيصنع كل شيء.
- أنا أؤمن إيمانا كاملا بأن الخالق تبارك اسمه واحد، وأنه ليس هناك وحدة مثله، وأنه وحده إلهنا الذي كان ويكون وسيكون.
- أنا أؤمن إيمانا كاملا بأن الخالق تبارك اسمه ليس له جسم، وأنه بريء من جميع خصائص المادة، وأنه لا يمكن أن يكون هناك أي مقارنة به على الإطلاق.
- وأؤمن إيماناً كاملاً بأن الخالق تبارك اسمه هو الأول والآخر.
- وأعتقد إيمانا كاملا أن الدعاء للخالق تبارك اسمه وله وحده تصح، ولا تصح الدعاء لأي كائن سواه.
- أنا أؤمن بإيمان كامل أن كل كلام الأنبياء حق.

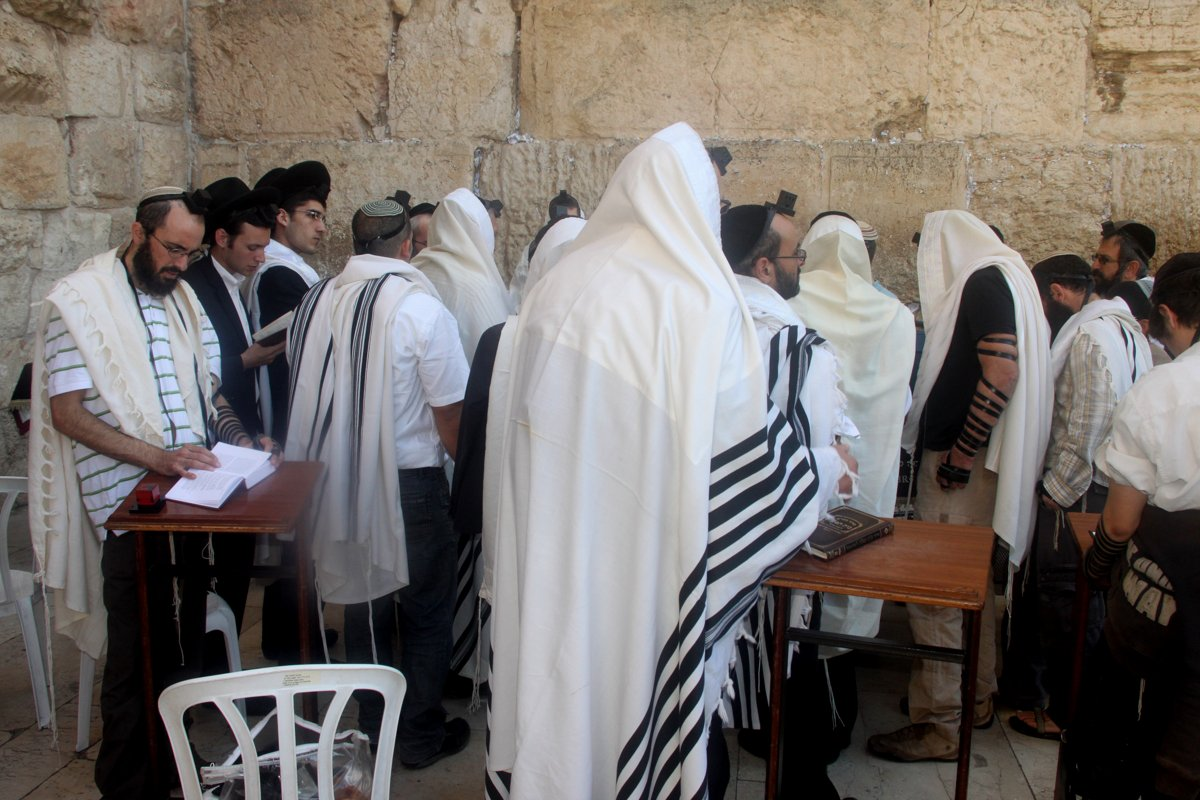
يهود يصلون عند حائط المبكي.

- يهود يصلون عند حائط المبكي.وأعتقد إيمانا كاملا أن نبوءة موسى أستاذنا عليه السلام كانت صحيحة، وأنه سيد الأنبياء، من سبقه ومن تبعه.
- وأعتقد بكل إيمان أن التوراة التي بين أيدينا الآن كلها هي نفسها التي أعطيت لمعلمنا موسى عليه السلام.
- إنني أؤمن إيمانا كاملا بأن هذه التوراة لن يتم تبديلها، ولن تكون هناك توراة أخرى من الخالق تبارك اسمه.
- "إنني أؤمن بإيمان كامل أن الخالق تبارك اسمه يعرف كل أعمال البشر وكل أفكارهم، كما هو مكتوب: «المصمم قلوبهم جميعاً، المدرك جميع أعمالهم" (مزمور 33 : 15)».
- أنا أؤمن إيمانا كاملا بأن الخالق تبارك اسمه يكافئ من يحفظ وصاياه ويعاقب من يخالفها.
- أنا أؤمن بإيمان كامل بمجيء المسيح. ورغم أنه قد يتأخر، إلا أنني أنتظر مجيئه كل يوم.
- إنني أؤمن إيمانًا كاملًا بأنه سيكون هناك إحياء للأموات في الوقت الذي يرضي الخالق تبارك اسمه، ويتعالى ذكره إلى أبد الآبدين.

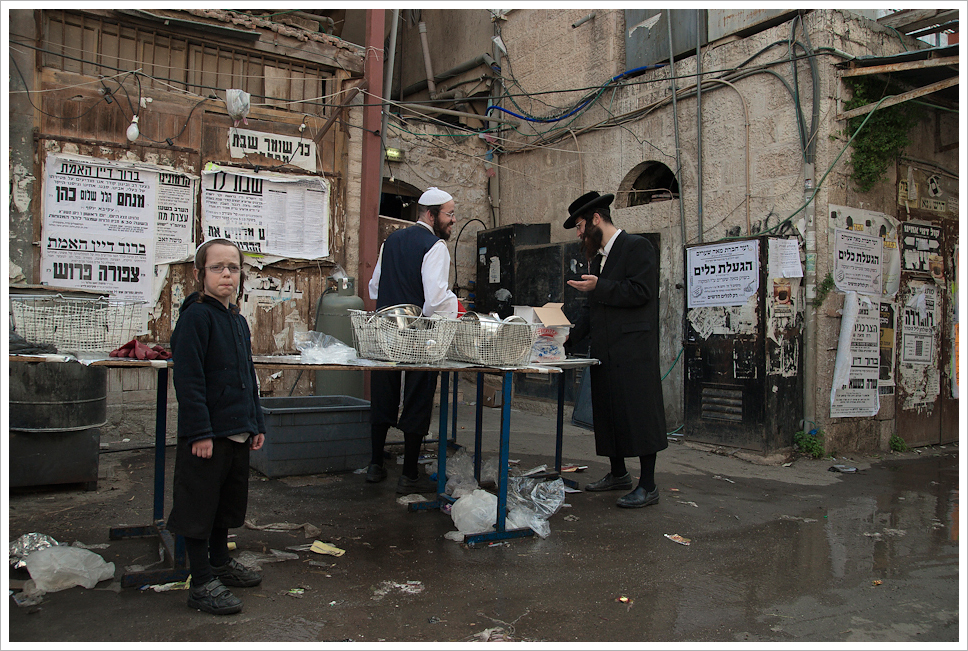
اليهود الحاسيديون في القدس.

في زمن موسى بن ميمون، تعرضت قائمة مبادئه لانتقادات من قبل هاسداي كريسكاس وجوزيف ألبو. جادل ألبو ورافاد بأن مبادئ موسى بن ميمون تحتوي على الكثير من العناصر التي، على الرغم من صحتها، لم تكن من أساسيات الإيمان
وعلى هذا المنوال، أكد المؤرخ القديم جوزيفوس على الممارسات والشعائر بدلاً من المعتقدات الدينية، وربط الردة بالفشل في مراعاة الهالاخاة وأكد أن متطلبات التحول إلى اليهودية تشمل الختان والالتزام بالعادات التقليدية. تم تجاهل مبادئ موسى بن ميمون إلى حد كبير خلال القرون القليلة التالية.
أقدم مثال غير حاخامي لمواد الإيمان تمت صياغته، تحت التأثير الإسلامي، من قبل شخصية القرائيين في القرن الثاني عشر يهوذا بن إيليا هداسي :
(1) الله خالق جميع المخلوقات. (٢) ليس له نظير ولا شريك. (3) خلق الكون كله. (4) دعا الله موسى والأنبياء الآخرين في قانون الكتاب المقدس؛ (5) شريعة موسى وحدها هي الصحيحة؛ (6) معرفة لغة الكتاب المقدس واجب ديني؛ (٧) الهيكل في أورشليم هو قصر حاكم العالم؛ (8) الإيمان بالقيامة معاصرة لمجيء المسيح؛ (9) الحكم النهائي؛ (10) القصاص. يهوذا بن إيليا هداسي، أشكول هكوفر

### الوقت الحاضر

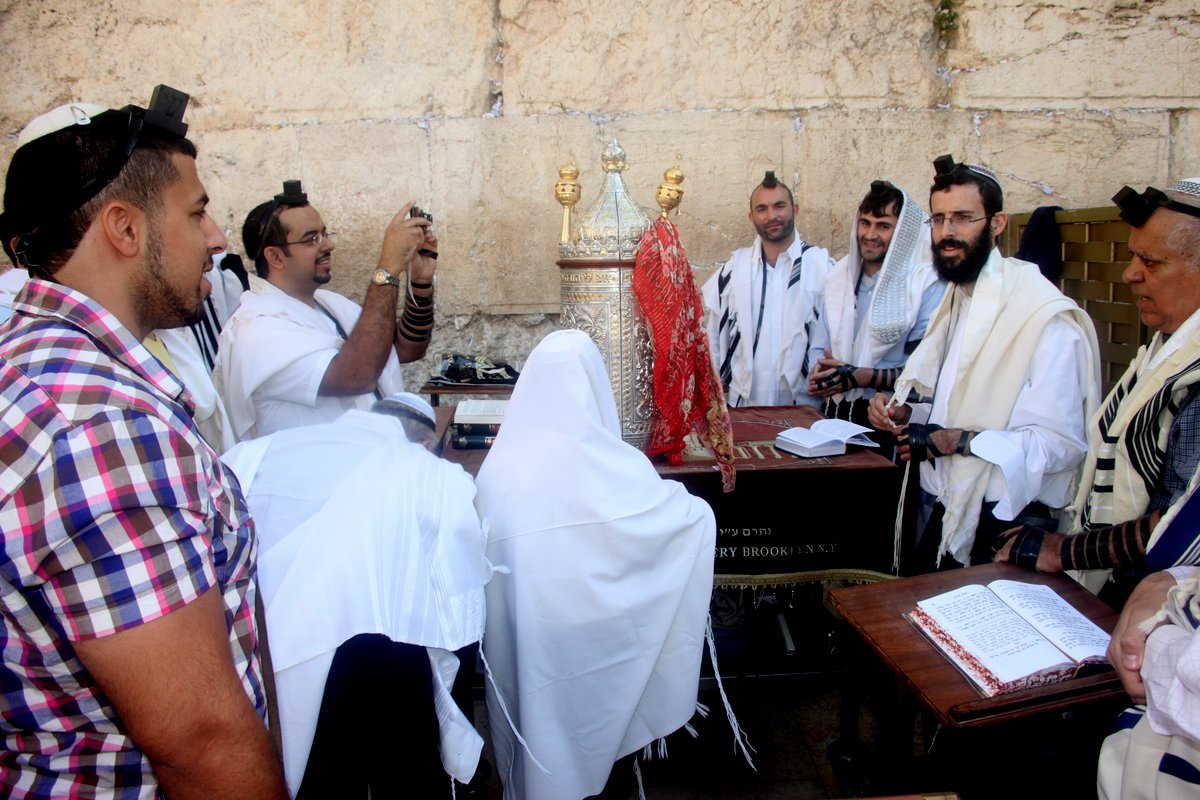
اليهود يحتفلون بحفل بار متسافا عند حائط المبكي.

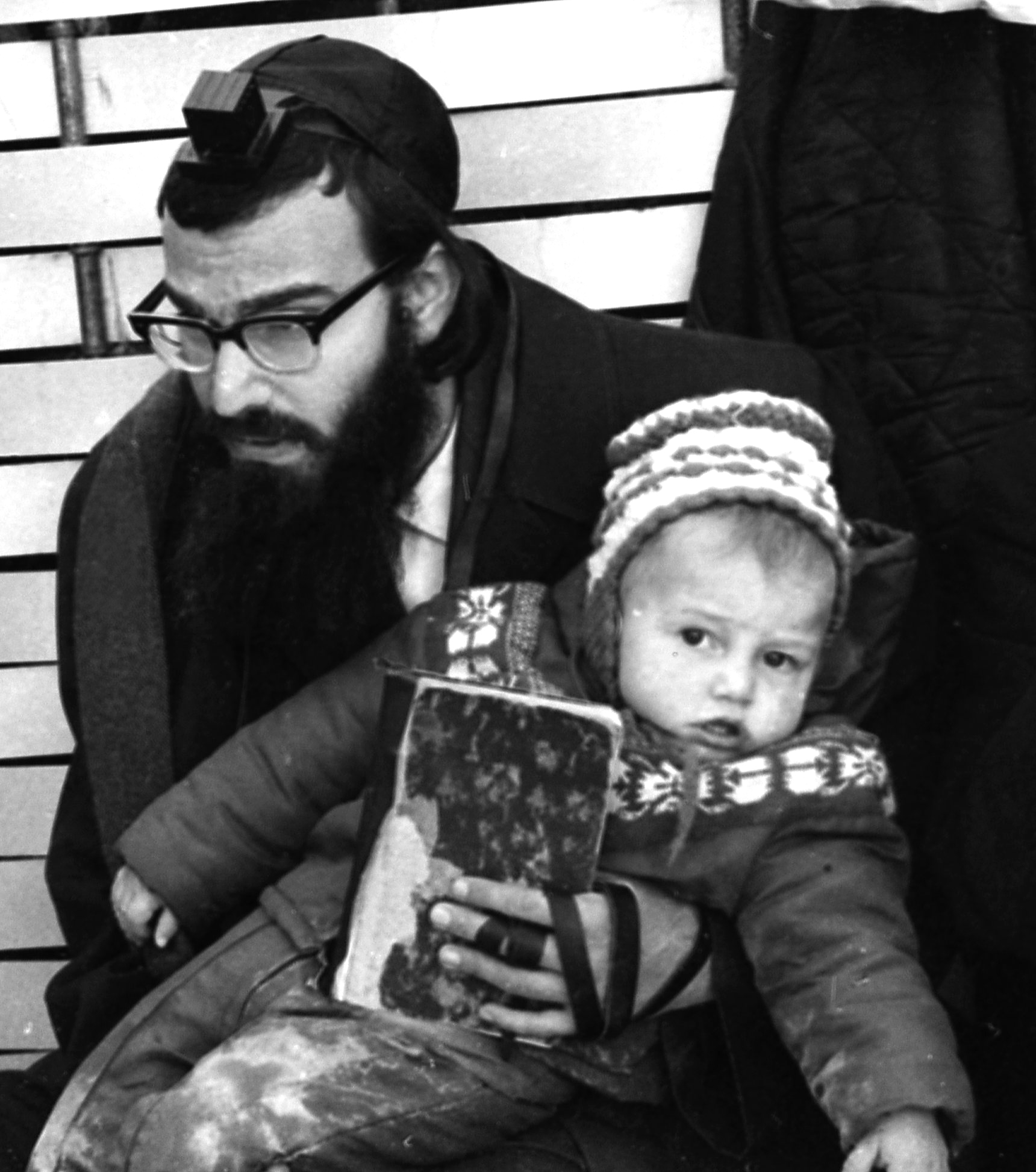
يهودي عام 1970.

في العصر الحديث، تفتقر اليهودية إلى سلطة مركزية تملي عقيدة دينية محددة. وبسبب هذا، فإن العديد من الاختلافات المختلفة في المعتقدات الأساسية تعتبر ضمن نطاق اليهودية. ومع ذلك، فإن جميع الحركات الدينية اليهودية إلى حد أكبر أو أقل، تعتمد على مبادئ الكتاب المقدس العبري أو التعليقات المختلفة مثل التلمود والمدراش. تعترف اليهودية أيضًا عالميًا بالعهد الكتابي بين الله والبطريرك إبراهيم بالإضافة إلى الجوانب الإضافية للعهد التي تم الكشف عنها لموسى، الذي يعتبر أعظم نبي في اليهودية. في المشناه، النص الأساسي لليهودية الحاخامية، يعتبر قبول الأصول الإلهية لهذا العهد جانبًا أساسيًا من اليهودية وأولئك الذين يرفضون العهد يخسرون نصيبهم في العالم الآتي.
إن تأسيس المعتقدات الأساسية لليهودية في العصر الحديث هو أمر أكثر صعوبة، نظرا لعدد وتنوع الطوائف اليهودية المعاصرة. وحتى لو اقتصرت المشكلة على الاتجاهات الفكرية الأكثر تأثيرا في القرنين التاسع عشر والعشرين، فإن الأمر يظل معقدا. وهكذا، على سبيل المثال، فإن جواب جوزيف سولوفيتشيك (المرتبط بالحركة الأرثوذكسية الحديثة للحداثة يرتكز على تعريف اليهودية باتباع الهالاخاة في حين أن هدفها النهائي هو جلب القداسة إلى العالم. مردخاي كابلان، مؤسس اليهودية الإصلاحية، يتخلى عن فكرة الدين من أجل ربط اليهودية بالحضارة ومن خلال المصطلح الأخير والترجمة العلمانية للأفكار الأساسية، يحاول احتضان أكبر عدد ممكن من الطوائف اليهودية. في المقابل، كانت اليهودية المحافظة لسليمان شيختر متطابقة مع التقليد الذي يُفهم على أنه تفسير للتوراة، وهو في حد ذاته تاريخ التحديثات والتعديلات المستمرة للقانون التي تم إجراؤها عن طريق التفسير الإبداعي. وأخيراً، يرسم ديفيد فيليبسون الخطوط العريضة للحركة الإصلاحية في اليهودية من خلال مواجهتها للمنهج الحاخامي الصارم والتقليدي، ويصل بالتالي إلى استنتاجات مشابهة لنتائج حركة المحافظين.

## المفاهيم والعقائد اليهودية

### الإله

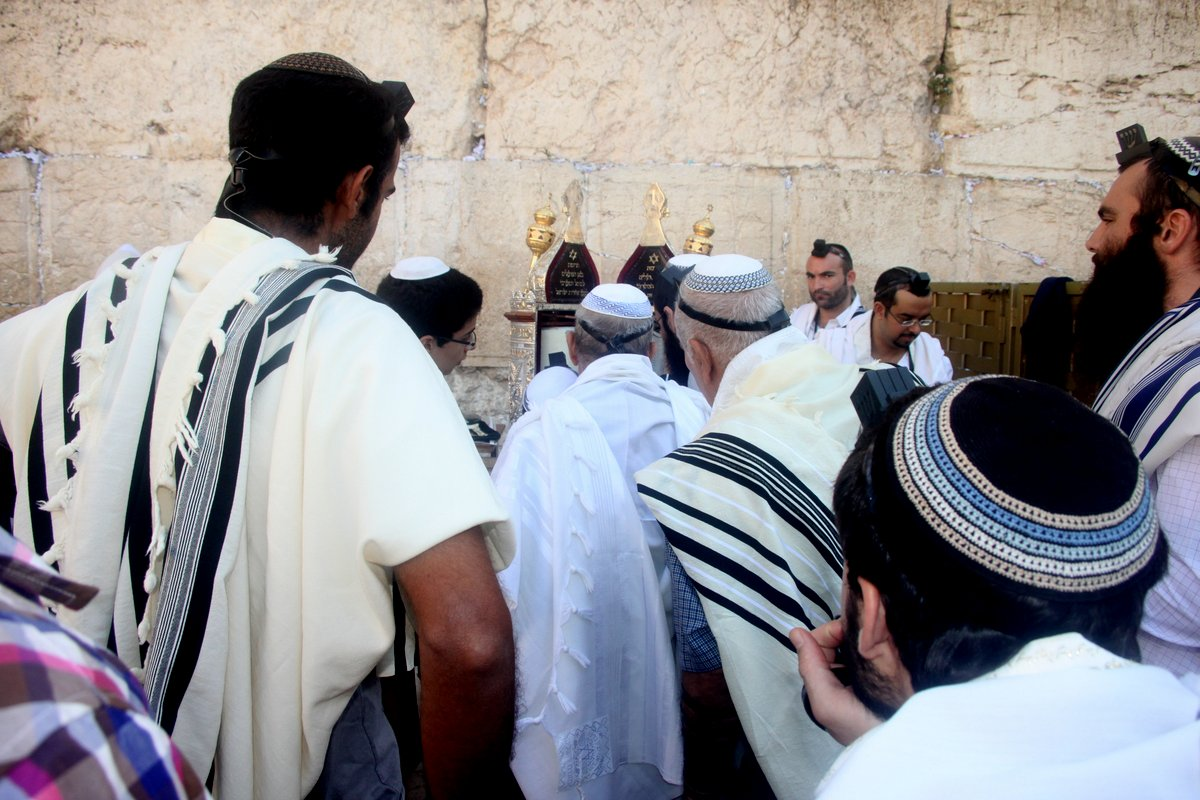
يهود داتييم (متدينين) يحملون التوراة عند الحائط الغربي بالقدس.

اليهودية هي إحدي أقدم الديانات التوحيدية، وهي أقدم الديانات الإبراهيمية الثلاث الكبرى (اليهودية والمسيحية والإسلام). والله في اليهودية واحد أحد أزلي، يسمي الله نفسه في التوراة بعدة أسماء منها «يهوه» والذي يعني "الكائن" أو "الكينونة"، و«رب الجنود»، و«هاشيم» والذي يعني "الإسم" لأن اليهود كانوا يمتنعون عن نطق «يهوه» لأنهم اعتبروه اسمًا مقدسًا جدًا أو الإسم الأعظم لله فلا يُنطق إطلاقًا حتي فقد نطقه الدقيق مع الوقت، و«أدوناي إلوهيم» والذي يعني الرب الإله، و«إيل شداي» والتي تعني "الله عز وجل" أو "الإله القدير"، 
كما عرف نفسه لموسى علي جبل سيناء عندما سأله عن اسمه بـ«أهيه الذي أهيه» والتي تعني "أكون الذي كائن" أو "الكائن" أو "الكينونة"، وتحرم اليهودية بشكل صارم تصوير الإله أو صنع تماثيل له، علي الرغم من وجود بعد المعتقدات الحلولية كما يظهر في الثالوث الحلولي اليهودي المكون من «الرب والشعب والأرض». ومفهوم الإله في اليهودية هو ذلك المستمد من الأسفار الأولى في التوراة:
اِسْمَعْ يَا إِسْرَائِيلُ: الرَّبُّ إِلهُنَا إِلَهٌ وَاحِدٌ سفر التثنية 6: 4

### الأنبياء

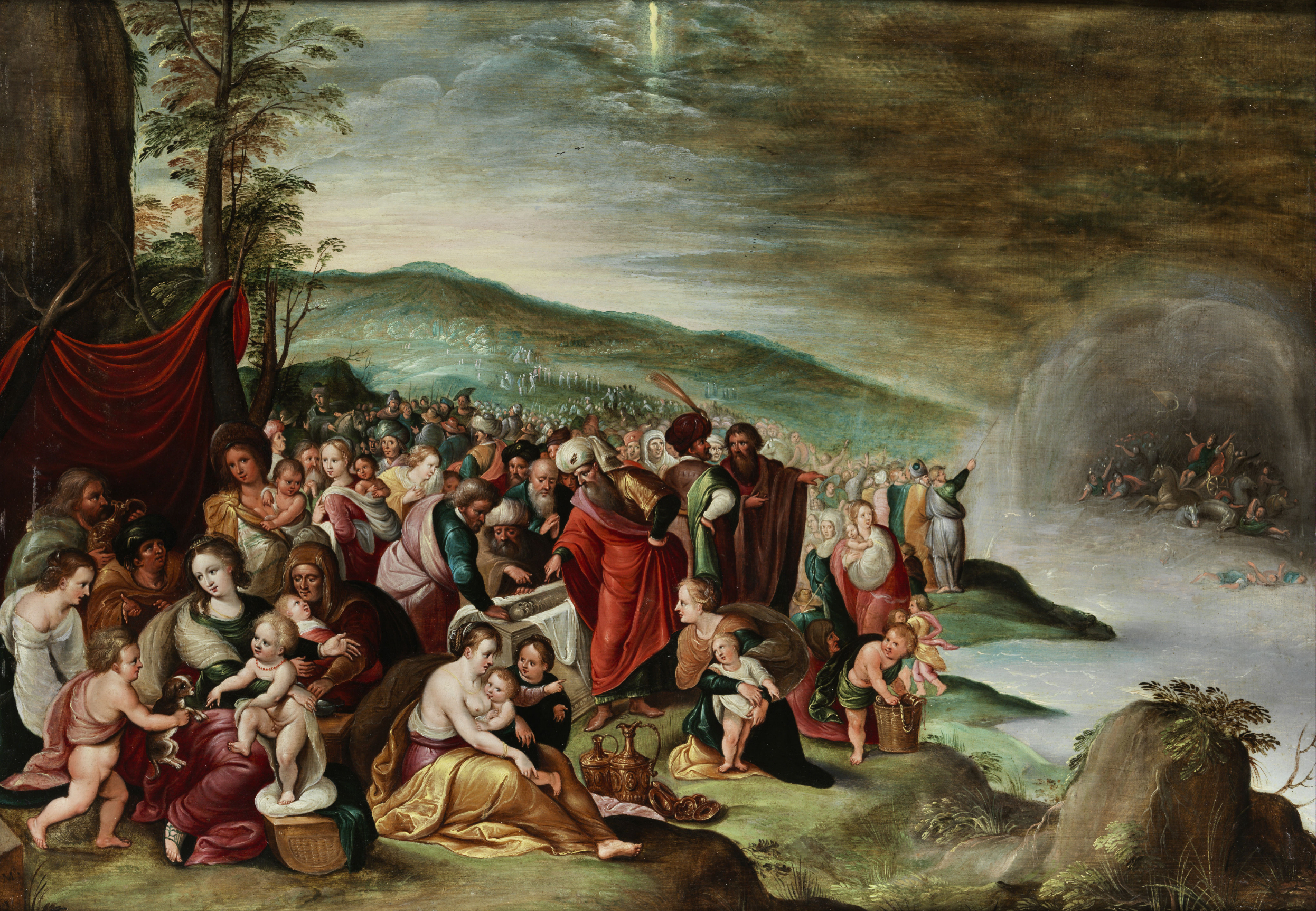
موسى يشق البحر الأحمر بعصاه خلال خروج اليهود من مصر وهلاك فرعون وجيشه. يُحتفل به بأسم عيد الفصح.

يؤمن اليهود بالعديد من الأنبياء وهم إبراهيم، لوط، نوح، يعقوب، إسحاق، يوسف، موسى، هارون، أيوب، يونس، إلياس، داود،  جاد،  ناثان، إشعياء، هوشع، شمعيا، صموئيل،  ألداد وميداد، جدعون، أخيا الشيلوني، أليشع، فنحاس، ناحوم، حبقوق، دانيال، حجي، دبورة، ميخا، إرميا، أبيجايل، الياهو، مردخاي، يشوع، زكريا بن برخيا، زكريا يهوياداع، إستير، ملكي صادق، يثرون، حناني، عاموس، صفنيا، أوريا الحثي، باروخ بن نيريا، ملاخي. ولكن موسى هو أعظم الأنبياء علي الإطلاق في اليهودية.

وتدعوا التوراة لإحترام الأنبياء والمُسحاء وعدم الإساءة لهم أو إيذائهم. 
| اليهودية               | لا تمسوا مسحائي، ولا تسيئوا إلى أنبيائي | اليهودية |
| — سفر المزامير 105: 15 |                                         |          |

### الملائكة
الملائكة في اليهودية هم كائنات روحية خلقهم الله، ويقومون بخدمته وتنفيذ أوامره، وأدوارهم تختلف من العبادة والتمجيد لله إلى إيصال الرسائل وحماية البشر، وأحيانًا تنفيذ العقاب. المفهوم تطوّر عبر العصور من نصوص التوراة إلى الأدب الرباني، فالتصوف اليهودي (الكبّالاه). يُعتبر تمجيد أو عبادة الملائكة محرَّمًا في اليهودية، لأنهم خدام فقط، وليسوا آلهة أو وسطاء للعبادة. هناك تحذير واضح في التلمود من الإيمان بملائكة مستقلة الإرادة أو منافسة لله. تظهر الملائكة في التوراة غالبًا كـ"رسل من الله" (بالعبرية: מַלְאָךְ malʾākh = "ملاك" أو "رسول"): أمثلة: ملاك الرب ظهر لهاجر. ثلاثة رجال (يُفهم أنهم ملائكة) زاروا إبراهيم. ملاك صارع يعقوب. ملاك مبيد في الضربات العشر على مصر. رئيس جند الرب ظهر ليشوع. خصائص: أحيانًا لا يُميز البشر بينهم وبين الله نفسه (تجلي/تجسد). لا تُذكر أسماءهم غالبًا. ليسوا موضوعًا للعبادة، بل مجرد وسطاء. بين القرن الثالث ق.م والأول م، ظهرت كتب في الأبوكريفا والكتابات الرؤيوية مثل سفر أخنوخ الأول (حنوك) وسفر طوبيا ودانيال التي أضافت تفاصيل كثيرة: أسماء الملائكة (أشهرهم سبعة): أولًا ميخائيل أو ميكائيل (מִיכָאֵל) والذي يعني "من مثل الله"، يعتبر قائد الملائكة ومحارب الشيطان. ثانيًا جبرائيل (גַּבְרִיאֵל) والذي يعني "جبروت الله" – ويعتبر مفسّر الرؤى. ثالثًا رفائيل (רְפָאֵל) والذي يعني "شفاء الله" ويظهر في سفر طوبيا. رابعًا أوريئيل (אוּרִיאֵל) والذي يعني "نور الله" يظهر في كتب رؤيوية لاحقة. كما يظهر ملائكة آخرون في سفر أخنوخ مثل: سوريئيل، رغوئيل، رمئيل... وظائفهم هي حُرّاس للأمم. ملائكة مسؤولون عن الطبيعة، العناصر، الجحيم. في التلمود والميشناه (الأدب الرباني)، يتم تنظيم الفكر حول الملائكة ضمن إطار فقهي ولاهوتي: فالملائكة لا يتصرفون من أنفسهم؛ هم أدوات لتنفيذ إرادة الله فقط. لا يعرفون كل شيء، ويُخطئون أحيانًا في الفهم. يُخلقون لخدمة لحظة واحدة ثم يتلاشون. لا يُشجَّع تمجيدهم أو عبادتهم. وردت أسماء رُتَبٍ كثيرة لفئات الملائكة، منها: الشروبيم أو الكروبيم (כְּרוּבִים) ذُكروا أول مرة في سفر التكوين عندما وضعهم الله مع سيف ملتهب لحراسة طريق شجرة الحياة بعد طرد آدم وحواء من جنة عدن، سرافيم (שׂרפים) وهي ملائكة نارية. أوفانيم (אופנים) – وهي ملائكة مجنحة. كائنات القداسة (חיות הקודש) وهي كائنات رباعية الوجوه. ملائكة الخدمة (מלכי השרת) – وهي عموم الملائكة.

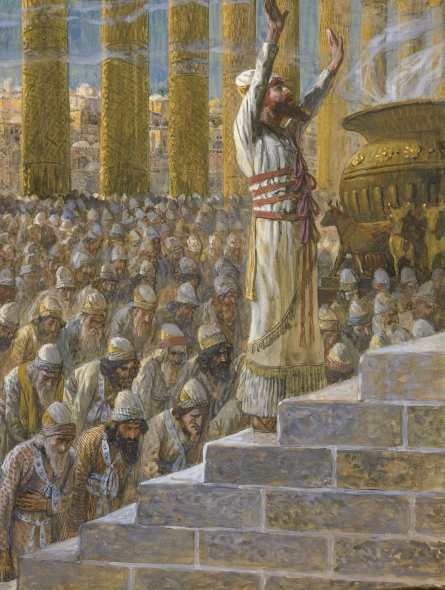
اليهود يصلون في قدس الأقداس.

في القبّالاه (التصوف اليهودي) توجد مفاهيم جديدة: الملائكة يُربطون بــالسفيروت (Sefirot) – تجليات الله العشر. وكل ملاك ينتمي إلى مجال روحي (مثلاً: جبرائيل في "غيفوراه" – الجبروت). وهناك نظام معقد من العوالم والعوالم الملائكية. ومن أمثلتها : نظام "عالم الملائكة" مرتبط بـ"عالم يتزيرة" (عالم التكوين). الملائكة لهم أسماء مقترنة بأسرار الحروف والأعداد.

### شعب الرسالة

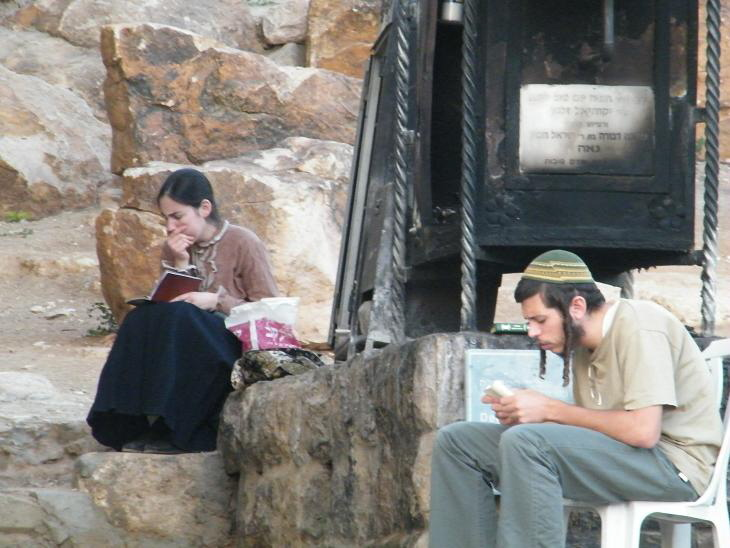
شاب وفتاة يهوديان يصليان خلال الخطوبة.

يهود يبكون عند حائط المبكي.

لا يهتم اليهود بالتبشير بالديانة اليهودية كونهم يرون أنفسهم شعب الله المختار، ولانهم يرون أن الخلاص بالأعمال الصالحة وليس بالإيمان علي عكس المسيحية والإسلام، لكن تقبل اليهودية بإعتناق الناس لها ويُسمون "الدخلاء" للتفرقة بينهم وبين العبرانيين، وهم صنفين "دخلاء البر" وهم الذين قبلوا أن يختتنوا وأن يعتمدوا وأن يقدموا الذبائح. وقد قبلوا الديانة اليهودية بفروضها وطقوسها ونواميسها. والنوع الثاني وهو ما أطلق عليه اسم "دخلاء الباب" أو "الدخلاء النزلاء" وهؤلاء أقل مرتبة من سابقيهم فقد قبل هؤلاء أن يحفظوا فرائض أو وصايا نوح السبع ولكنهم رفضوا أن يختتنوا أو يقبلوا الديانة اليهودية.

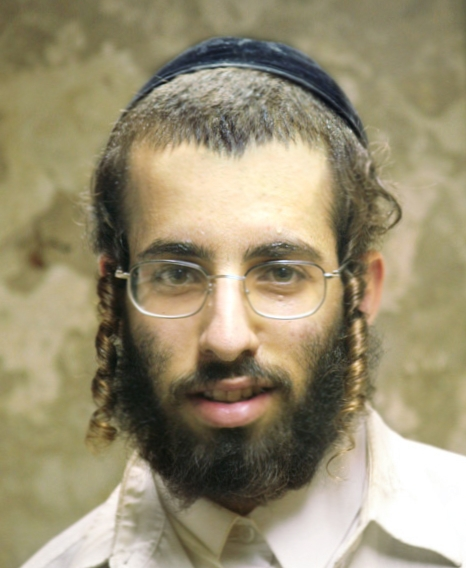
رجل يهودي حاسيدي متدين يرتدي الكيباه.

وعقيدة "الشعب المختار" في اغلب التفاسير اليهودية الكلاسيكية والمعاصرة تعني مسؤولية أخلاقية وروحية أمام الله، لا تفوقًا عرقيًا، أي أن الله أختار اليهود ليلتزموا بالشريعة والوصايا وينشروا التوحيد ووصايا نوح السبعة بين الأمم وليكونوا قدوة ونور للأمم الأخري «لَيْسَ لأَنَّكُمْ أَكْثَرُ مِنْ سَائِرِ الشُّعُوبِ التَصَقَ الرَّبُّ بِكُمْ وَاخْتَارَكُمْ، لأَنَّكُمْ أَقَلُّ مِنْ جَمِيعِ الشُّعُوبِ، بَلْ مِنْ مَحَبَّةِ الرَّبِّ لَكُمْ.» ومقابل ذلك الإلتزام يجعلهم الله فوق كل الشعوب روحيا وأخلاقيا وينالون بركة كثيرة «"وَإِنْ سَمِعْتَ سَمْعًا لِصَوْتِ الرَّبِّ إِلَهِكَ لِتَحْفَظَ وَتَعْمَلَ جَمِيعَ وَصَايَاهُ الَّتِي أَنَا أُوصِيكَ بِهَا الْيَوْمَ، يَجْعَلُكَ الرَّبُّ إِلَهُكَ مُسْتَعْلِيًا عَلَى جَمِيعِ قَبَائِلِ الأَرْضِ."»، ويُذكر أيضا أن الله سيُحاسب اليهود أكثر لأنه "يعرفهم أكثر" وأعطاهم الشريعة "التوراة" – أي أن المسؤولية الأخلاقية عليهم أكبر. علي الرغم من وجود بعض الآراء المتطرفة في التلمود حول فكرة الأختيار لكنها كتبت خلال سياق تاريخي للاضطهاد الأممي لليهود. لكن التفسير اليهودي الأكثر شيوعا يري أن الاختيار كتكليف بمسؤولية أخلاقية ومرتبط بشكل وثيق بطاعة الله وليس بسبب تفضيل عرقي. «فَإِنْ سَمِعْتُمْ لِصَوْتِي وَحَفِظْتُمْ عَهْدِي، فَتَكُونُونَ لِي خَاصَّةً مِنْ بَيْنِ جَمِيعِ الشُّعُوبِ... وَأَنْتُمْ تَكُونُونَ لِي مَمْلَكَةَ كَهَنَةٍ وَأُمَّةً مُقَدَّسَةٍ.»، ويقول الحاخام جوناثان ساكس – كبير حاخامات بريطانيا سابقًا «الاختيار لا يعني أننا أفضل من غيرنا، بل أن لدينا دورًا نلعبه في تحقيق إرادة الله في العالم.» ويقول أبراهام يوشع هوشيل من أهم فلاسفة اليهودية في القرن العشرين. في كتابه "الإله في بحث الإنسان"، يوضح أن اختيار الله لإسرائيل هو نداء للعبادة والعدل، لا للكبرياء أو العنصرية. ويروي التلمود اليهودي (وخصوصًا في الأدب الحاخامي) أن الله عرض التوراة (الشريعة) على جميع شعوب الأرض، لكنهم رفضوها، ولم يقبلها إلا بني إسرائيل.

#### الأسباط الإثنا عشر

رجال يرتدون الطيالس يصلون.

هم نسل النبي يعقوب الذي جعل الله فيه النبوة والعلم والحكم بعد وفاة النبي يعقوب ومنهم تكونت القبائل الإثنا عشر لبني إسرائيل، وهم يوسف، بنيامين، رأوبين، شمعون، لاوي، يهوذا، نفتالي، دان، جاد، أشير، يساكر، زبولون. وقد كان كل سبط لا يتزوج إلا من نفس سبطه لكي لا يرث سبط نصيب سبط أخر.
عندما ورثت الأسباط أرض الميعاد، لم يأخذ سبط لاوي أية أراضٍ لأنفسهم وأصبحوا كهنة وكانت لهم عدة مدن منتشرة عبر مملكة إسرائيل.

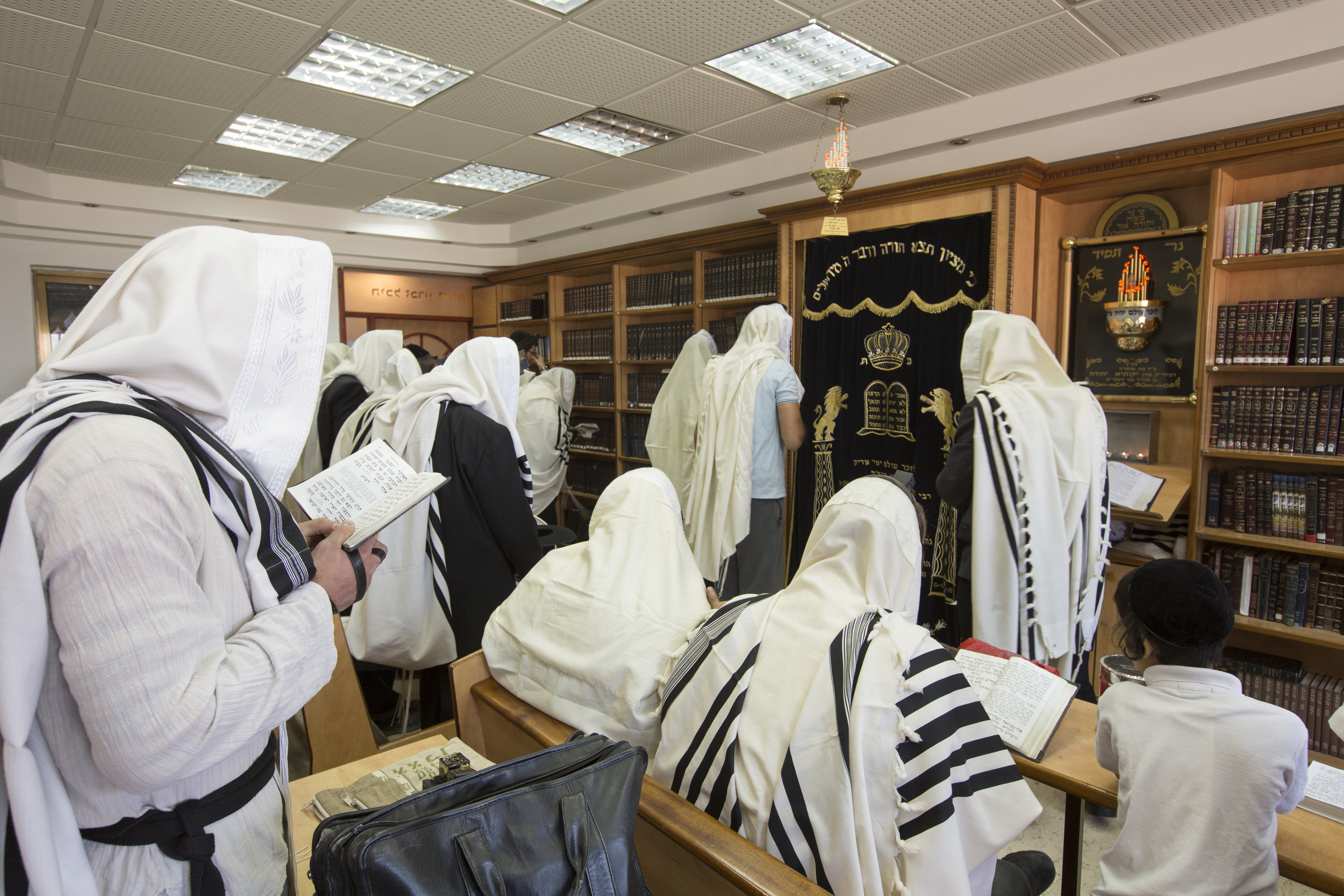
اليهود يصلون في الكنيس.

بعد موت الملك سليمان، إنقسمت إسرائيل إلى مملكتين. مملكة يهوذا في الجنوب، وكانت تضم يهوذا وشمعون وبنيامين. وإتحدت الأسباط الأخرى لتكوين مملكة إسرائيل الشمالية. ثم قام الآشوريين الوثنيين بقيادة نبوخذ نصر بتدمير إسرائيل وتدمير هيكل سليمان عام 587 ق.م، وتم قتل غالبية بني إسرائيل أو سبيهم وهو ما يُعرف بالسبي البابلي؛ وفي الغالب إندمج الإسرائيليين الذين بقوا مع مملكة يهوذا ومنها أُشتق إسم اليهود نسبة لمملكة يهوذا.

### الكتب المقدسة والدينية

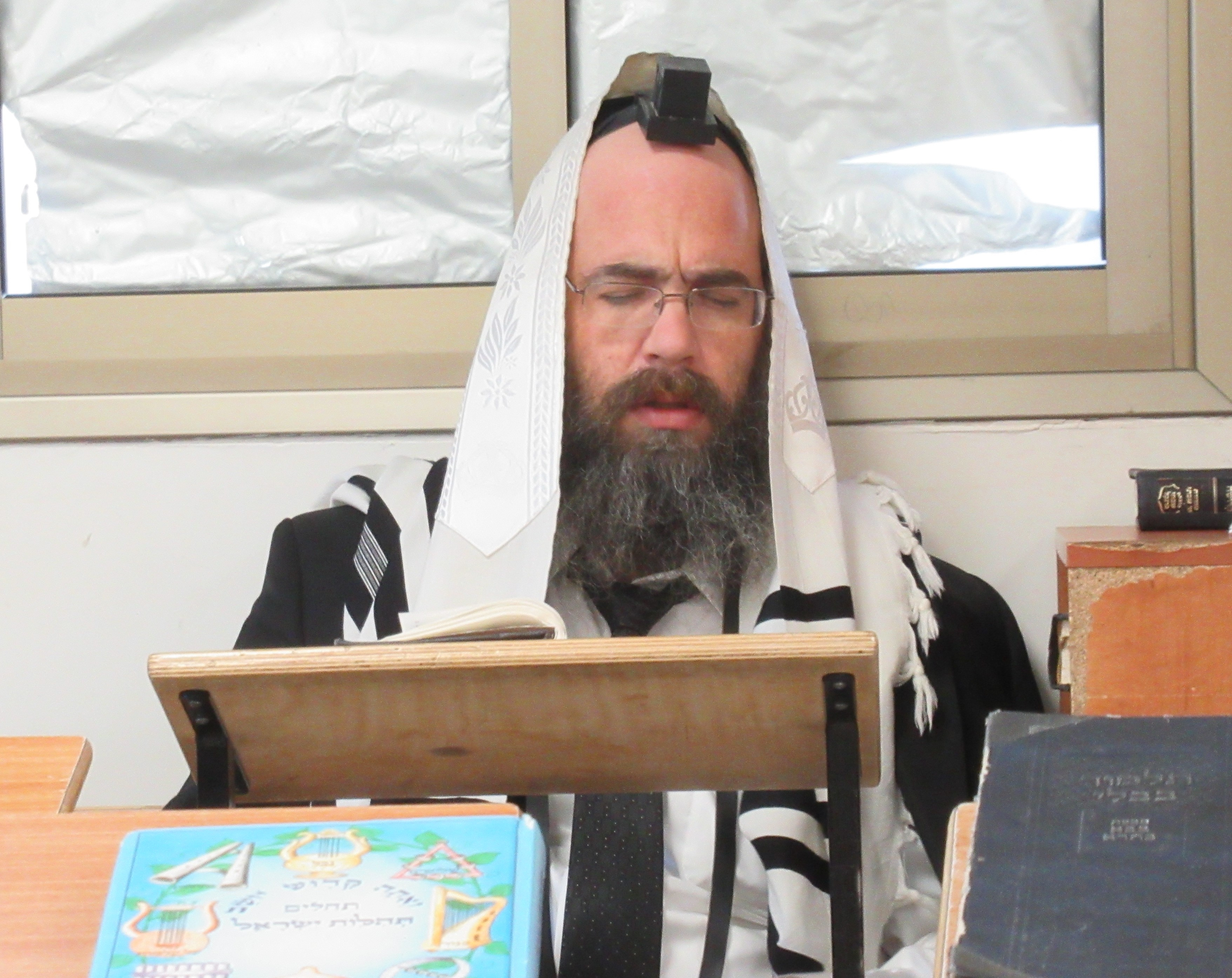
يهودي يقرأ التوراة.

تتعادل في اليهودية أهمية الشريعة المكتوبة (التوراة والأنبياء والكتب) مع أهمية الشريعة الشفوية (شروحات الحاخامات المجموعة في التلمود) بنوعيه تلمود القدس والتلمود البابلي. كما ظهرت لاحقا كتابات القبالاه

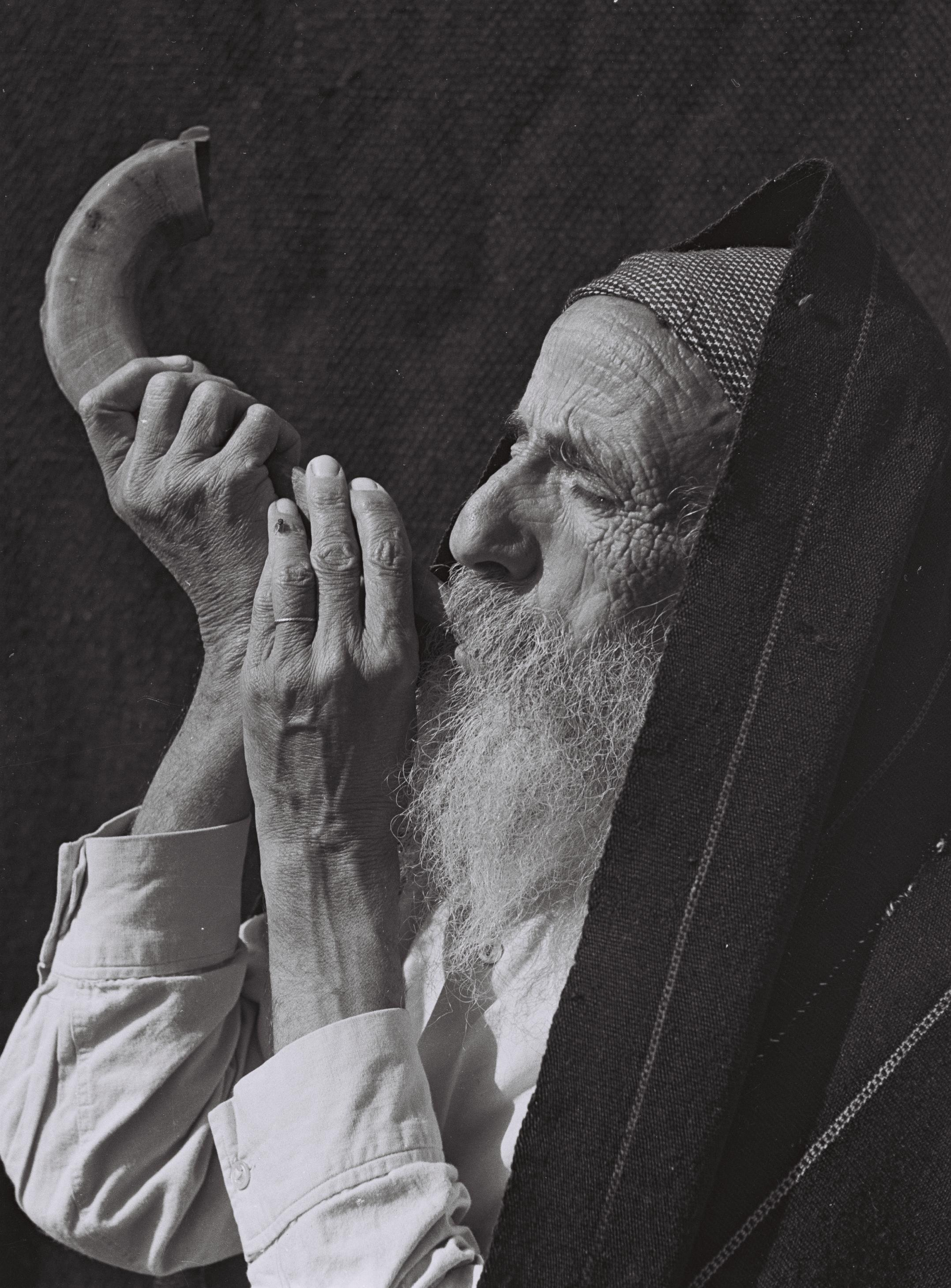
رجل يهودي يمني كبير في السن ينفخ في الشوفار.

#### التلمود

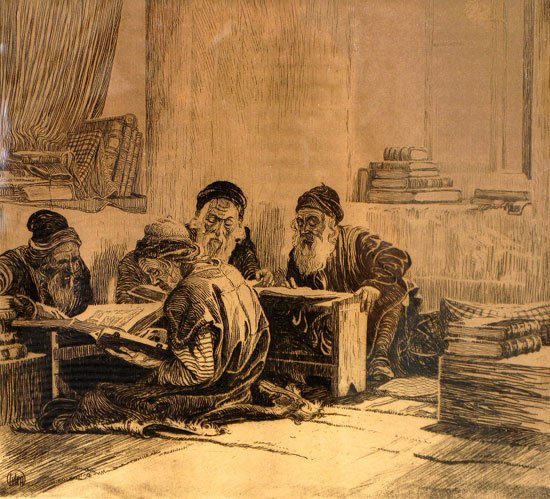
اليهود يدرسون التلمود في الحلقات التلمودية.

التلمود كلمة عبرية وتعني الدراسة في اللغة العبرية ويحوي التلمود الشريعة الشفوية، وهو سجل للمناقشات التي دارت بين الحاخامات في الحلقات التلمودية عن القضايا الفقهية (هالاخاه)، والوعظية (آجاداه). وباعتباره سجلا للمناقشات كتب على مدى قرون، يحوي التلمود موضوعات تاريخية، وتشريعية، وزراعية، وأدبية، وعلمية...
يختلف تلمود أورشليم عن التلمود البابلي في أن التفاسير (الجماره) في الأخير أكثر شمولا، بينما يتطابق نص التوراتي في الاثنين وهناك بعض الاراء التي تقول ان التلمود مصنوع من البشر

### الماشيح
| اليهودية             | كل سلاح المتسلح في الوغى وكل رداء مدحرج في الدماء، يكون للحريق، مأكلا للنار. لأنه يولد لنا ولد ونعطى ابنا، وتكون الرياسة على كتفه، ويدعى اسمه عجيبا، مشيرا، إلها قديرا، أبا أبديا، رئيس السلام. | اليهودية |
| — سفر إشعياء 9: 5، 6 | |          |

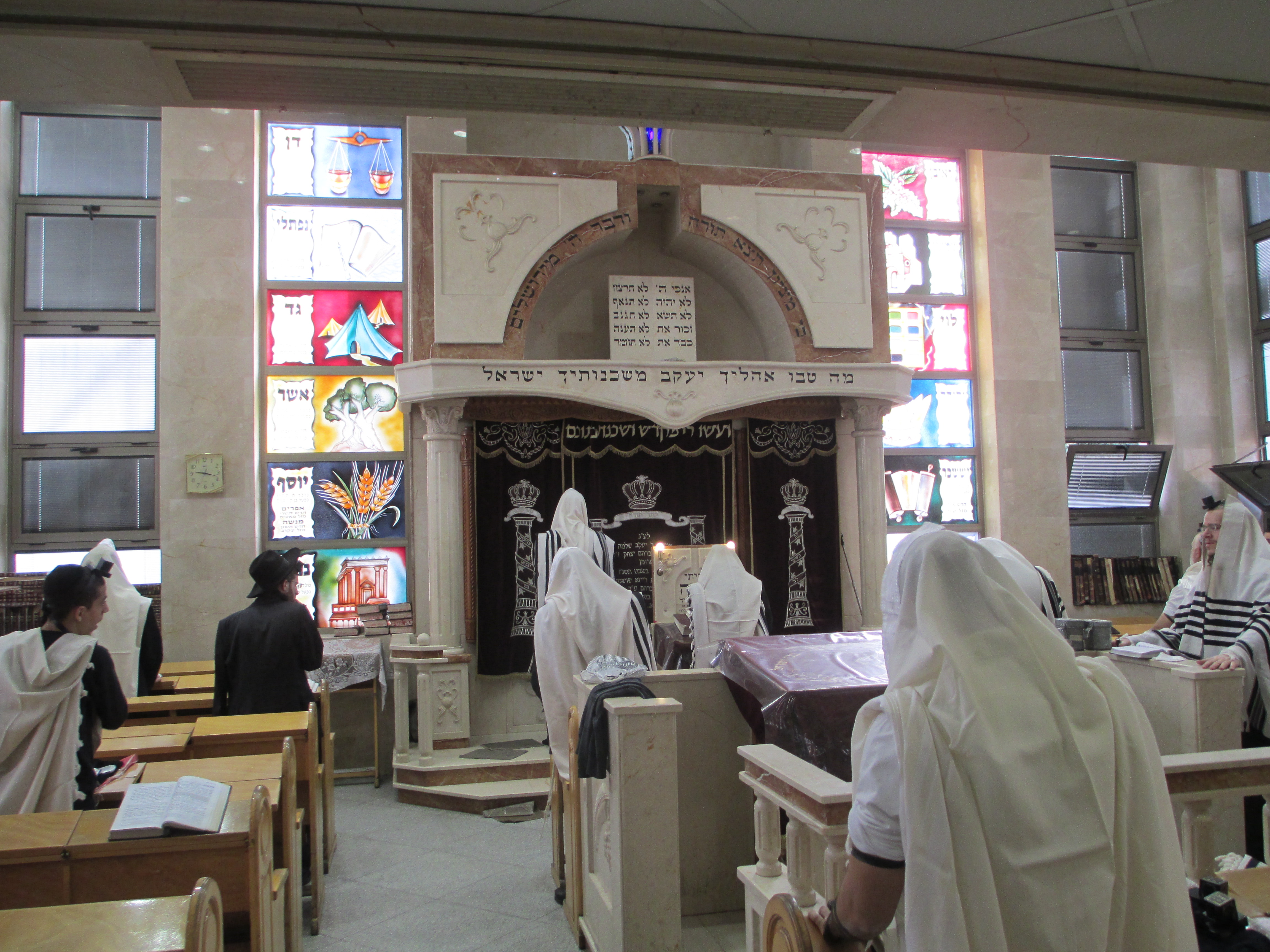
صلاة اليهود داخل المجمع.

يؤمن اليهود بأن الله سيُرسل في أخر الزمان ملكًا نبيًا كاهنًا من نسل داود ابن يسي، يُدعى المسياح (المسيح) أي الممسوح بالزيت المقدس ستكون الرئاسة علي كتفه، وسيحل عليه الروح القدس، لتخليص اليهود من الشتات، وإعادة إنشاء مملكة إسرائيل، وستكون مملكته من البحر إلي البحر ومن النهر إلي أقاصي الأرض؛ حيث سينشر التوحيد بين كل الأمم الأخري، ويمحو الوثنية.
وسيعيد بناء هيكل سليمان وتحج الأمم إليه، ويحتفلون بعيد المظال.، وسيسود العدل والسلام أرجاء الأرض، ويسكن الذئب بجانب الحمل تحت حكم الملك المسيح. ومملكته ستدوم إلي الأبد في هذا السلام حيث يوصف المسيح ب"رئيس السلام". ويؤمن اليهود أن المسيح لم يظهر حتي الآن، ويعدون يسوع/عيسي مسيحًا كاذبًا لم يتمم النبؤات الكتابية. ويرجع سبب رفض اليهود ليسوع لأنهم انتظروا ملكًا سياسيًا يحقق النبؤات ماديًا، وليس ابن الله الذي حقق النبؤات بشكل روحي أو رمزي. بينما تري المسيحية أن الله تدرج في إعلان طبيعة المسيح بحسب استعداد الناس لذلك مع وضع تلميحات؛ لأن فكرة أن الملك المنتظر هو ابن الله كانت بعيدة جدًا عن أفقهم الديني والسياسي في ذلك الزمن. بينما يرفض اليهود هذا التصور؛ لان المسيح في المعتقد اليهودي مجرد عبد مختار من الله للقيام بمهمة روحية وسياسية، وليس إلهًا أزليًا متجسدًا كما يعتقد المسيحيون.
| اليهودية         | ابتهجي جدًا يا ابنة صهيون، اهتفي يا ابنة أورشليم هوذا ملكك يأتي إليك. هو عادل ومنصور وديع، وراكب على حمار وعلى جحش ابن أتان. | اليهودية |
| — سفر زكريا 9: 9 | |          |

الماشيح هو مصطلح مستخدم في الكتاب المقدس العبري لوصف الكهنة والملوك الذين تم مسحهم تقليديًا. على سبيل المثال، كورش الكبير ملك بلاد فارس، يشار إليه بـ "مسيح الله" (المسيح) في الكتاب المقدس.
في التقاليد اليهودية وعلم الآخرويات، جاء المصطلح للإشارة إلى ملك يهودي مستقبلي من سلالة داود، والذي سوف "يُمسح" بزيت المسحة المقدسة ويحكم الشعب اليهودي خلال العصر المسياني.

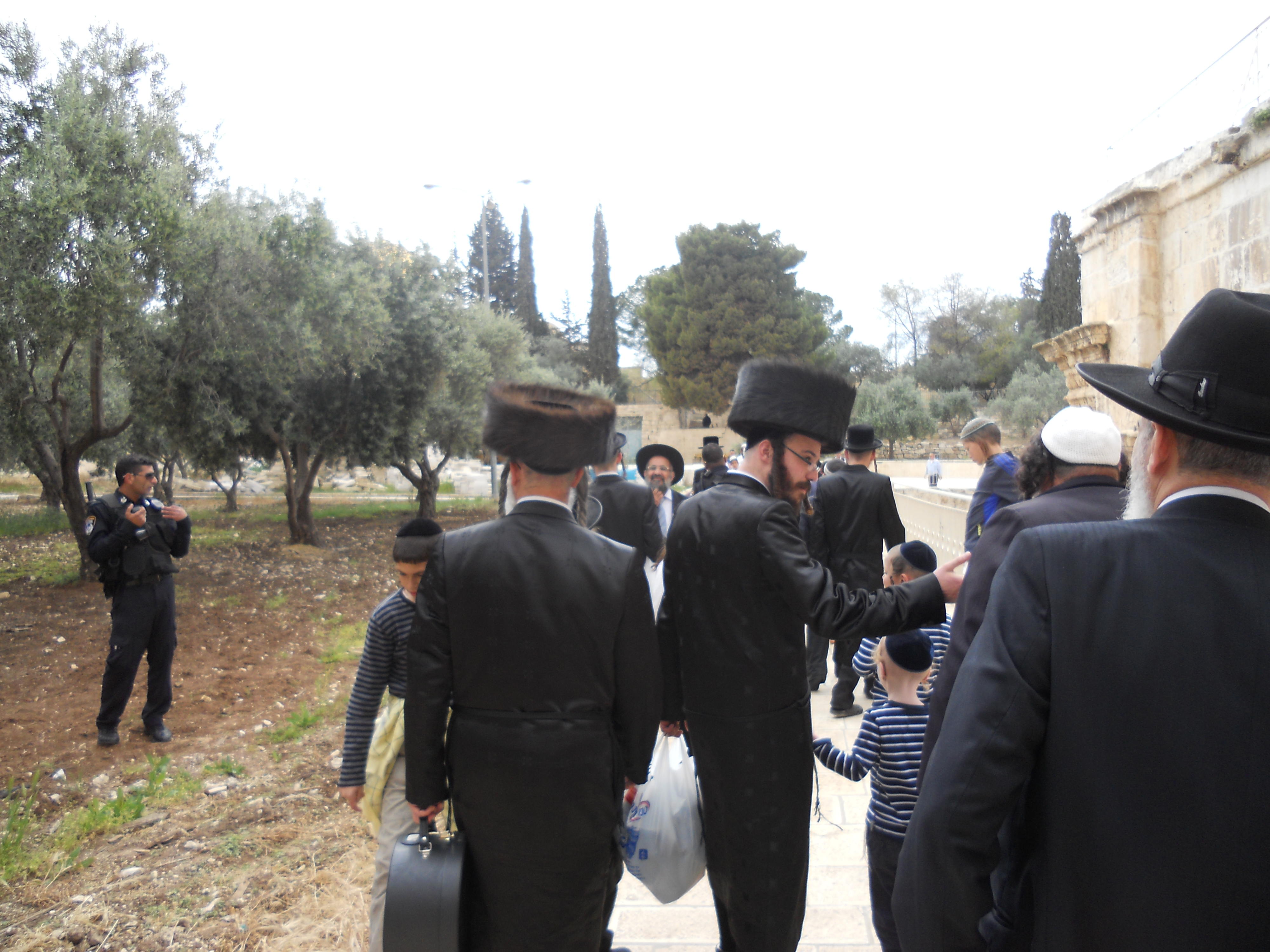
اليهود الحاسيديون.

في اللغة العبرية القياسية، غالبًا ما يُشار إلى المسيح باسم مليخ ها مشيح (מלך המשיח) حرفيا "الملك الممسوح".

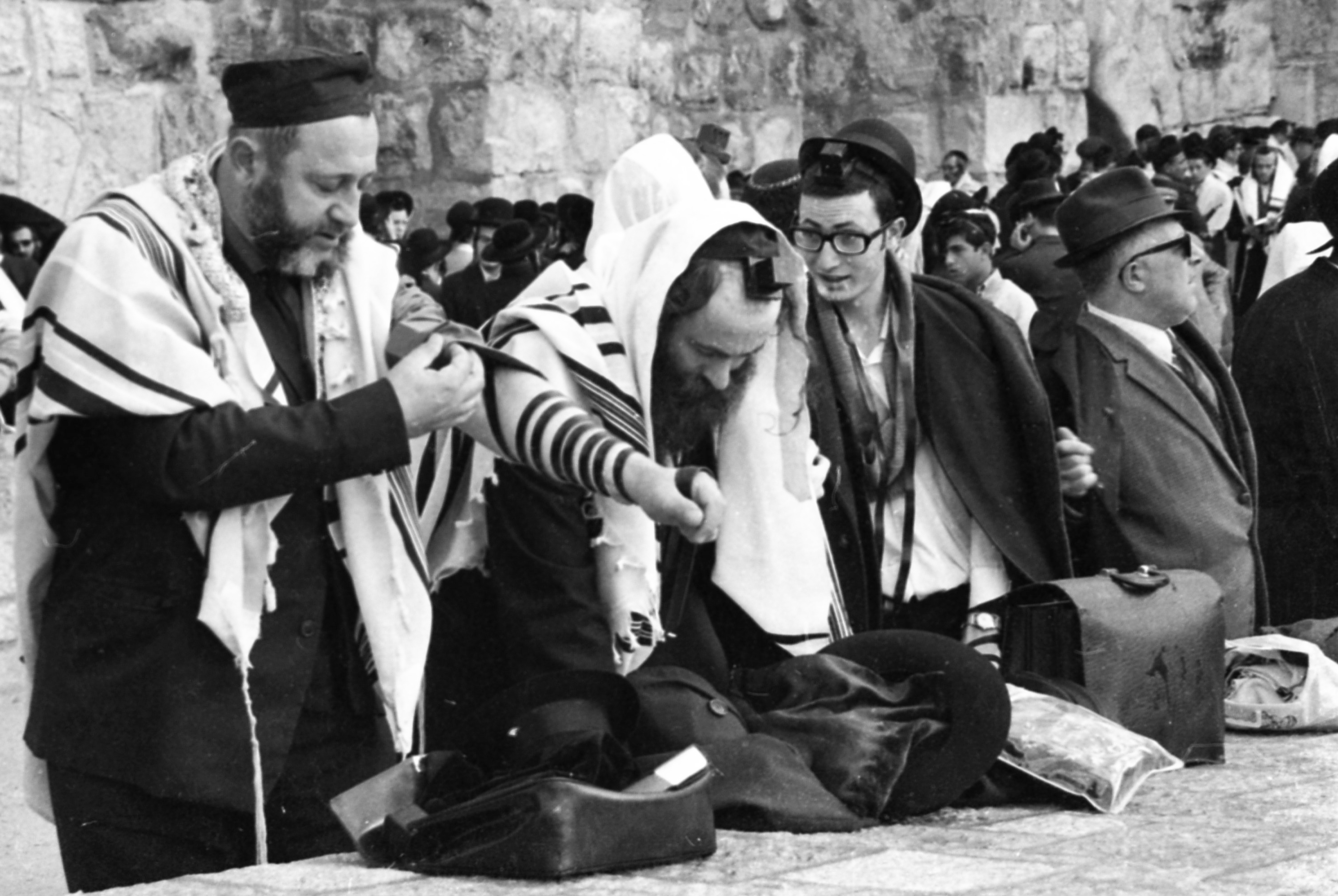
اليهود يصلون عند الحائط.

ظهرت حركات مسيانية يهودية أرثوذكسية من حين لآخر عبر القرون بين المجتمعات اليهودية في جميع أنحاء العالم. هذه تحيط بمختلف المطالبين بالمسيح. ومع ذلك، من وجهة النظر اليهودية، فشل المطالبون في الوفاء بوعود الفداء، وظلوا عمومًا مع حفنة من الأتباع فقط. باستثناء يسوع، كان أشهر المطالبين بالمسيح سيمون بار كوخبا في القرن الثاني في يهودا، ونحميا بن هوشيل في القرن السابع في الإمبراطورية الساسانية، وسبتاي زيفي في الإمبراطورية العثمانية في القرن السابع عشر (مقدمة إلى السبتيين)، ويعقوب فرانك في أوروبا القرن الثامن عشر، شكر كحيل أنا ويهوذا بن شالوم في القرن التاسع عشر العثماني في اليمن.هناك من يحدِّد حاليًا مناحيم مندل شنيرسون في القرن العشرين باسم ماشيح.

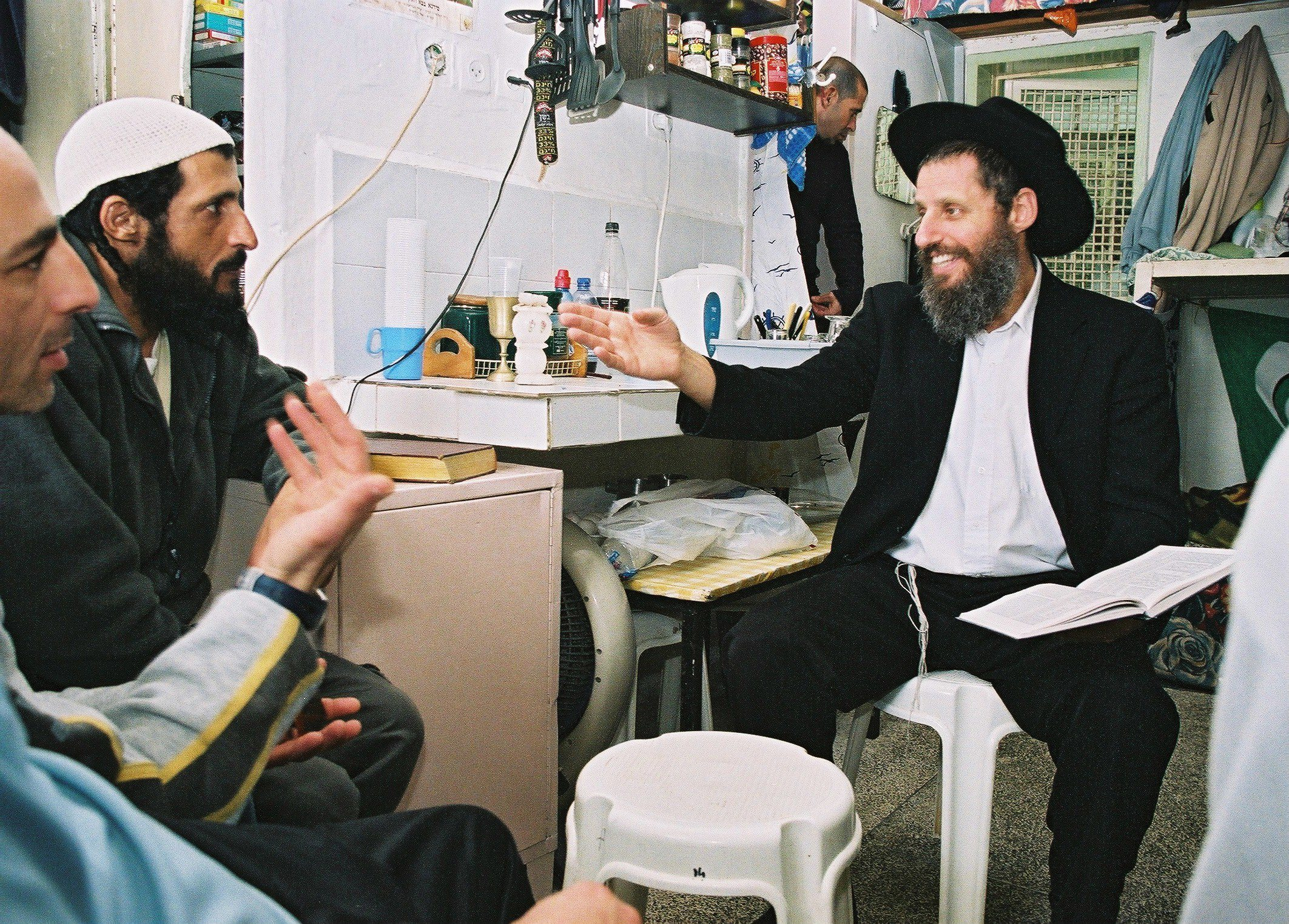
الحاخام فيشيل يعقوب، مؤلف كتاب "إسرائيل خلف القضبان" مع تلاميذه.

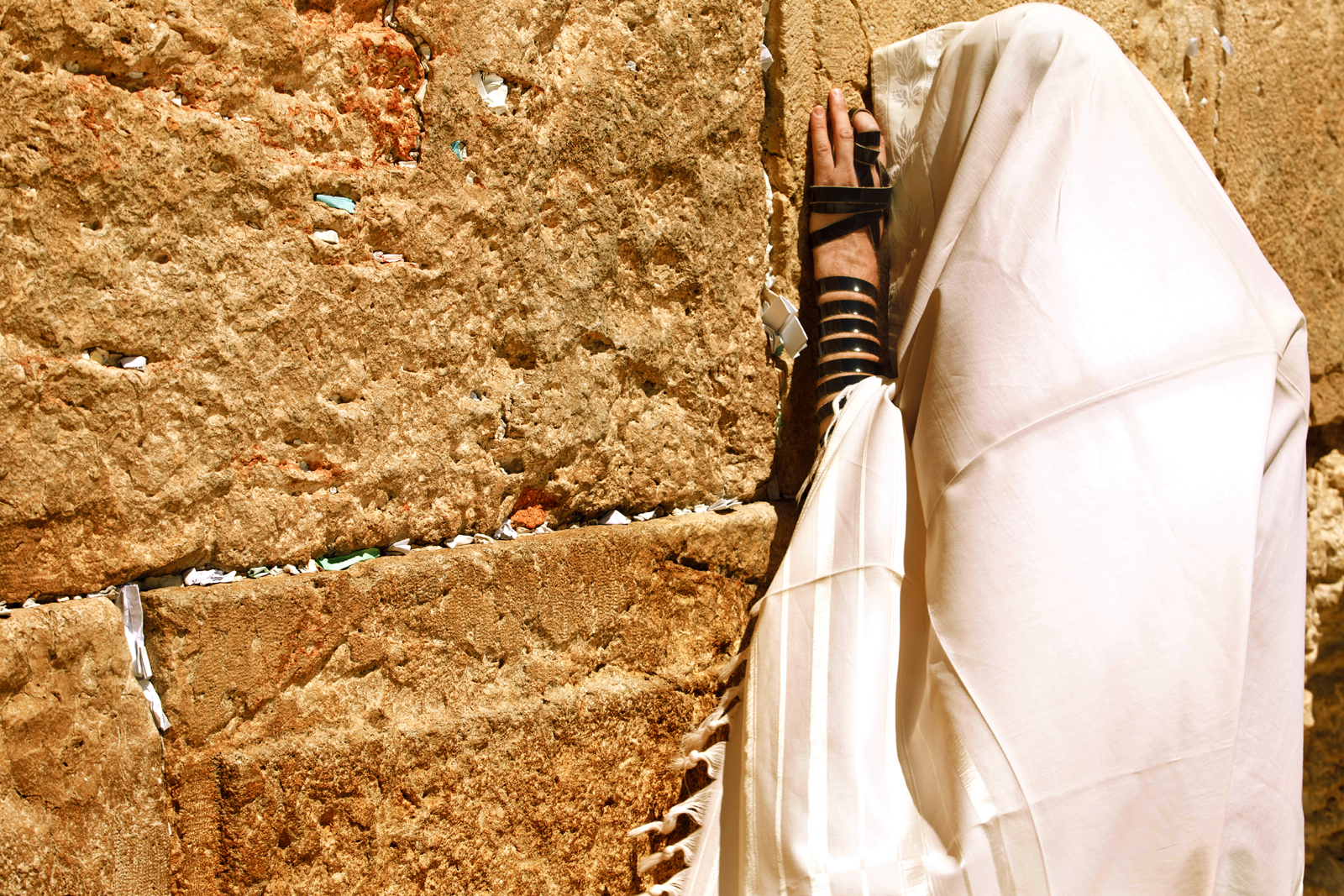
يهودي يصلي عند الحائط الغربي.

بعد طرد اليهود من إسبانيا عام 1492، اعتقد العديد من الحاخامات الإسبان، مثل أبراهام بن إليعازر هاليفي، أن عام 1524 سيكون بداية العصر المسياني وأن المسيح نفسه سيظهر في 1530-1531.

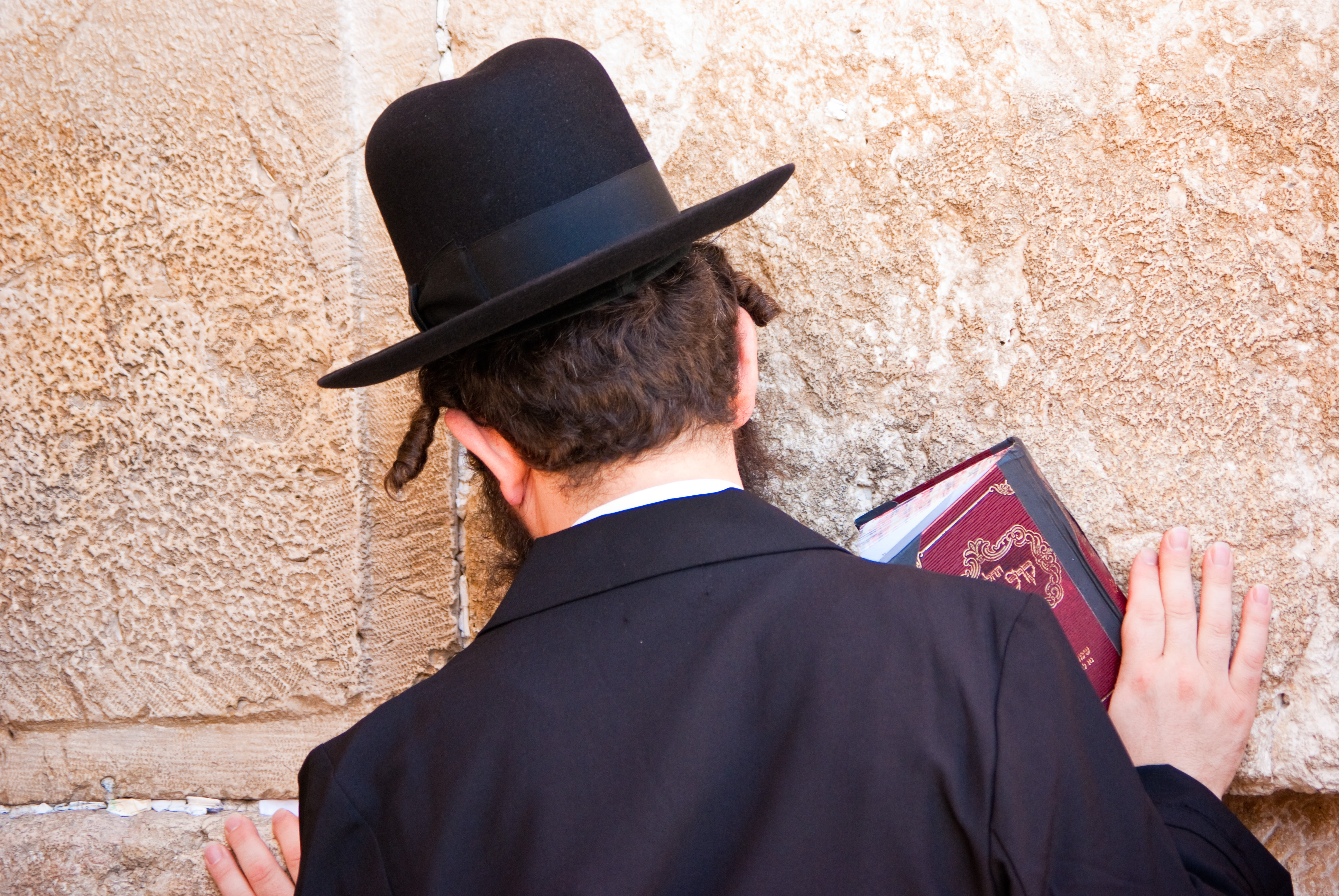
يهودي عند الحائط الغربي يحمل التوراة.

ترى اليهودية الربانية واليهودية الأرثوذكسية الحالية أن المسيح سيكون مسيحًا، ينحدر من أبيه من خلال سلالة داود للملك داود، الذي سيجمع اليهود مرة أخرى إلى أرض الميعاد وسيسود في عصره السلام.

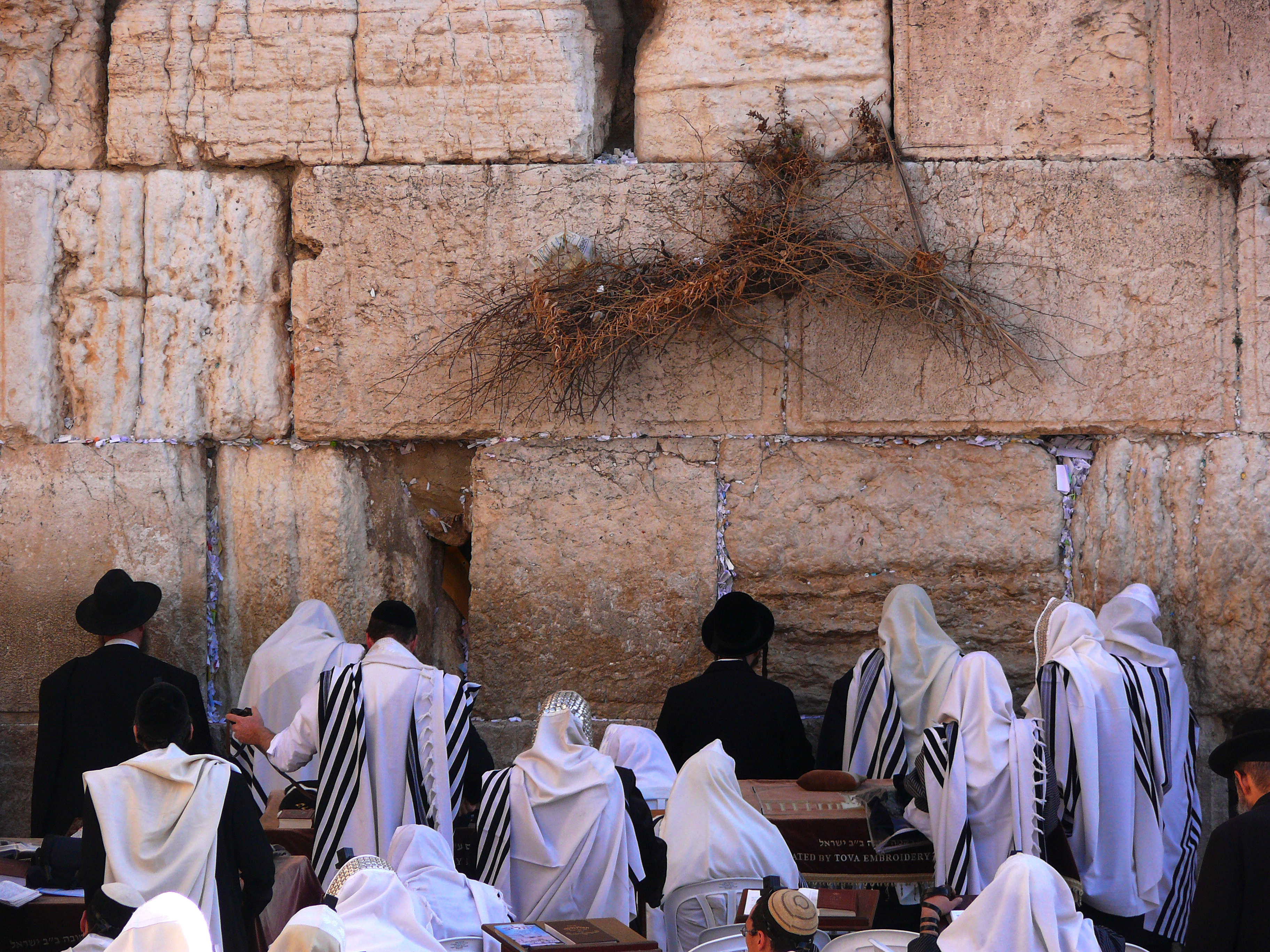
اليهود أثناء الصلاة عند الحائط الغربي.

الطوائف الأخرى، مثل اليهودية الإصلاحية، تؤمن بعصر مسياني عندما يكون العالم في سلام، لكن لا توافق على أنه سيكون هناك مسيح كزعيم لهذا العصر

### عصر المخلص

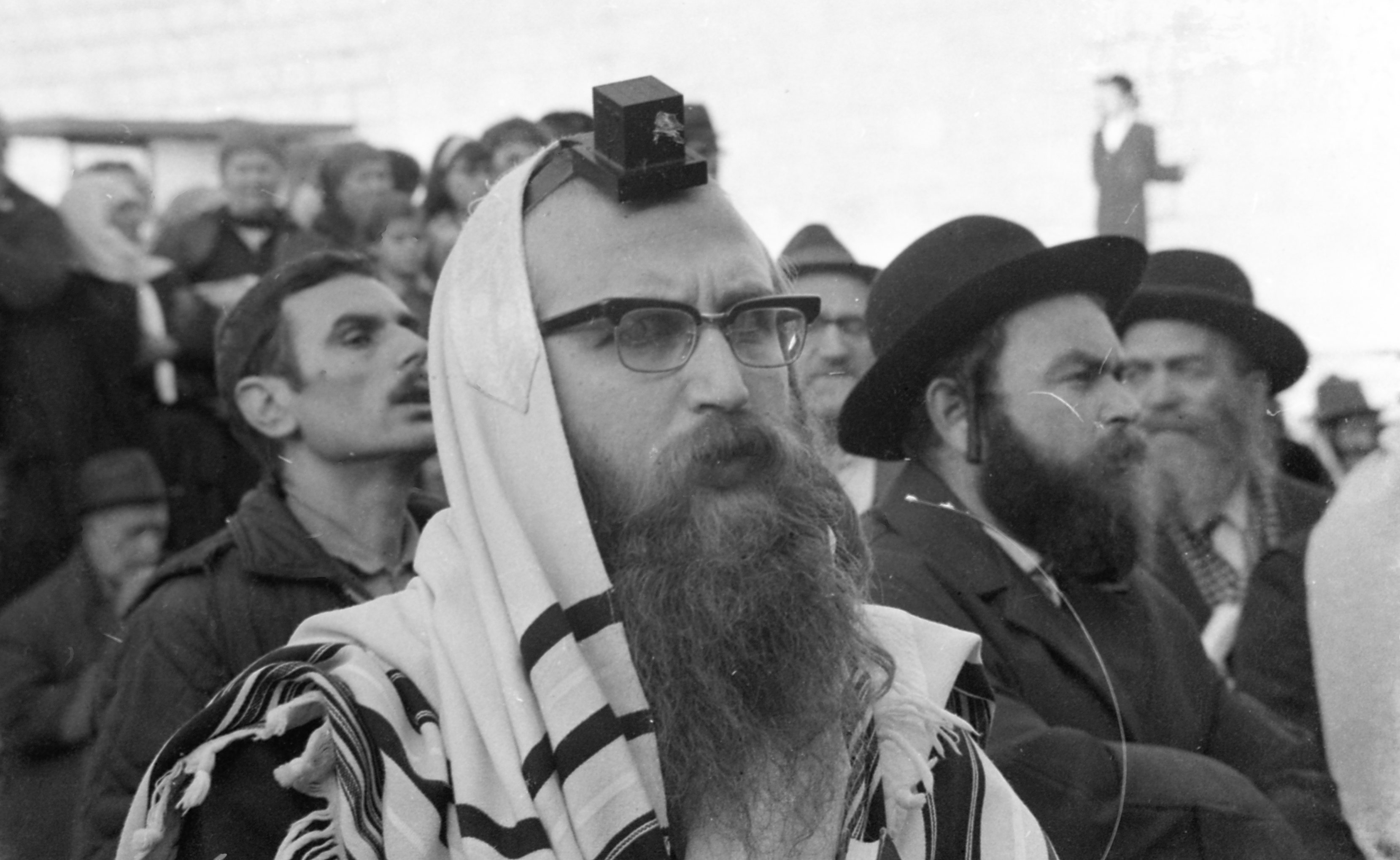
أقيمت صلوات خاصة عند الحائط الغربي لمساعدة يهود الاتحاد السوفييتي الذين يواجهون اضطهادًا شديدًا من السلطات الرسمية.

جرت عادة الشعب اليهودي أن يعيش على توقع مجيء عصر المخلص أو ما يسمونه بـ "العصر المسياني" الذي يسود فيه السلام العالمي على الأرض لدرجة أن الخروف سيسكن بجانب الذئب وفقا لرؤيا أنبياء إسرائيل
| اليهودية           | فيسكن الذئب مع الخروف ويربض النمر مع الجدي والعجل والشبل والمسمن معا وصبي صغير يسوقها | اليهودية |
| — سفر إشعياء 11: 6 |                                                                                       |          |

.

### الفكر الأخروي
لا تختلف اليهودية عن المسيحية والإسلام من ناحية الاعتقاد بوجود واستمرار حياة أخرى بعد الممات وكذلك البعث ويوم الحساب إلا ان اليهودية لم تركز كثيرا في تفصيل هذا الأمر؛ بسبب أن سفر التكوين أكتفي بذكر أن آدم وحواء إذا أكلوا من شجرة المعرفة فعقابهم الموت ولم يذكر ماذا سيحدث بعد الموت سوي العودة كتراب للأرض كما خُلق «وأما شجرة معرفة الخير والشر فلا تأكل منها لأنك يوم تأكل منها موتا تموت» «بعرق وجهك تاكل خبزا حتى تعود إلى الأرض التي اخذت منها لانك تراب وإلى تراب تعود»، ورغم ذلك توجد العديد من الدراسات المختصة سواء المختصة بما بعد والموت أو المختصة بالبعث والحساب.
تؤمن اليهودية بالافتداء والخلاص والنجاة لكنها تختلف عن العديد من الديانات الإبراهيمية الأخرى في أن السبيل إلى الخلاص والنجاة في الحياة الأخرى لا يكون بالعقيدة وإنما بالأعمال، أي أن الأعمال الصالحة هي التي تمكن البشر من النجاة وليس العقيدة التي يتبعونها ويدخل في موضوع شعب الرسالة أو الشعب المختار بعض الاعتقادات الحلولية.

## أرض إسرائيل

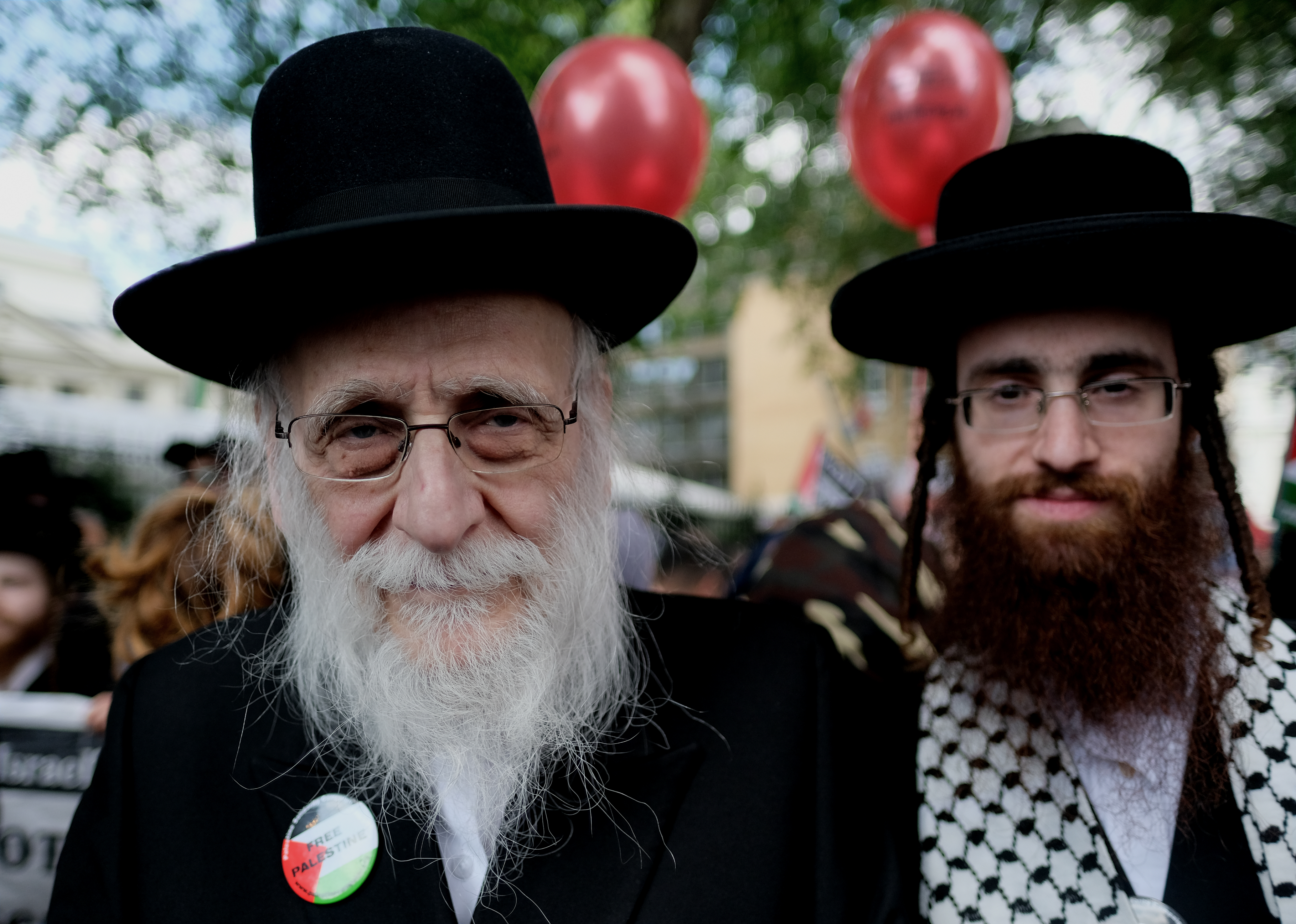
يهود حريديم أرثذوكس في مسيرة القدس بلندن. الحاخام هارون كوهين علي اليسار وكان أحد المتحدثين باسم حركة ناطوري كارتا المعارضة لتأسيس دولة إسرائيل، معتقدين أنه من الخطأ أن تكون هناك دولة يهودية قبل مجيء المسيح.

أرض إسرائيل «إرتس يسرائيل»، أو أرض الميعاد هي الطرف الثالث في الثالوث الحلولي اليهودي. فهي «أرض الرب»، التي تفوق في قدسيتها على أي أرض أخرى. وهي الأرض الموعودة لليهود في التوراة والتي يجد فيها اليهود هويتهم فورد في سفر التكوين 15: 18-21 «في ذلك اليوم قطع الرب مع إبراهيم ميثاقا قائلا: لنسلك أعطي هذه الأرض، من نهر مصر إلى النهر الكبير، نهر الفرات أرض القينيين والقنزيين والقدمونيين والحثيين والفرزيين والرفائيين والأموريين والكنعانيين والجرجاشيين واليبوسيين.». وفي سفر التثنية «كل موضع تدوسه بطون أقدامكم لكم يكون. من البرية ولبنان، ومن النهر، نهر الفرات، إلى البحر الغربي يكون تخمكم».

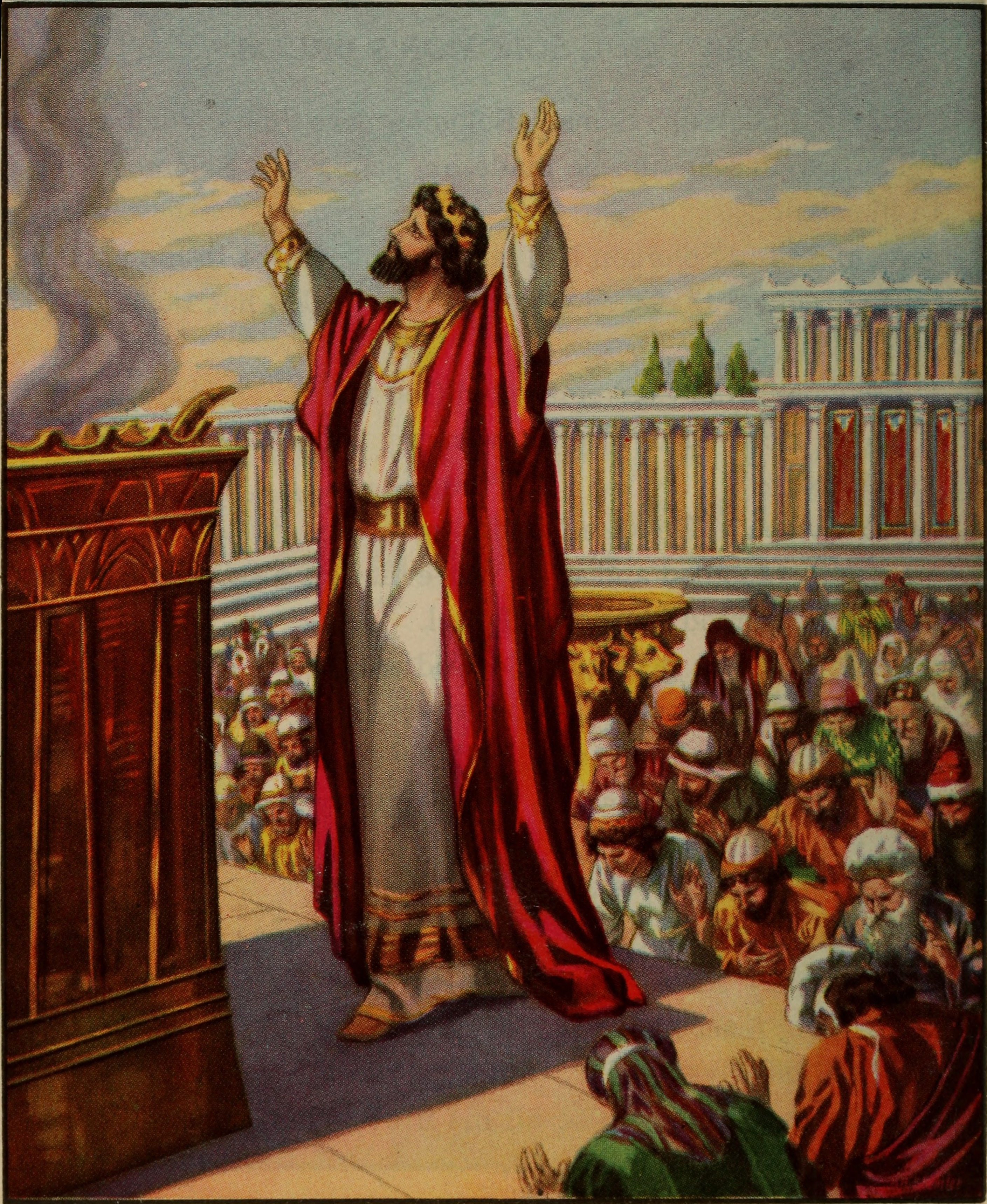
سليمان يقدم القرابين لله بعد أن جعله ملكا علي إسرائيل

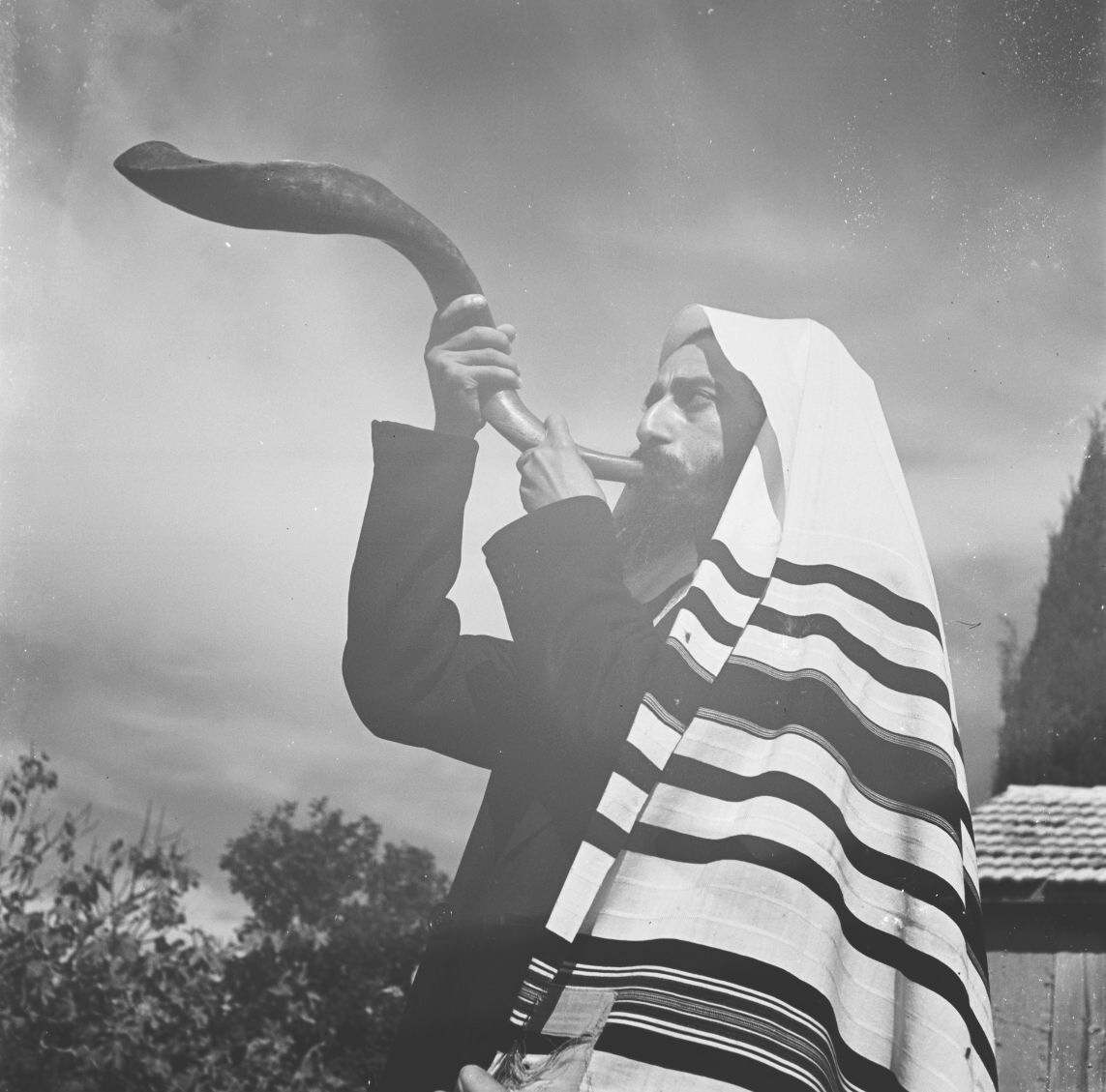
يهودي ينفخ في الشوفار.

و أرض إسرائيل مركزية بالنسبة لتاريخ وحياة وآمال وأماني الشعب اليهودي. ويتوجه اليهود المتدينون في صلواتهم نحو أورشليم القدس. وفي أرض إسرائيل وهي الأرض التي وعدتها التوراة يمكن للعادات والتقاليد وكذلك لهوية الشعب اليهودي أن تتحقق بالكامل. وينتظر اليهود مجئ المسيح خلال أحداث نهاية العالم لكي يعيد مملكة إسرائيل ويجمع المشتتين ويقيم الشريعة اليهودية ويحقق النبؤات التوراتية الأخري المتعلقة بمجئ المسيح. في حين يقبل جزء أخر من اليهود بدولة إسرائيل العلمانية التي تأسست عام 1948م كحل مرحلي حتي مجئ المسيح ليقيم مملكة إسرائيل في أخر الأيام.

## الشريعة اليهودية

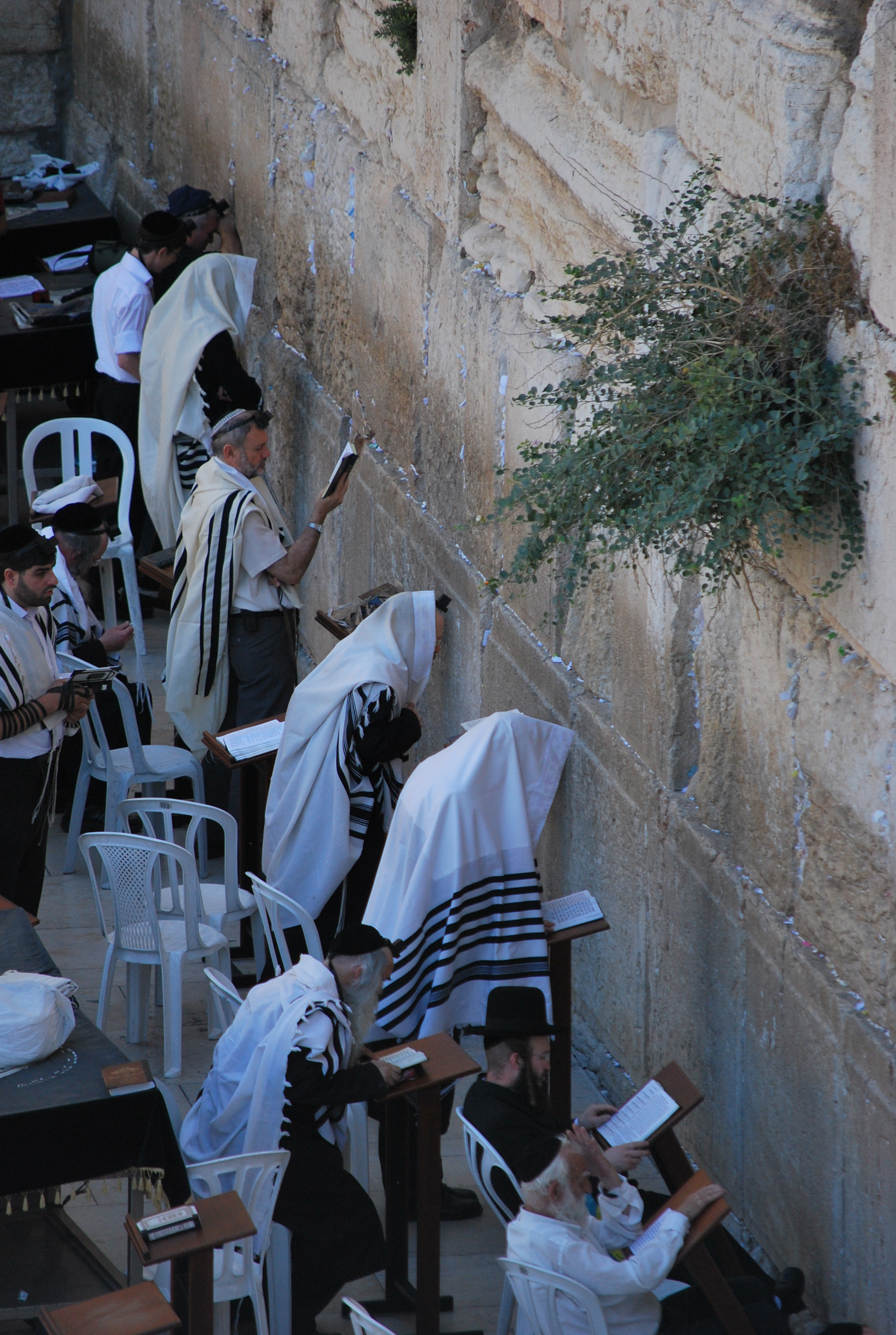
اليهود يصلون.

يشير اليهود إلى الشريعة اليهودية بكلمة «التوراة»، بينما تعني «الهالاخاه» القوانين أو التشريعات الخارجية تحديدا، وإن كانت دلالتها تمتد أحيانا لتشمل الشريعة ككل. ويفرق اليهود بين «الشريعة المكتوبة»، وهي الواردة في أسفار موسى الخمسة وباقي العهد القديم، والشريعة الشفوية، أي شروح الحاخامات التي سجلت في التلمود وغيره من الكتب، مثل كتب الكابالا.

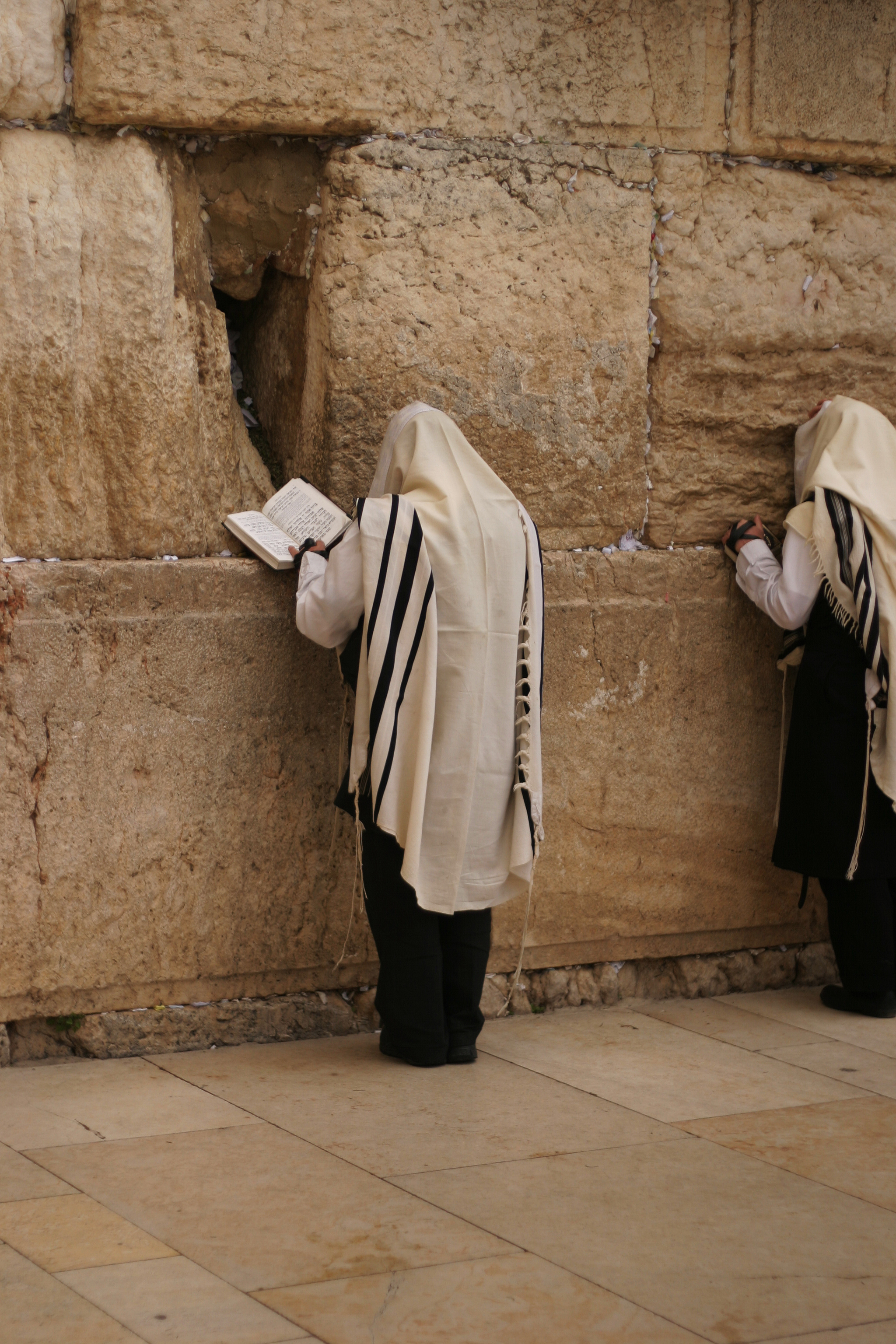
يهود يرتدون الطليس يصلون ويقبلون حائط المبكي.

### الصلوات والأدعية

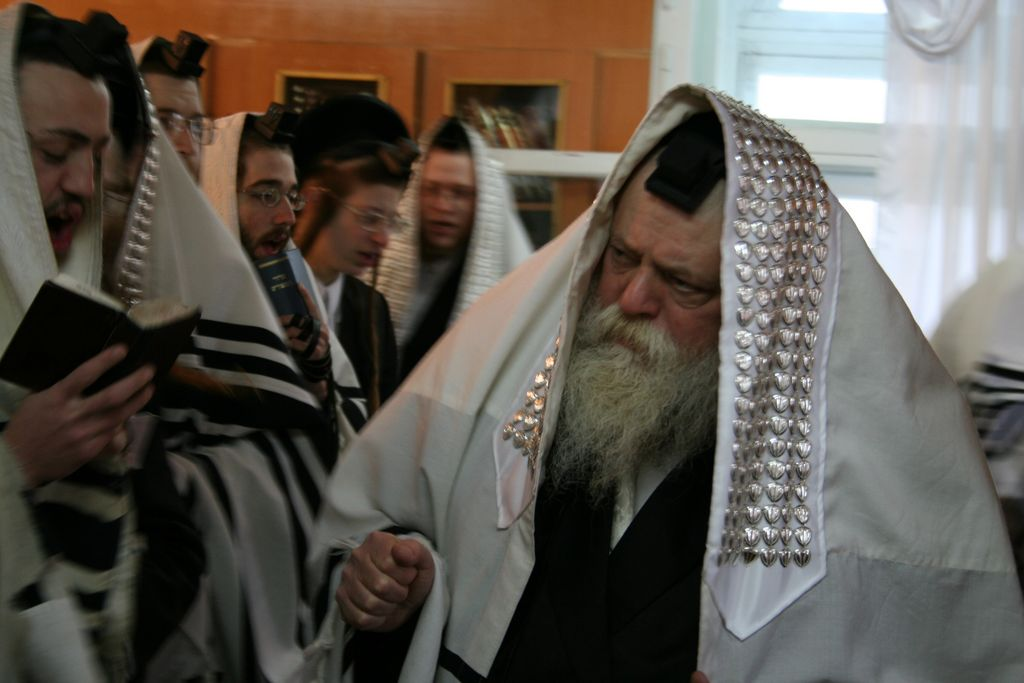
صلاة الصبح.

في اليهودية تتلى الصلاة في المنزل ثلاث مرات يوميًا صباحًا وبعد الظهر وبعد غروب الشمس
وتقام صلاة الجماعة في الكنيس أيام السبت والإثنين والخميس وأيام الأعياد اليهودية، يمكن للفرد اليهودي أن يؤدي الصلاة مفردا أو مع الجماعة مع تفضيل صلاة الجماعة، وتختلف الطوائف اليهودية فيما بينها بخصوص عدد الصلوات يوميا واستخدام الألحان في الصلاة وكذلك استخدام اللغة الدينية أو العامة أثناء تأدية الصلاة. ويسمى المعبد الذي تؤدى فيه الصلاة بالكنيس وجمعه كنس وتمنع اليهودية استخدام الصور والتماثيل في التزيين وهو الأمر المطبق في جميع الكنس اليهودية. كما يمتاز يوم السبت بقدسية خاصة حيث تتلي خلاله ترانيم الزميروت.

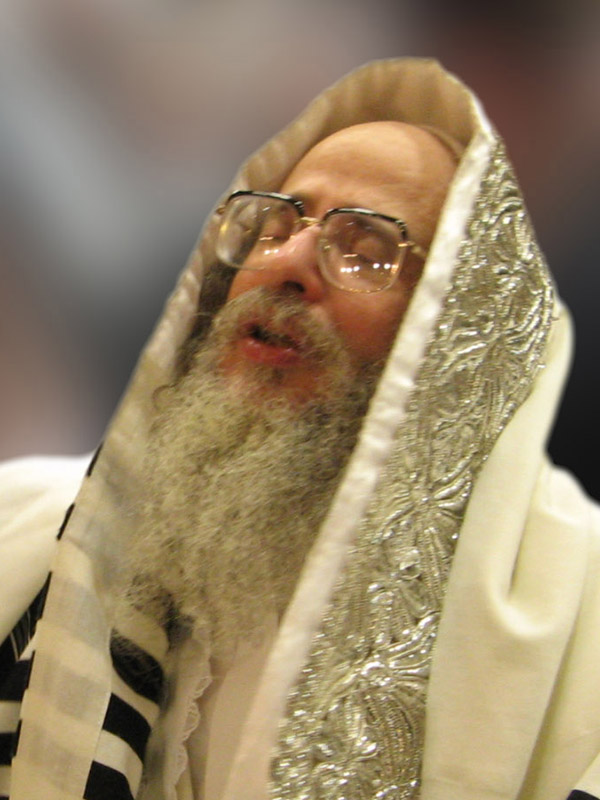
يهودي يصلي في الكنيس.

وفي أوقات الكرب والضيق يرددون دعاء النبي يونس بن أمتاي وهو في بطن الحوت الواردة في سفر يونان. ومن الأدعية الأخري دعاء النبي أيوب الواردة في سفر أيوب «عريانا خرجت من بطن امي وعريانا اعود الى هناك. الله اعطى والله أخذ فليكن اسم الله مباركا.»، وكذلك الأدعية الواردة في مزامير داود.

### الطهارة

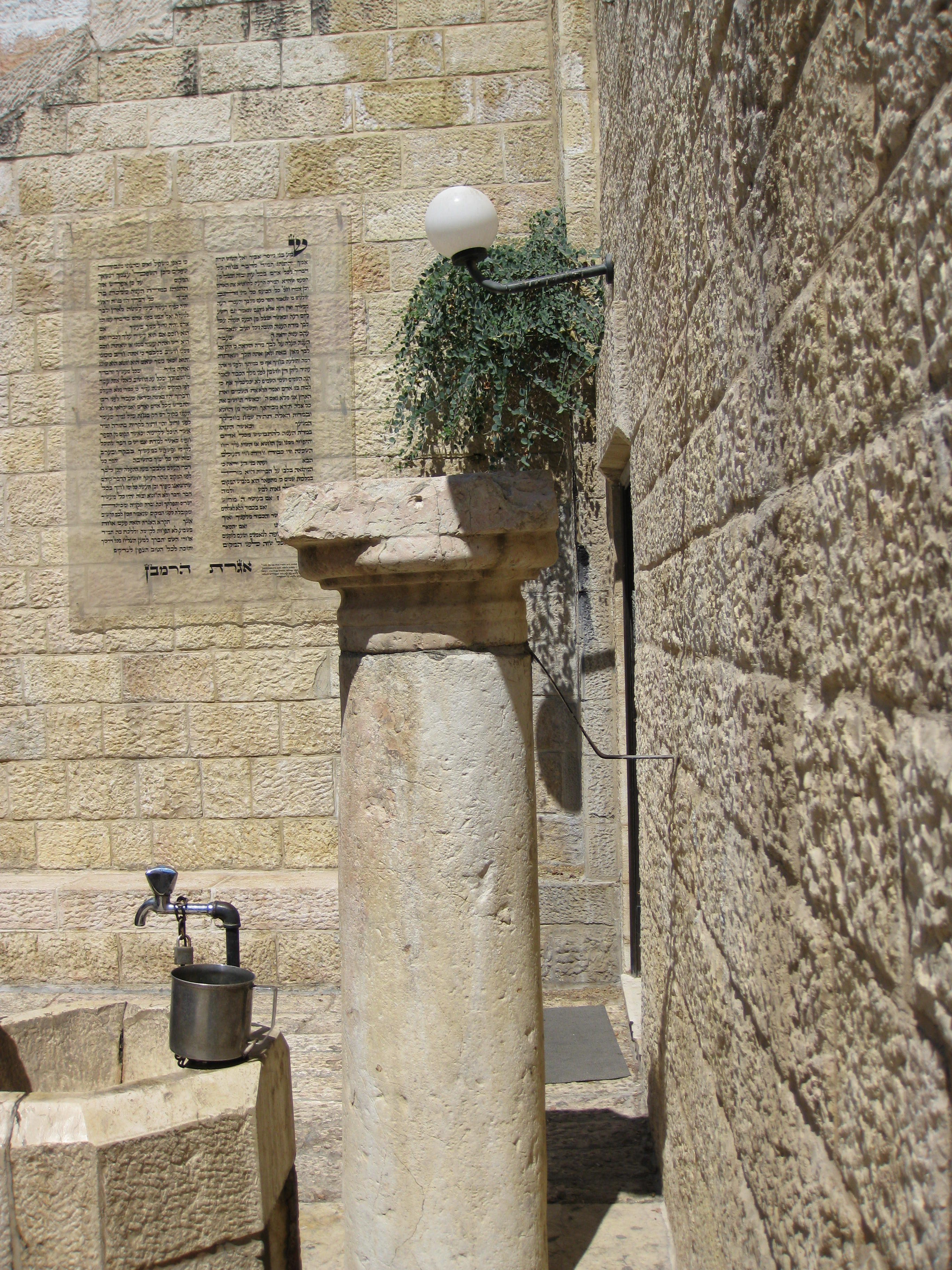
مغسلة بجانب كنيس رامبان ترجع لعام 1267م في الحي اليهودي، البلدة القديمة بالقدس.

يغتسل اليهودي في الكنيس في مكان يُعرف بإسم ميكفاه. وهو مكان مليء بالماء يستعمل من أجل الاستحمام التعبدي عند اليهود. وردت كلمة ميكفاه في الكتاب العبري، وهي تتضمن معاني أشمل، ولكن غالباً ما تشير إلى تجمع مياه. يعتقد اليهود أن الانغمار الكامل بالمياه من أجل الوصول إلى النقاء الطقوسي (وجوب الطهارة بعد وقوع حدث ما يستوجب ذلك.
قبل القرن الأول الميلادي لا توجد هناك دلائل مكتوبة أو آثار تاريخية تعطي براهين على وجود حمامات الاغتسال الميكفاه من أجل الطهارة.

### الصيام
يصوم اليهود ستة أيام في السنة لكون الله خلق الكون في ستة أيام. ويشمل الصيام الإمتناع عن الطعام، والشراب، والجماع، والإستحمام، وتغيير الملابس، والعمل، والتعطر، وغسل الأسنان، وارتداء الأحذية، منذ غروب الشمس إلى غروب اليوم التالي، ويتم إعفاء الأطفال والمرضى والنساء الحوامل والمرضعات من الصيام.

### الختان
إذا كانت صحة الولد اليهودي تسمح بذلك، يتم ختانه في اليوم الثامن من ولادته، والختان سنة شائعة منذ أيام إبراهيم، والختان هو علامة العهد العضوية.

### الحرب

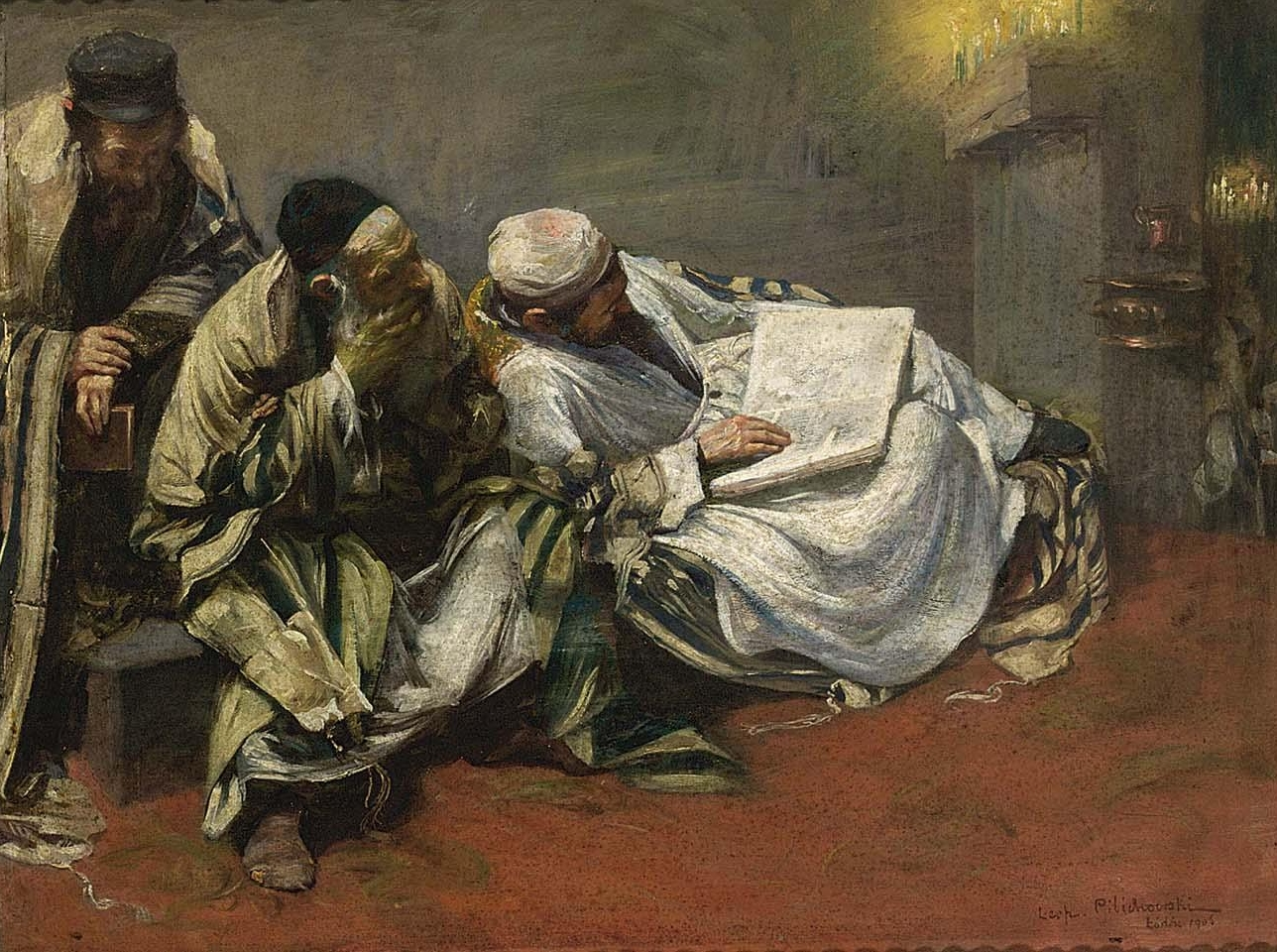
اليهود يقرأون التوراة.

يعتبر القتال في اليهودية واجب ديني مقدس فتذكر التوراة:
| اليهودية                  | كل الأمم أحاطوا بي. باسم الرب أبيدهم. أحاطوا بي واكتنفوني. باسم الرب أبيدهم. أحاطوا بي مثل النحل. انطفأوا كنار الشوك. باسم الرب أبيدهم. دحرتني دحورا لأسقط، أما الرب فعضدني. | اليهودية |
| — سفر المزامير 118: 10-13 | |          |

وتحدد التوراة الفئات التي يعفي فيها اليهودي من المشاركة في القتال في الحرب وهم: من بني بيتًا ولم يدشنه، والذي غرس كرمًا ولم يستغله، والذي خطب امرأة ولم يأخذها، والرجل الخائف والضعيف القلب.

#### معاملة الأعداء
يحث الله في التوراة اليهود علي إطعام وإسقاء الأعداء في الحروب؛ بإعتباره نوع من البر يعطيك ثوابًا من الله ويجعل عدوك يحترمك ويسالمك:
| اليهودية                 | إن جاع عدوك فأطعمه خبزا، وإن عطش فاسقه ماء، فإنك تجمع جمرا على رأسه، والرب يجازيك. | اليهودية |
| — سفر الأمثال 25 : 22-23 |                                                                                    |          |

### التقويم اليهودي (العبري)

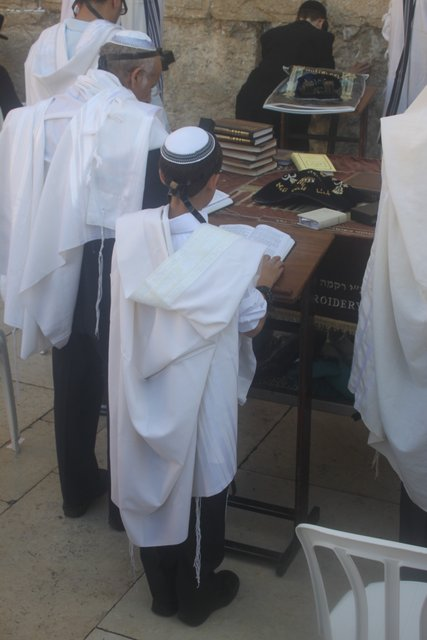
صبي خلال إحتفال بار متسفا لبلوغه 13 من العمر لكونه صار مكلفًا.

هو التقويم الذي يستخدمه اليهود لتحديد مواعيد ذات أهمية دينية مثل الأعياد اليهودية، موعد الاحتفال ببار متسفا، الموعد السنوي لإحياء ذكر الرحيلين اليهود إلخ. كذلك يـُستخدم التقويم اليهودي في إسرائيل لتحديد الاحتفالات الرسمية مثل عيد الاستقلال أو أيام الحداد المتكررة سنويا. في إسرائيل يـُعتبر التقويم اليهودي رسميا إلى جانب التقويم الميلادي، حيث يسمح القانون استخدامه لأية غاية، ولكن بالفعل يفضل المواطنون ومؤسسات الدولة استخدام التقويم الميلادي لتحديد المواعيد العادية غير الاحتفالية.

### الأعياد اليهودية

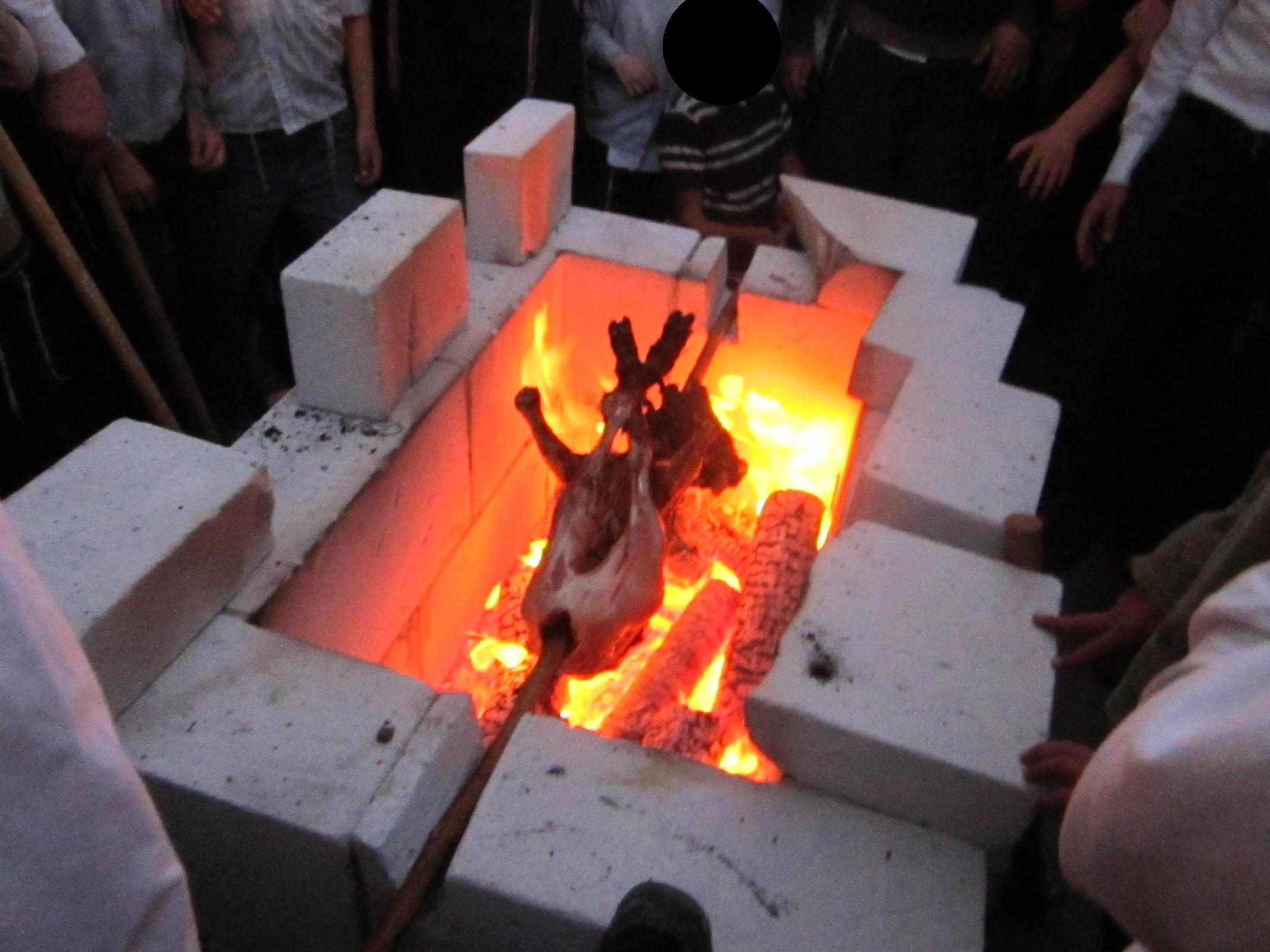
خروف عيد الفصح.

في الديانة اليهودية العديد من الأعياد الدينية فيما يعرف بيوم طوب (יום טוב) أي اليوم الجيد أو الصالح، أو تاعنيت (תענית) أي الاحتفال.
الأعياد الرئيسية الثلاث وفق التقويم اليهودي ووفق التوراة هي:
- عيد الفصح اليهودي أو ما يعرف بـ (بيساح): الذي يحيي ذكرى النجاة والخروج من مصر.
- عيد المظلة المعروف بـ (سوكوت): إحياء لذكرى الإقامة في الصحراء.
- عيد الأسابيع المعروف بـ (شفوعوت): ويحيي ذكرى نزول الشريعة على جبل سيناء.

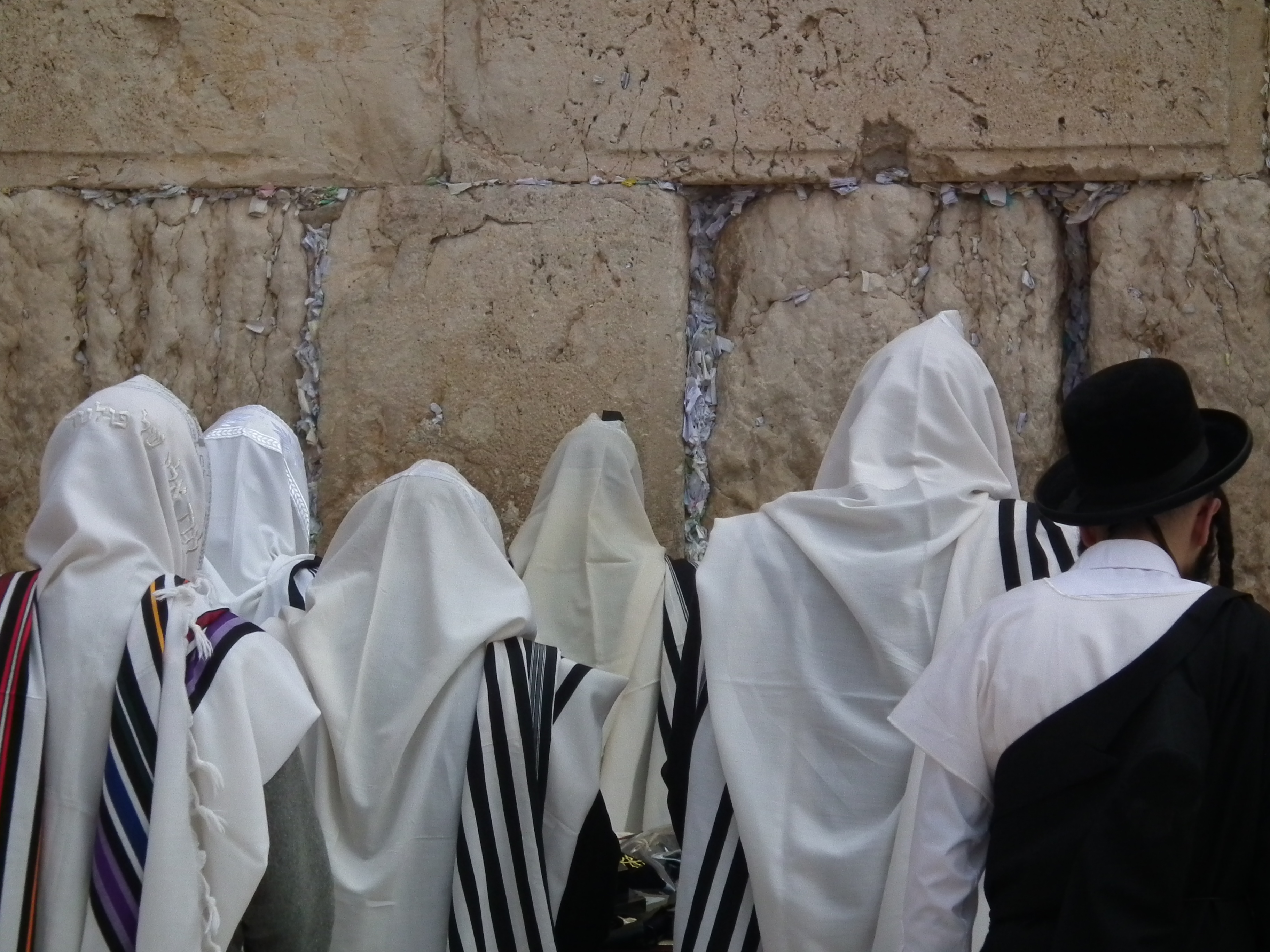
اليهود يصلون عند الحائط الغربي.

تعدّ هذه الأعياد الثلاثة مناسبات للحج إلى اورشليم القدس مع الصلاة عند حائط المبكى، وهو بقايا الجدار الاستنادي الخارجي لجبل الهيكل. ويعلن الحداد على خراب الهيكلين المقدسين يوم التاسع من آب (حسب التقويم العبري).

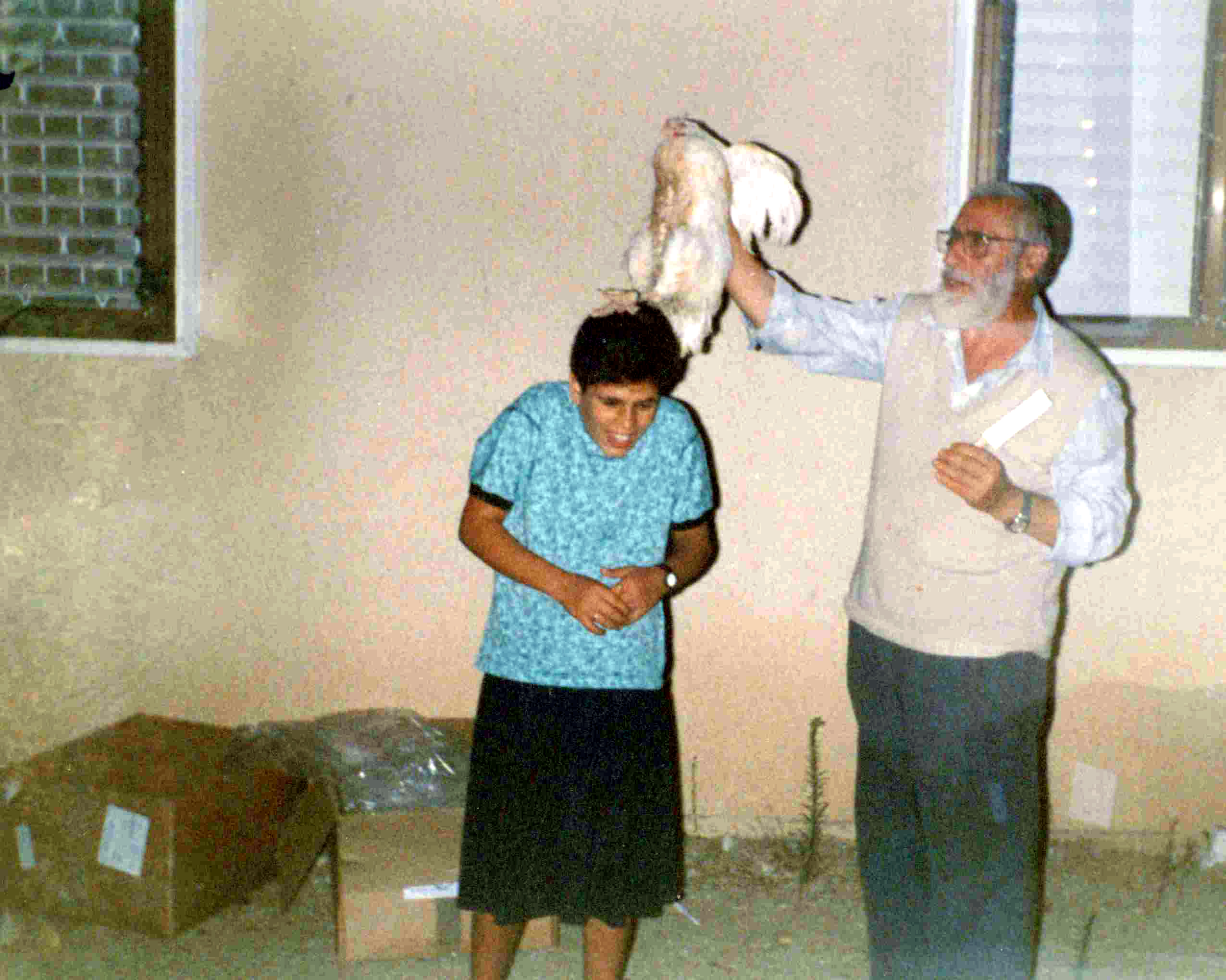
الأضحية في يوم الغفران حيث يتم نقل الخطايا لأحد الحيوانات أو الطيور ثم ذبحها كفداء للشخص.

إضافة إلى أعياد ومناسبات أخرى منها عيد رأس السنة اليهودية ويوم الغفران.وتضم الأعياد اليهودية الأخرى عيد الأنوار (حانوكاه)، إحياء لذكرى انتصار المكابيين واعادة تكريس الهيكل في أورشليم القدس؛ وعيد المساخر (بوريم)، إحياء لذكرى إنقاذ الشعب اليهودي في أيام الملكة إستير؛ ويوم ذكرى ضحايا وأبطال الهولوكوست (الكارثة) إحياءً لذكرى 6 ملايين يهودي قتلهم النازيون؛ ويوم بدء الاحتلال الصهيوني.

### العقوبات الجنائية
يُعاقب الزناة المتزوجين، والمثليين، والمرتدين، والسحرة، ومن يستعينون بالجان ويلجأون إليهم، والأنبياء الكذبة، ومن يسب أباه وأمه، بالرجم حتي الموت، ويُعاقب بالقتل من يمارس الجنس مع البهيمة هو والبهيمة. كما يٌعاقب بالحرق من يجمع بين الأم وابنتها. ويٌعاقب زناة المحارم بالحرق بعد الرجم، يُجبر الوثنيين علي جحد العبادة الوثنيّة والدخول إلى عبادة الله الحي والخضوع لليهود ودفع جزية سنويّة، وفي حال تمردهم وعملهم حربًا علي شعب الله المختار يُعاقب الذكور بالقتل بحد السيف وتسبي النساء والأطفال والبهائم، ويوجد الكثير من العقوبات الجنائية الأخري موجودة في التوراة.

## الحياة اليهودية

### الطعام في اليهودية

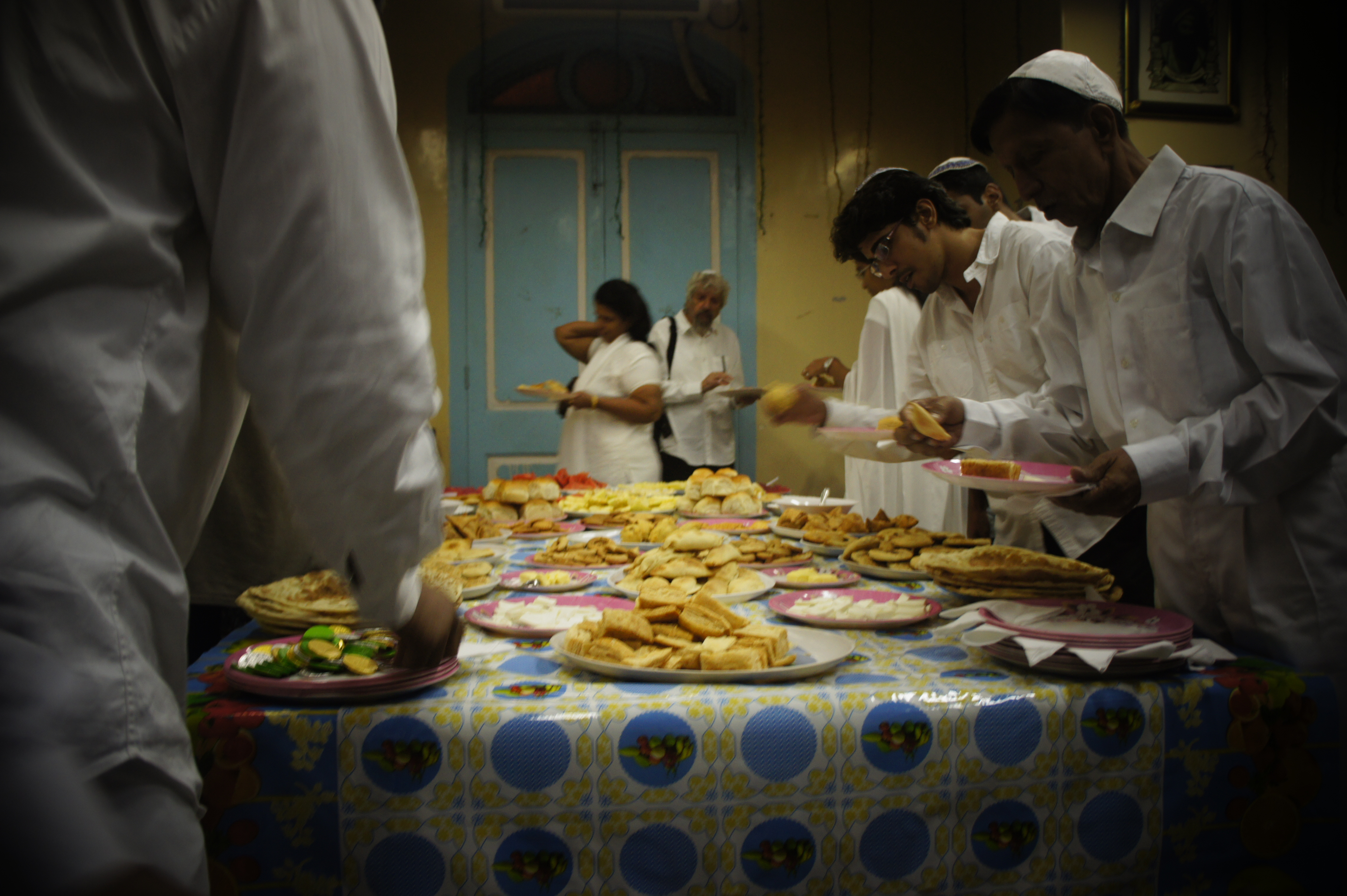
اليهود في مومباي يفطرون في يوم الغفران بتناول خبز الروتي والسمبوسة.

تقسم الأطعمة وفق الشريعة اليهودية إلى قسمين أطعمة حلال وأخرى حرام، الحلال منها يعرف باسم (كشروت أو كوشير) والحرام باسم (طريفه)، في الذبائح يجب أن يكون الحيوان من الحيوانات التي تمضغ الطعام وتجتره حتى يصبح أكله حلالا، وعند ذبح الثدييات والطيور فإنه يجب أن تكون هذه الحيوانات سليمة صحياً وأن تكون عملية الذبح سريعة وغير مؤلمة قدر الإمكان لهذا الحيوان. ووفق الديانة اليهودية يحرم أكل الدم ولحم الخنزير والسمك اللاحرشفي. فيما يخص الكائنات البحرية فإن الأسماك ذات الزعانف والذيول هي التي يصح أكلها باعتبارها حلالاً، فالمحار مثلا يعد محرما، أما للطيور فهناك قائمه بالطيور المحرم تناولها، كذلك يحرم تناول الحشرات والبرمائيات. وتحرم اليهودية أيضا تناول أي وجبة تحتوي على لحوم وألبان معا.

### يوم السبت

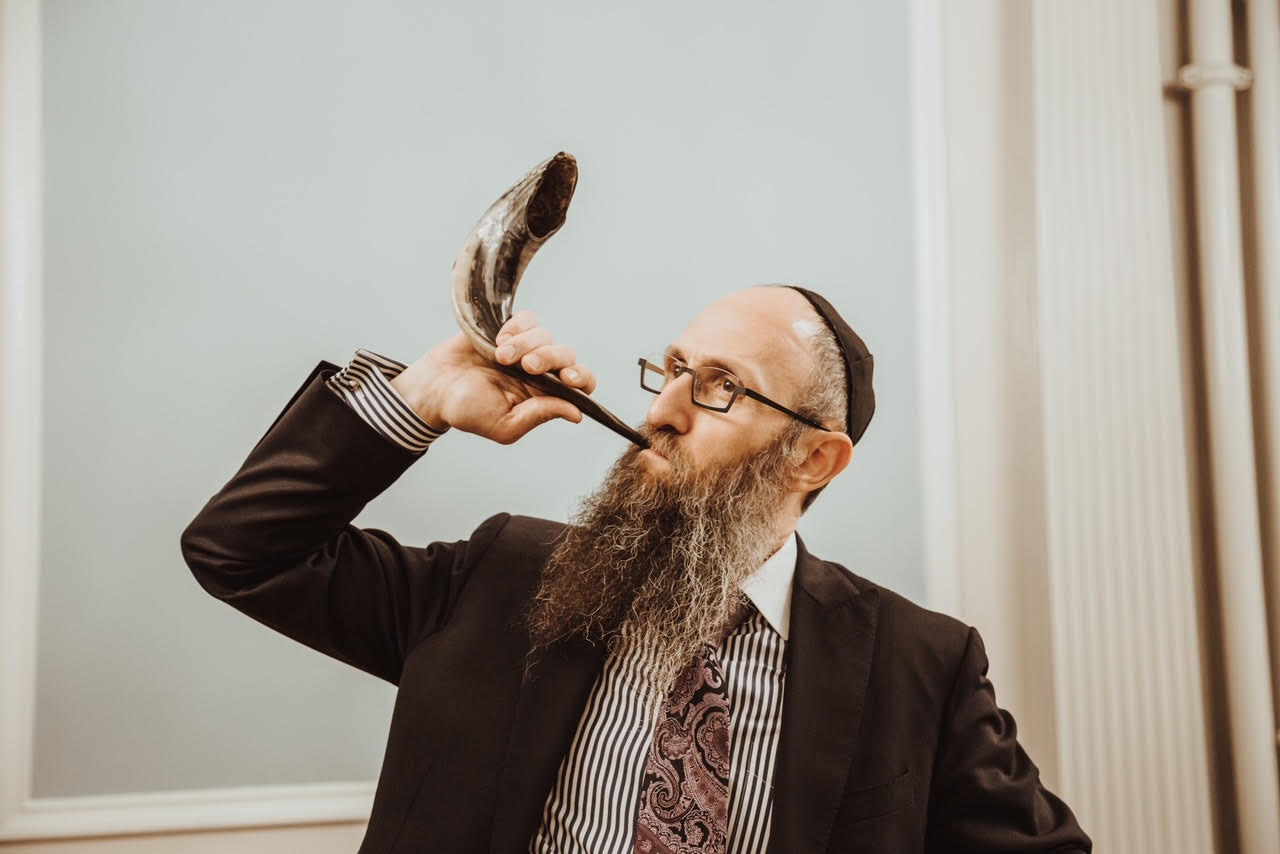
حاخام يهودي ينفخ في الشوفار.

اليوم السابع من الأسبوع هو يوم السبت وهو يوم سُبات وراحة توراتي مقدس حسب ما ورد في سفر الخروج، لان الله استراح فيه بعد خلق الكون في ستة أيام كما ورد في سفر التكوين، ولا يُسمح القيام بأي عمل يوم السبت باستثناء العبادة أو الحفاظ على الحياة والصحة. ومن الطقوس المركزية في مراعاة السبت القراءة الصباحية في الكنيس للفصل الأسبوعي من التوراة، 
سبوتي تحفظون ومقدسي تهابون. أنا الرب. سفر اللاويين 26: 2
الأيام المقدسة العالية (تراعى في أيلول / سبتمبر – أكتوبر / تشرين الأول) وهي وقت للصلاة والاستبطان. ويسجل يوم رأس السنة («روش هشناه») اليهودية الجديدة، أول الأيام العشرة المكرسة لمحاسبة النفس والمنتهية بصوم يوم الغفران («يوم كيبور»).

ويحرم اليهود القرائين وضع شباك الصيد يوم السبت؛ حيث قد ذكر التلمود في في كتب الحَلَقاه، بأن يعقوب يتنبأ بعقوبة لأبناء إفرايم بن يوسف في أوقات لاحقة نتيجة إمساكهم السمك بأفواههم في سنوات بعد يعقوب، فيصيبهم لثغة ويواجهون نهايتهم مثل السمك. وقد ذكرت التوراة أيضا مخالفة اليهود ليوم السبت ولكن دون تفاصيل.
احْتَقَرْتِ مُقَدَّسَاتِي وَنَجَّسْتِ أَيَّامَ سُبُوتِي. سفر حزقيال 8:22

### الوصايا العشر

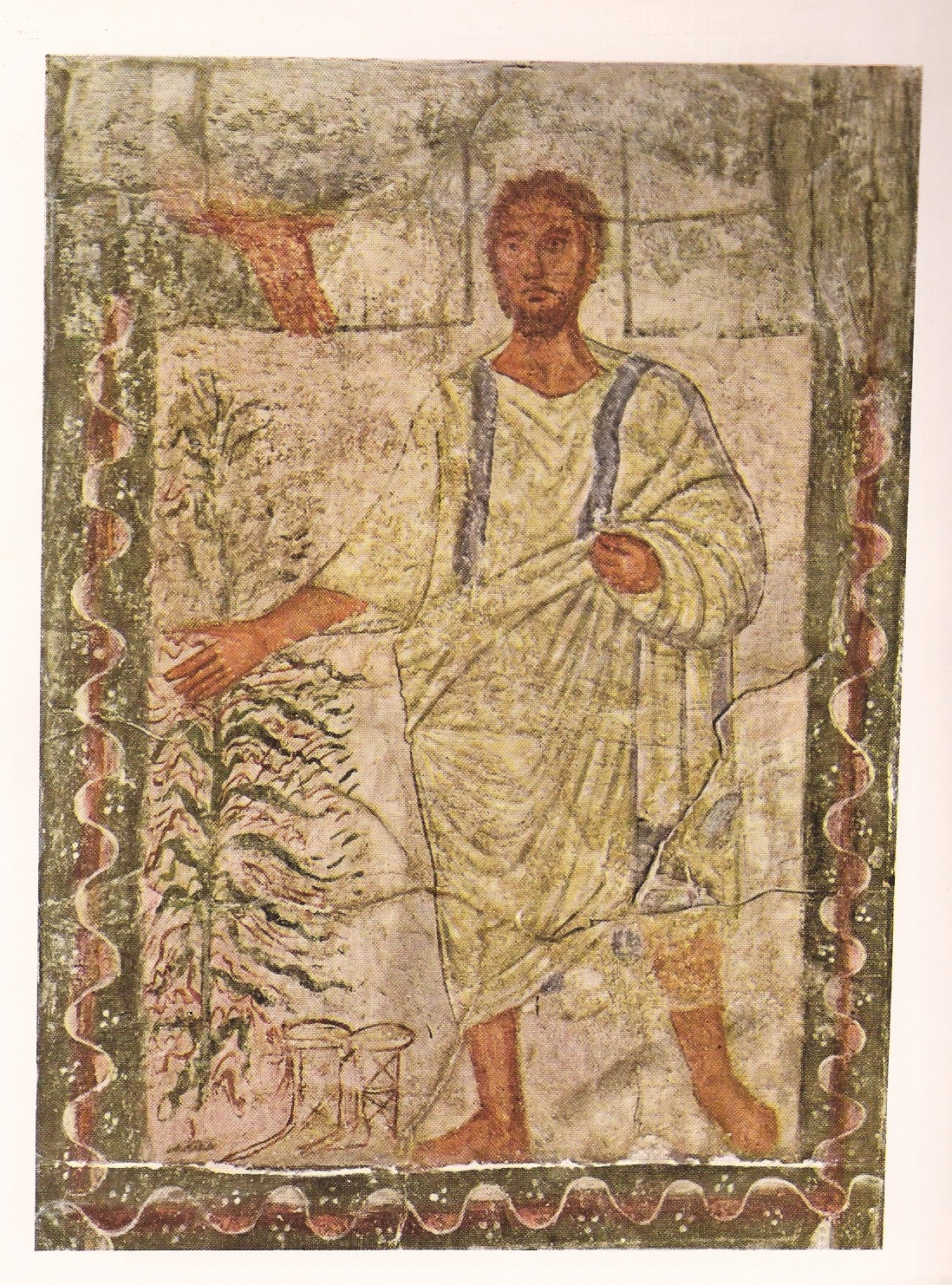
لوحة للنبي موسى تزين كنيس دورا أوروبوس يعود تاريخها إلى عام 244م.

يلتزم اليهودي بإتباع الوصايا العشر التي وردت في سفر الخروج وهم: لا تصنع لك تمثالًا منحوتا أو صورة، أصنع إحسانا إلى ألوف من محبي وحافظي وصاياي. لا تنطق باسم الرب إلهك باطلا، أذكر يوم السبت لتقدسه، اكرم اباك وامك، لا تقتل، لا تزني، لا تسرق، لا تشهد زور، لا تشته بيت قريبك.

### الأسرة اليهودية

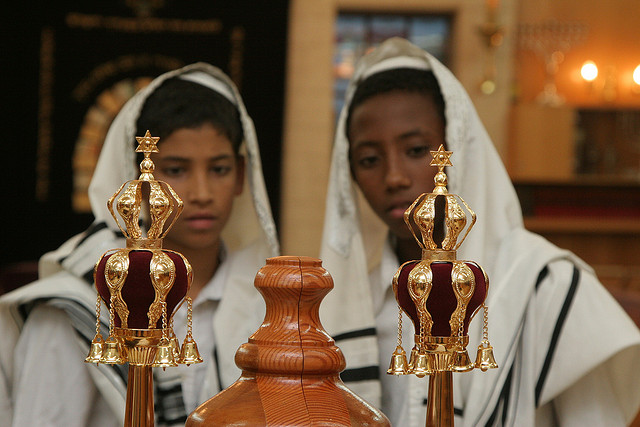
صبيان يرتديان الطليس في حفل بارا متسافا.

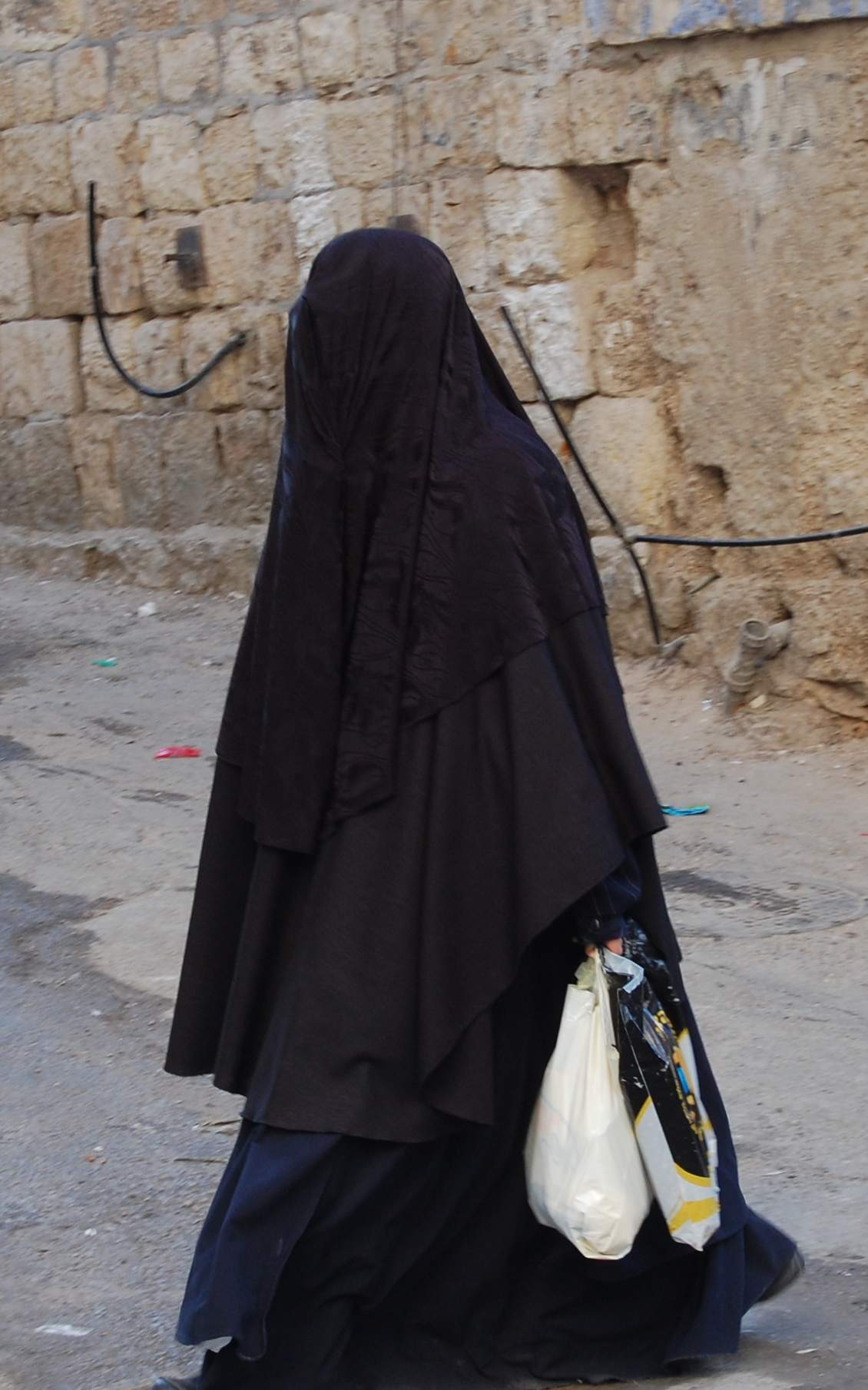
برقع الحريديم.

في الديانة اليهودية العديد من الشرائع التي تنظم حياة البشر فمنها ما يحدد أساسيات الملبس الذي يجب فيه الاحتشام ومنها ما ينظم حياة الأسرة فاليهودية تشجع بشدة على الزواج حتى ان التلمود يصف الرجل الغير متزوج بانه ليس بالرجل الحقيقي والديانة اليهودية تسمح بتعدد الزوجات وتوكل اليهودية على الزوج مسؤولية تلبية الحاجات الأساسية والضرورية لزوجته وأبنائه، وأن يحرم نفسه ان تطلب الأمر في سبيل عائلته والطلاق في اليهودية مباح ويكون بيد الرجل ويمكن للمرأة طلب الطلاق من زوجها أو عن طريق المحاكم الشرعية.
عمر التكليف الديني للأبناء يكون 13 عاما للصبيان و12 عاما للفتيات وبمجرد بلوغ الأبناء هذا العمر يصبحون مكلفين دينيا بالأعمال والعبادات ويُعرف ببار متسفا، كذلك تحبذ اليهودية ختان الذكور من المواليد عند بلوغهم اليوم الثامن من العمر طالما كانت صحة المولود تسمح بذلك ويكون ختان الذكور علامة العهد الرباني.

### الأغيار
هو مصطلح ديني يهودي يطلقه اليهود على الأمم الأخري. وهو المقابل العربي للكلمة العبرية «جوييم» (بالعبرية: גויים).

## طوائف اليهود الرئيسة

### اليهودية الأرثوذكسية

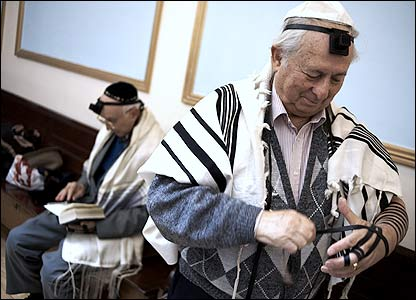
يهوديان أرثذوكس مسنان يرتدون الطليس ويقرأون التوراة.

اليهودية الأرثوذكسية تعترف بكل التوراة والتلمود، وتقبل كل النواميس، وتعتقد أن الله أوحى بذلك كله إلى موسى مباشرة في جبل سيناء ومن طوائفها الحريديم.

### اليهودية الإصلاحية
اليهودية الإصلاحية بدأت مع بدايات القرن التاسع عشر الميلادي، إذ شكك بعض اليهود في كيفية ظهور الكتب المقدسة، وانتهوا إلى أن التلمود عمل بشري غير موحى به، ومن ثم ضعفت مصداقيته لديهم. ولا يؤمن هؤلاء إلا بالتوراة. ويعتقد الإصلاحيون أن التعاليم الأخلاقية والسلوكية أهم أجزاء اليهودية، ولا يولون أهمية للطقوس بل إنهم نبذوا كثيرًا من التقاليد. لا تعتبر الطوائف اليهودية الأخري اليهود الإصلاحيون بأنهم يهودًا كونهم يُنكرون التلمود والذي حسب المعتقدات اليهودية نزل من السماء، ويفسرون التوراة علي حسب الفكر العلماني الحداثي.

### اليهودية المحافظة

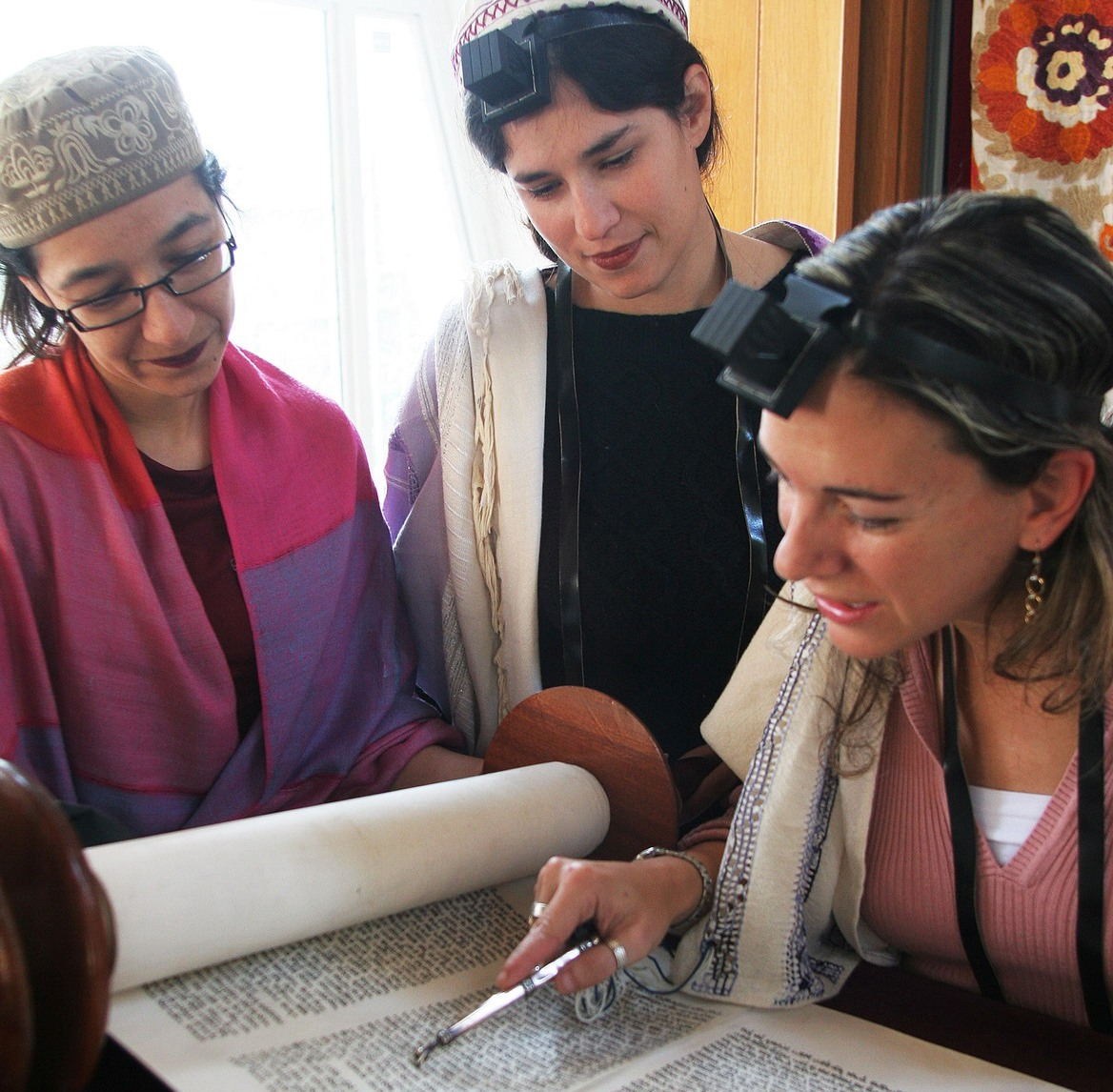
الحاخامات اليهوديات المحافظات، إسرائيل.

اليهودية المحافظة (التراثية) نشأت في منتصف القرن التاسع عشر الميلادي. ورغم إيمانهم بالتوراة والتلمود، إلا أنهم ذهبوا إلى وجوب تفسير النصوص المقدسة في ضوء المعارف العلمية الحديثة والثقافة المعاصرة. وهم كاليهود الإصلاحيين لم يهتموا كثيرًا بالطقوس، ولكنهم يمارسون العادات.

### اليهودية القرائية
يختلف اليهود القرائين عن اليهود الربانيين في أنهم لا يقبلون بتفاسير الحاخامات أو الصلاحيات المطلقه ربانية للمقرا (التي يطلقون عليها «التوراة الشفهية») وهم يلتزمون فقط بأقوال المقرا المفسرة فقط (التي يطلقون عليها «التوراة المكتوبة»)، ويرتبط ظهور القرائية كحركة دينية بشخصية الحاخام «عنان بن داود» في العراق.

### الصدوقيون
الصدوقيون طائفة يهودية ظهرت في القرن الأول الميلادي لا تؤمن بقدسية التوراة سوى أول خمسة أسفار العهد القديم والتي تنسب إلى موسى، أي سفر التكوين، الخروج، العدد، اللاويين والتثنية؛ وأنكروا سائر الأسفار والكتب التي آمن اليهود بها؛ كذلك فقد أنكر الصدوقيون قيامة الأموات والإيمان بالحياة الأبدية بعد الموت ويرون أن النفس تموت مع موت الجسد ويصيرون تراب كما كانوا ورفضوا الاعتراف بالملائكة والشياطين لعدم ذكرهم في الأسفار الخمسة التي آمنوا بها، وعرف عنهم التمسك الشديد بالمنطق وعدم إعارتهم الإيمان بالغيبيات سوى القليل من الأهمية، وبشكل عام كانت اختلاف عقائدهم الدينية مع سائر اليهود خصوصًا الفريسين وهم المنافسون التقليديون لهم، سبب عداء وصراع جدلي دائم بينهما.ولكن هناك دليل على أنه كان هناك انقسام داخلي بين المدعوين "الصدوقيين" – فمنهم من رفض الملائكة والنفس والقيامة – ومنهم من قبل هذه التعاليم.

### السامريون

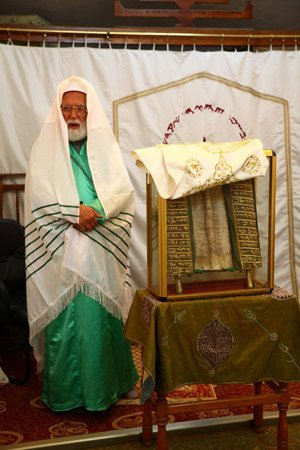
رجل دين سامري مع ألواح التوراة.

السامريون هم مجموعة دينية عرقية من بني إسرائيل تنحدر من مدينة السامرة، ويرون أنهم ديانة بني إسرائيل الحقيقية، وأنهم شعب الله المختار وليس اليهود. وأن توراتهم المكونة من أسفار موسى الخمسة والتي أنزلها الله علي موسى في جبل سيناء هي الصحيحة، بينما توراة اليهود محرفة وهم من كتبوها ونسبوها لله كذبًا وزورًا، ويُقدسون جبل جرزيم بدلًا من هيكل سليمان،  وقد خاص السامريون واليهود حروبًا فيما بينهم. يُقدر عدد أفرادها بـ 820 شخصاً موزعين بين قرية لوزة في نابلس ومنطقة حولون بالقرب من تل أبيب.

### التجمعات اليهودية
ينقسم اليهود لثلاثة تجمعات وهم:
- المزراحيون: المزراحيون هو تيار يهودي يعود أصله إلى المنطقة الشرقية من العالم العربي وشمال إفريقيا، خاصة المغرب والجزائر وتونس. يتميز المزراحيون بتقاليدهم الدينية والثقافية الخاصة، ويحتفظون بالعربية كلغة دينية وثقافية. يتبعون اليهودية السفارديتية في العقائد والتعاليم الدينية.
- الأشكناز: الأشكناز هو تيار يهودي يعود أصله إلى أوروبا الشرقية والوسطى، بما في ذلك ألمانيا وبولندا وروسيا وليتوانيا والمناطق المجاورة. يعتبر الأشكناز أكبر تجمع يهودي في العالم. يتميز الأشكنازيون بلغتهم الخاصة (اليديش) وتقاليدهم الثقافية الفريدة. ويتبعون اليهودية الأشكنازية في العقائد والتعاليم الدينية.
- السفارديم: السفارديم هم تيار يهودي يعود أصله إلى شبه الجزيرة الإيبيرية (إسبانيا والبرتغال)، وقد انتشروا أيضًا في المناطق الأخرى مثل المغرب وتونس وتركيا وبلدان الشرق الأوسط. تم تشريدهم من إسبانيا والبرتغال خلال العصور الوسطى بسبب الاضطهاد الديني. يتميز السفارديم بلغتهم الخاصة (اللادينو) وتقاليدهم الثقافية الفريدة. ويتبعون اليهودية السفارديتية في العقائد والتعاليم الدينية.

## حركات في اليهودية

### الصهيونية

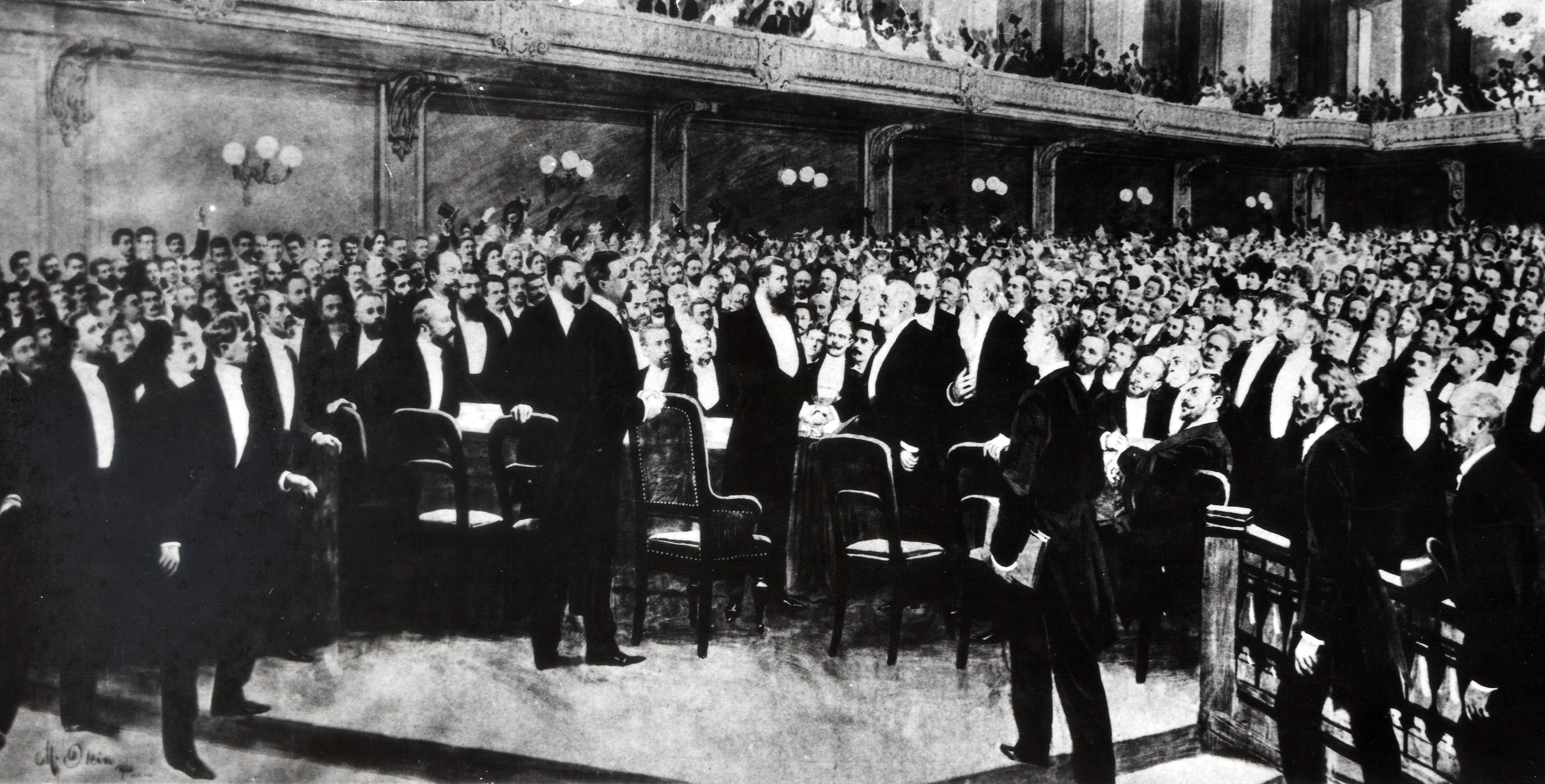
المؤتمر الصهيوني الأول الذي عقد في بازل، سويسرا عام 1897م.

الصهيونية هي حركة سياسية يهودية، ظهرت في وسط وشرق أوروبا في أواخر القرن التاسع عشر ودعت اليهود للهجرة إلى أرض فلسطين بدعوى أنها أرض الآباء والأجداد (إيريتس يسرائيل) ورفض اندماج اليهود في المجتمعات الأخرى للتحرر من معاداة السامية والاضطهاد الذي وقع عليهم في الشتات، وبعد فترة طالب قادة الحركة بإنشاء دولة منشودة في فلسطين والتي كانت ضمن أراضي الدولة العثمانية. وقد ارتبطت الحركة الصهيونية الحديثة بشخصية اليهودي النمساوي هرتزل الذي يعد الداعية الأول للفكر الصهيوني الحديث والذي تقوم على آرائه الحركة الصهيونية في العالم،  وبعد تأسيس دولة إسرائيل أخذت الصهيونية على عاتقها توفير الدعم المالي والمعنوي لإسرائيل. وقد عقد أول مؤتمر صهيوني في بازل بسويسرا ليتم تطبيق الصهيونية بشكل عملي على فلسطين فعملت على تسهيل الهجرة اليهودية ودعم المشاريع الاقتصادية اليهودية.

### ناطوري كارتا

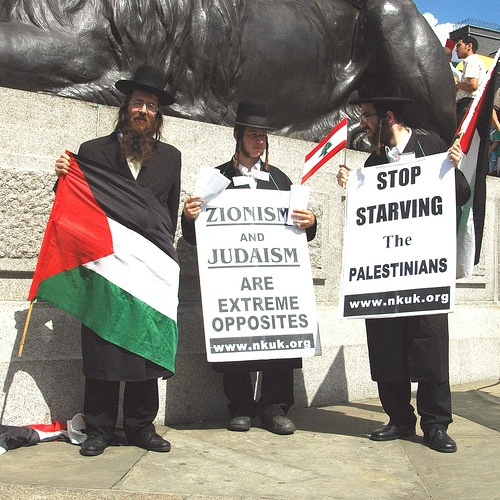
مظاهرة لحركة ناطوري كارتا الحريدية في لندن.

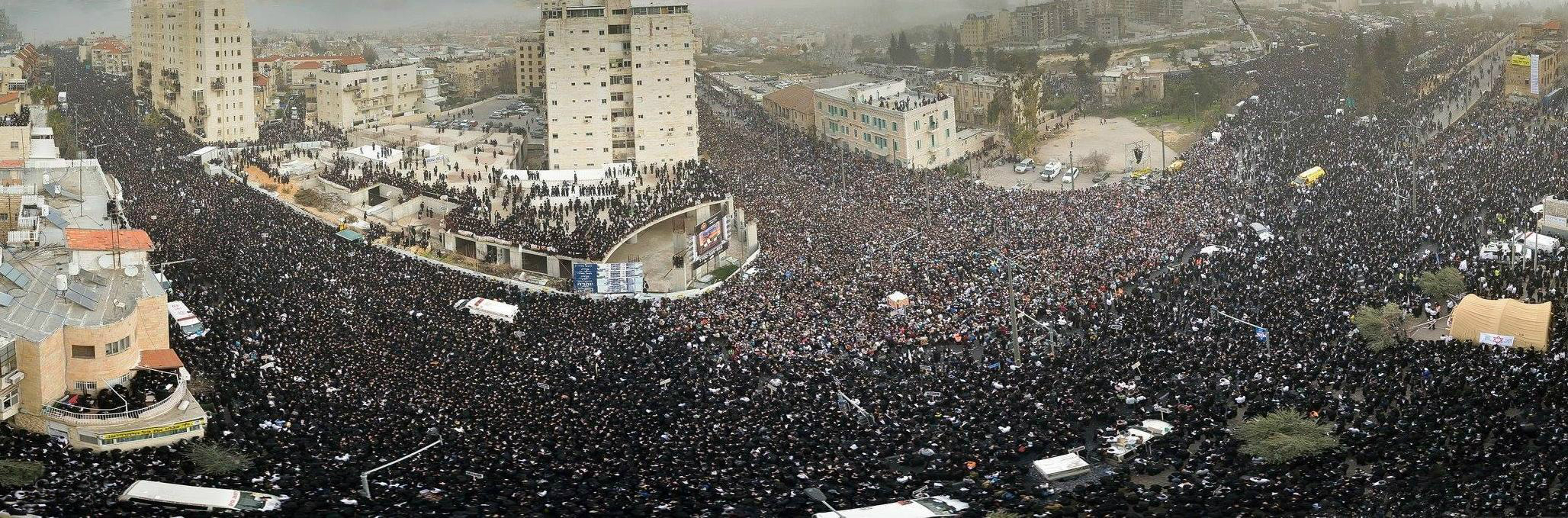
مظاهرات للحريديم في إسرائيل ضد التجنيد الإجباري في المدرسة الدينية للتلاميذ.

حركة حريدية تم تأسيسها في سنة 1935، تعارض الصهيونية ودولة إسرائيل وتنادي بخلع أو إنهاء سلمي للكيان الإسرائيلي، وإعادة الأرض إلى الفلسطينيين.

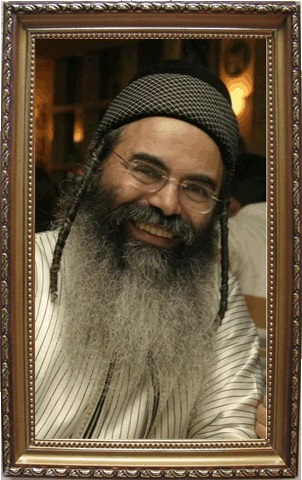
أمنون إسحق هو حاخام حريدي إسرائيلي من أصل يمني له عدة مواقف معارضة للصهيونية ووصف ثيودور هيرتزل بالمجرم وشبهه بهتلر.

حيث أنها تقتنع بأن اليهود يُمنعون من الحصول على دولة خاصة بهم حتى مجيء المسيح بسبب خطاياهم، وأن عليهم البقاء في الشتات حتي مجيئه، وأن دولة إسرائيل لا يحق لها الوجود كونها مخالفة لإرادة الله ومحكوم عليها بالزوال، يتمركز أتباع هذه الجماعة في القدس ولندن ونيويورك، المعنى الحرفي لأسمهم هو حراس المدينة. شكل أنصار ناطوري كارتا جماعة كيشيت (1981-1989): وهي جماعة الحريديم المناهضة للصهيونية في تل أبيب ركزت على قصف الممتلكات دون خسائر في الأرواح. : قال إيغال ماركوس، قائد شرطة منطقة تل أبيب، إنه يعتبر المجموعة عصابة من المجرمين، وليست جماعة إرهابية.
كانت هذه الطائفة مخالفة للسياسات الجديدة المنبثقة عن الصهيونية والتي كانت تهدف إلى تحقيق سيادة لليهود على أرض فلسطين (توضيح) التي كانت تحت الحكم العثماني.
كان من ضمن حججهم لمعارضة هذه الفكرة نقاشات تلمودية بخصوص مقاطع في التوراة والتي تتعلق باتفاقية ما بين إلههم والشعب اليهودي وأمم العالم والتي حدثت عندما تم نفي اليهود، نص الاتفاق على:
- أن اليهود يجب ألا يقوموا بالثورة على الشعوب غير اليهودية والتي منحتهم مأمن ومأوى، كما هو الحال في سماح الدولة العثمانية لهم بالوفود والإقامة في فلسطين وكذلك الأمر فيما يخص اتفاقية فيصل-وايزمان.
- أنهم يجب ألَّا يقوموا بهجرات جماعية إلى فلسطين (توضيح)، بالمقابل تنص الاتفاقية على أن الأمم غير اليهودية تعد بأن لا تضطهد اليهود بشكل قاسي.

معارضتهم لدولة إسرائيل والصهيونية استمرت تحت قيادة حاخامهم أمرام بلو، ترفض هذه الطائفة دفع الضرائب لدولة إسرائيل حيث أنهم لا يعترفون بها، وصل الأمر بهذه الطائفة إلى أنهم لا يقبلون لمس أي عملة ورقية أو نقدية تحمل صور وشعارات للصهيونية. لا يقترب أعضاء هذه الطائفة من حائط البراق حيث يعتقدوا بأنه تم تدنيسه من قبل الصهاينة ومصالحهم، مما يجدر ذكره أن زعيم هذه الطائفة خدم كوزير لشؤون اليهود في عهد الرئيس الفلسطيني ياسر عرفات.

### الكابالا (قبّآلة)
الكبالا هي (بالعبرية: קַבָּלָה) مجموعة من المعتقدات التراثية اليهودية المعقدة التي كانت تقتصر دراستها على دارسي التلمود من المتزوجين وهي معتقدات وشروحات روحانية فلسفية تفسر الحياة والكون والربانيات. بدأت عند اليهود وبقيت حكرا عليهم لقرون طويلة حتى اتى فلاسفة غربيون وطبقوا مبادئها على الثقافة الغربية في ما يسمى «العصر الجديد». عمومًا، هي فلسفة تفسر العلاقة بين الله اللامتغير والابدي والسرمدي، ويرمز له بـ«عين سوف» (بالعبريَة: אין סוף)، وبين الكون المتهالك والمحدود، أي مخلوقات الله. لا تعدّ القبالة كدين اذ انها فلسفة تفسر الباطنية في الدين كما ان طقوسها لا تنفي القيام بالطقوس الدينية لكن معتنقيها يعتقدون ان الارشادات والطقوس الواردة في القبالة تساعد الشخص على تطوير نفسه ليفهم بواطن الدين، وبخاصة بواطن التوراة والتقاليد اليهودية.
يعتقد اتباعها ان تعاليم القبالية أقدم من التاريخ الذي نعلمه وهي سابقة لكل الاديان والطرق الروحية التي نعرفها وهي تشكل المخطط الاساسي لكل الابداعات الإنسانية من الفلسفة والدين والعلوم والفنون والانظمة السياسية. انبثقت القبالة كشكل بدائي للباطنية اليهودية في القرن الثاني عشر في اسبانيا وجنوب فرنسا ثم اعيد تشكيلها بعهد النهضة اليهودية في القرن السادس عشر في فلسطين العثمانية. ثم تطورت في القرن العشرين فيما يسمى بالتجديد اليهودي ووانتشرت في أوساط روحانية غير يهودية كما تلقت الاهتمام من الدوائر الاكاديمية.

### الحاسيديم

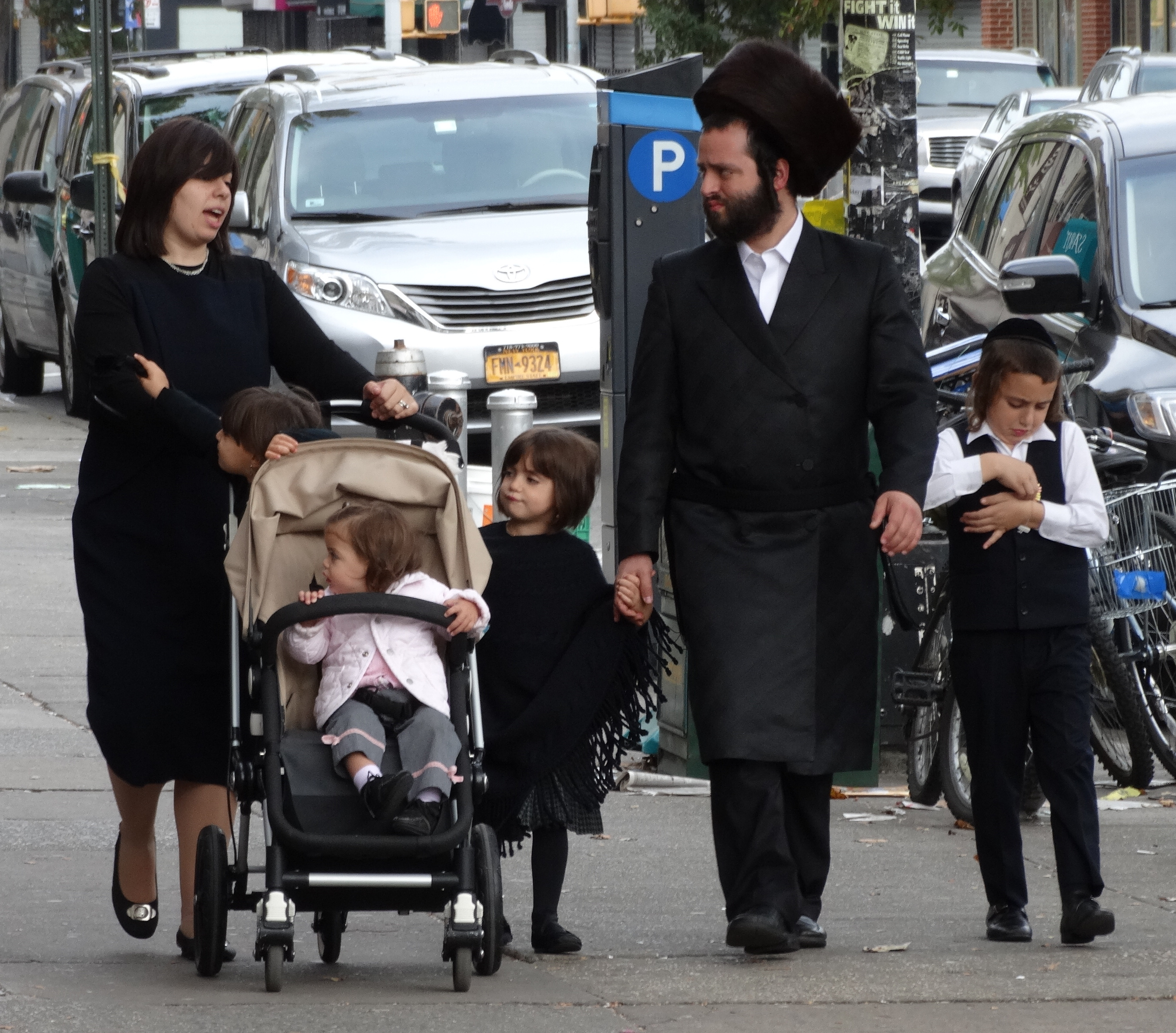
عائلة من الحاسيديم في نيويورك، الولايات المتحدة.

حركة صوفية روحانية اجتماعية نشأت في القرن السابع عشر. يعد بعل شيم توف مؤسس الطائفة الرئيسي، حيث نشرها في أنحاء شرق أوروبا. الفكر الحسيدي وخصوصًا في الأجيال الأولى تميزت بالدعوة إلى عبادة الرب وطاعته ومحبة إسرائيل واتباعه الصالحين. وفي الأجيال الأخيرة تمتاز الحسيدية بشكل أساسي بوضع مزارات حسيدية مخصصة حول سلالات الحسيديم.

### الغنوصية
أثناء فترة الحكم الفارسي والروماني والتي رافقها ظهور العديد من الأديان والاعتقادات تأثر بعض اليهود ببعض الأساطير منها أسطورة وجود إلهين فيما يعرف بالغنوصية والتي تقول بوجود إلهين، إله النور والخير من جهة وإله الظلام والشر من جهة أخرى.

### الحركة التنويرية اليهودية

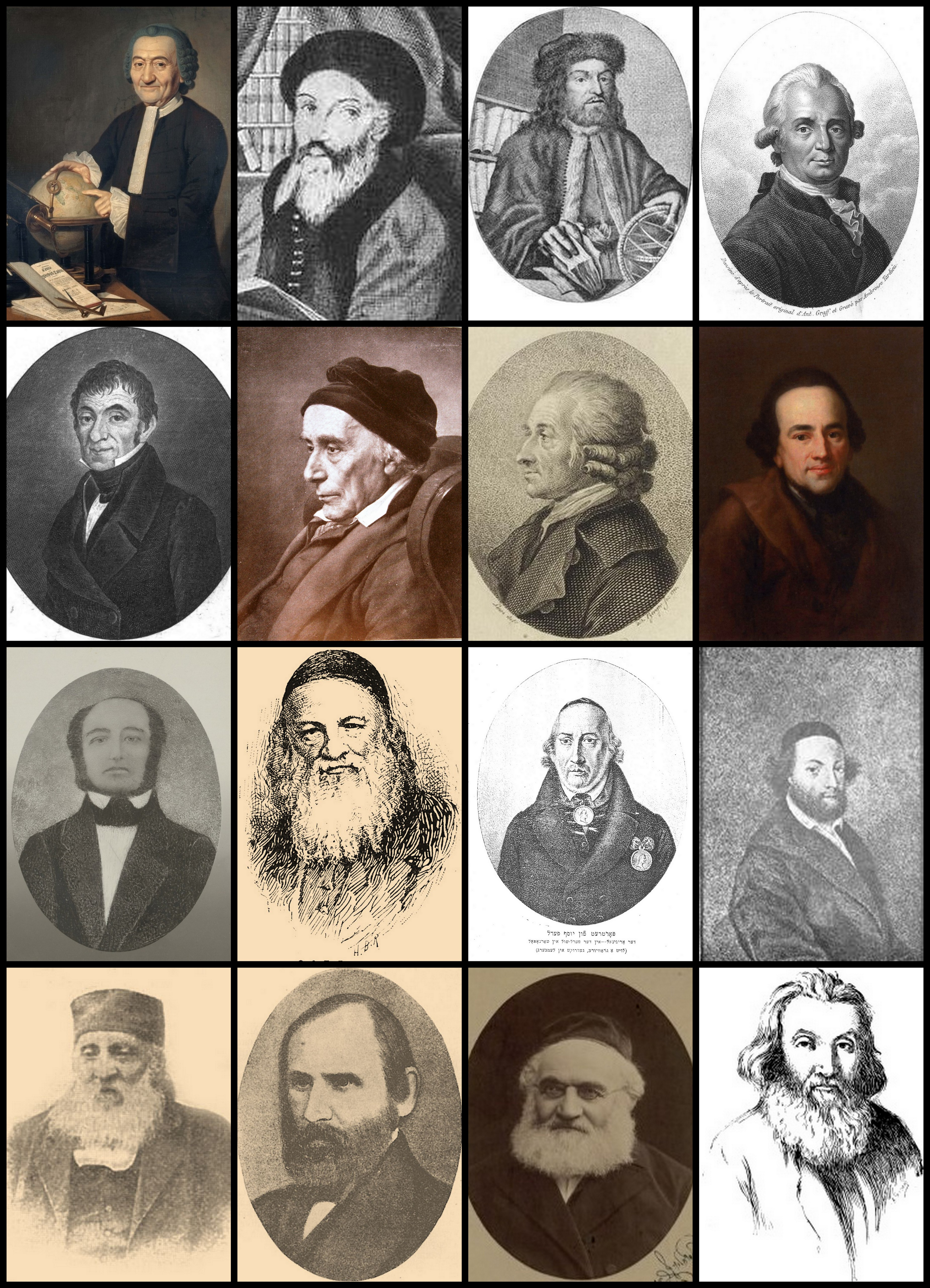
صورة مدمجه لعدد من العلماء اليهود الذين تبنوا حركة هسكلة.

هي حركة تنوير يهودية، بدأت الحركة بين يهود أوروبا في القرن الثامن عشر والقرن التاسع عشر الميلاديين، تدعو الحركة لتبني قيم عصر التنوير، والضغط للاندماج في المجتمع الأوروبي، وزيادة التعليم في الدراسات العلمانية، واللغة العبرية والتاريخ اليهودي. يعتبر مصطلح هسكلة علامة على بداية انخراط يهود أوروبا مع العالم العلماني، مما أدى في نهاية المطاف إلى إنشاء أول حركة سياسية يهودية من أجل التحرر اليهودي. ويدعى أنصار الحركة باسم مَسْكِلِيم (بالعبرية: משכילים، بالانجليزية: Maskilim)، وهناك اختلاف بن مصطلح هسكلة وبين مصطلح الربوبية في عصر التنوير الأوروبي، وتميزت الهسكلة بالسعي لتحديث المراجع الفلسفية والنقدية في إطار العقيدة اليهودية، وإسلوب حياة مقبولاً لحقوق التحرر.

## اليهودية والديانات الأخري

### النظرة المسيحية لليهودية

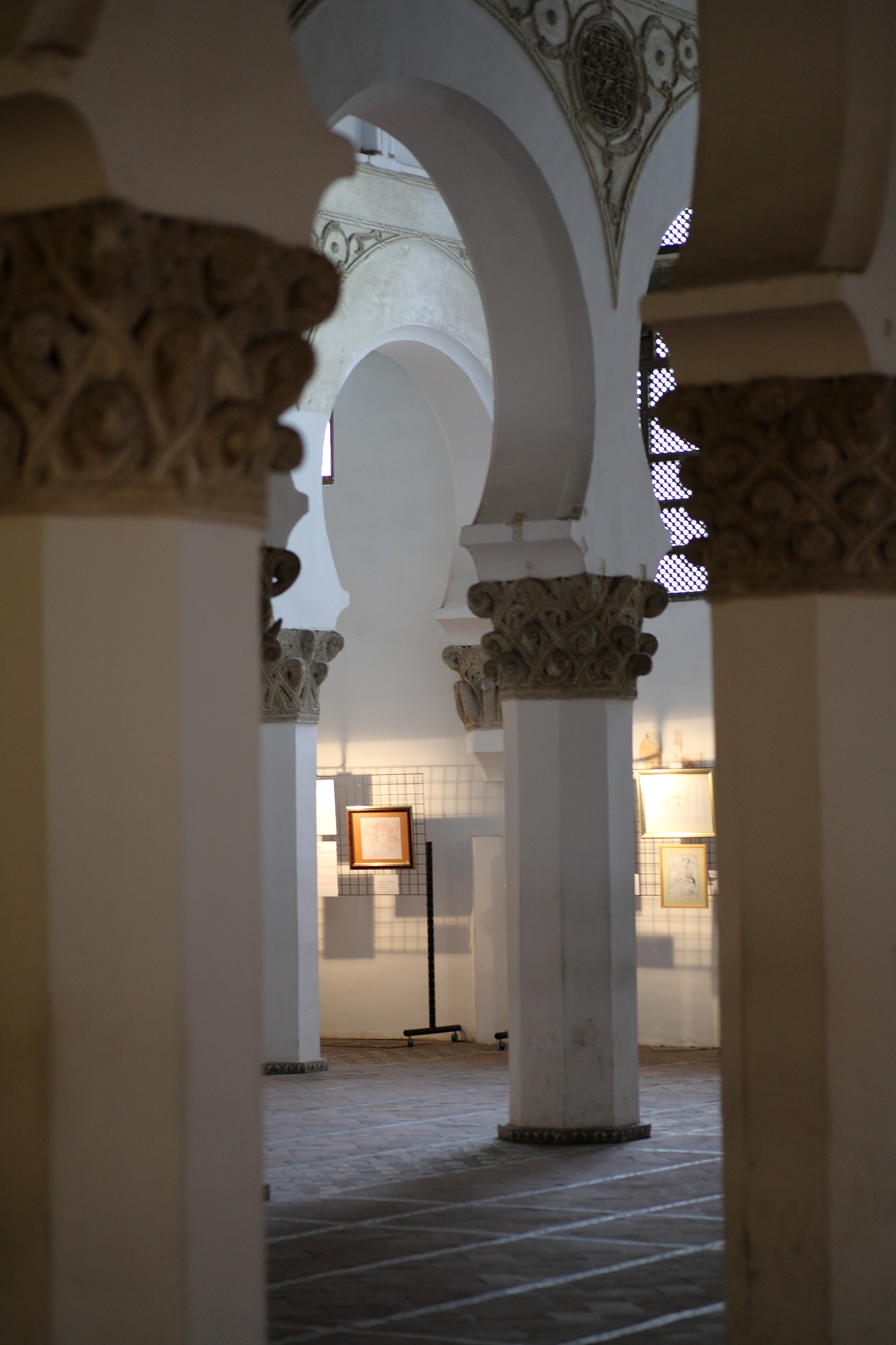
تم تحويل كنيس سانتا ماريا لا بلانكا الذي يعود تاريخه إلى القرن الثاني عشر في توليدو بإسبانيا إلى كنيسة بعد فترة وجيزة من المذابح المعادية لليهود في عام 1391م.

العلاقة بين اليهودية والمسيحية معقدة ومتشعبة، فالمسيحية نشأت وأخذت مفاهيمها الأولية من بيئة يهودية صرفة،  ولاتزال آثار هذه الأصول المشتركة بادية إلى اليوم من خلال تقديس المسيحيين للتوراة والتناخ والتي يطلقون عليها إلى جانب عدد من الأسفار الأخرى اسم العهد القديم الذي يشكل القسم الأول من الكتاب المقدس لدى المسيحيين في حين يعدّ العهد الجديد القسم الثاني منه؛ يعتقد المسيحيون أن النبؤات التي دونها أنبياء العهد القديم قد تحققت في شخص المسيح، وهذا السبب الرئيس لتبجيل التوراة. وجذور المسيحية تأتي من اليهودية، التي تتشارك معها في الإيمان بكتاب اليهودية المقدس «التوراة»، وقد أخذت الديانة المسيحية الكثير من المعالم اليهودية كوجود إله خالق واحد، والإيمان بالمسيح ابن الله الحي المتجسد (كلمة الله)، والصلاة، والقراءة من كتاب مقدّس. ولعل محور العقيدة المسيحية، كما يعتقد المسيحيون، يتمثل بالمسيح وعمله الكامل على الصليب لفداء المؤمنين.

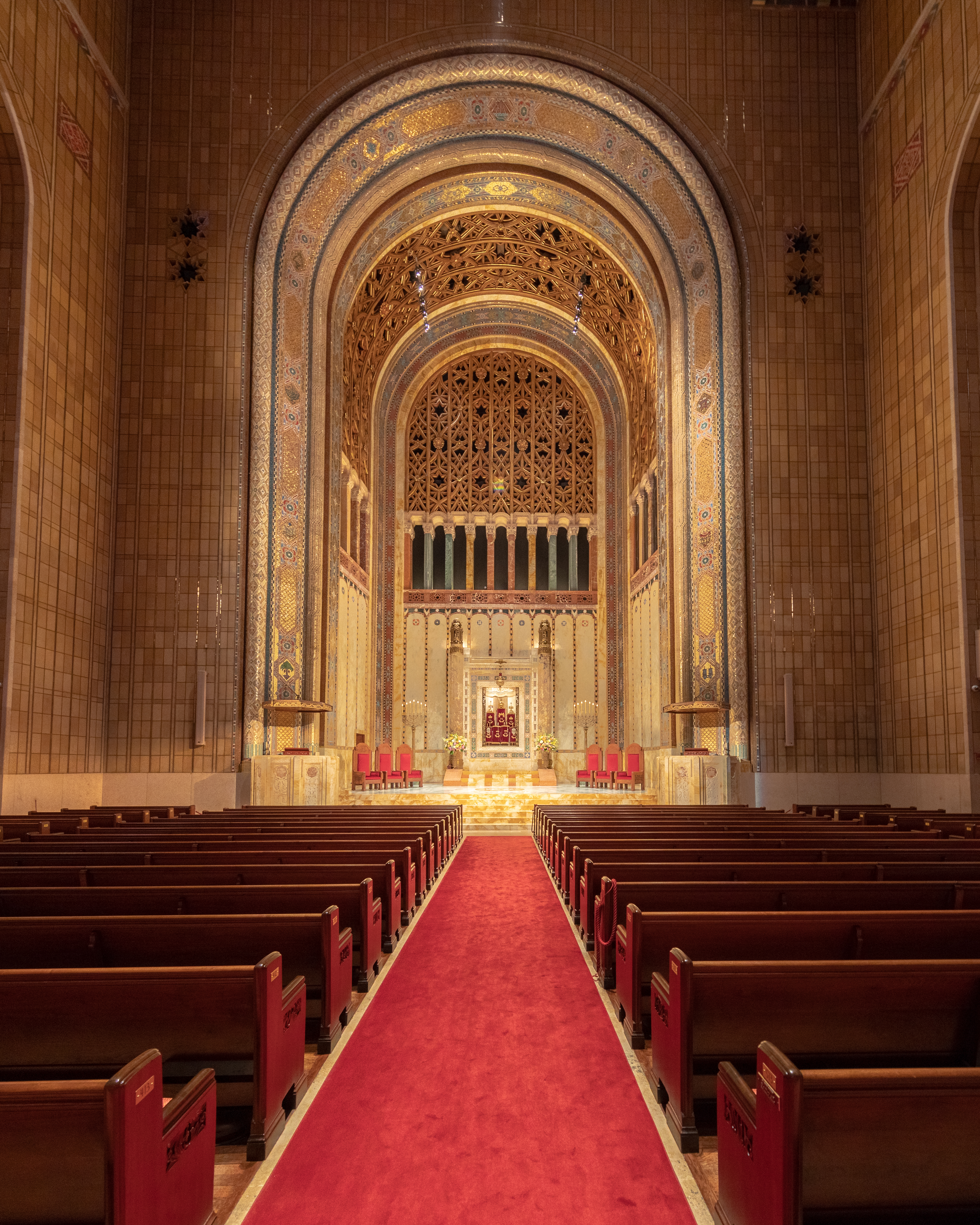
كنيس عمانوئيل في نيويورك.

يحوي العهد الجديد مقاطع مادحة لليهود أبرزها: «قد منحوا التبني، والمجد، والعهود، والتشريع، والعبادة، والمواعيد، ومنهم كان الآباء، ومنهم جاء المسيح حسب الجسد»؛رو 9:5] وكذلك فإن المسيحية في القرن الأول وبدايات القرن الثاني كانت تعدّ «طائفة يهودية»؛ ورغم ذلك فإنه منذ أيام المسيح، وحتى عهود قريبة، كانت العلاقة بين المسيحيين واليهود متوترة، وقد اضطهد اليهود المسيحيون في غير مكان؛أعمال 1:8-3] وفقًا للمؤرخة آنا سابير أبو العافية، يتفق معظم الباحثين على أن اليهود والمسيحيين في العالم المسيحي اللاتيني عاشوا في سلام نسبي مع بعضهم البعض حتى القرن الثالث عشر. منذ وقت مبكر من العصور الوسطى، حددت الكنيسة المسيحية موقفها الرسمي في التعامل مع اليهود من خلال البيان الرسمي حول اليهود (باللاتينيَّة:Constitution pro Judæis)؛ والذي نص على الالتزام بحماية اليهود، وعدم جواز اجبار اليهود على التحول للمسيحية قسرًا أو اكراهًا، كما وطالبت في البيان عموم المسيحيين بعدم مضايقة اليهود أو قتلهم أو سلب أموالهم أو تغيير عاداتهم. كما وفُرضت عقوبة الحرمان الكنسي في كثير من الحالات على المسيحيين الذين يقومون بمضايقة اليهود. وبدءًا من القرون الوسطى المبكرة، اضطهد المسيحيون اليهود، فطردوا من خارج المدن،  وفرضت عليهم مناطق سكن معينة، ومنعوا من ممارسة بعض المهن،  وارتكبت مذابح في غير موضع،  حيث أن الإنجيل قد حمل اليهود دم المسيح حيث طالبوا بصلبه عندما ناداهم بيلاطس البنطي وهو يريد أن يُطلق يسوع فصرخوا قائلين: «اصلبه! اصلبه!»،  وعندما رفض بيلاطس البنطي ذلك بسبب صلاحه وقد غسل يديه أمام جموع اليهود قائلًا «إني بريء من دم هذا البار!» فرد الشعب اليهودي عليه قائلين: «دمه علينا وعلى أولادنا». لكنه قد غفر لمن صلبوه وسامحهم قائلًا «يا أبتاه، اغفر لهم، لأنهم لا يعلمون ماذا يفعلون».

وقد رأي المسيحيون الأوائل بأن هدم الهيكل الثاني خلال الثورة اليهودية الكبري بأنه عقابًا لهم بسبب تسببهم في موت المسيح وصلبه، وهو ما أدي في نظرهم لإضفاء المصداقية حول المسيحية، وترك بعض اليهود للديانة اليهودية بإعتبارها عبادة لم تعد مقبولة من الله بعد الآن حيث ورد في الإنجيل:
يَا أُورُشَلِيمُ، يَا أُورُشَلِيمُ! يَا قَاتِلَةَ الأَنْبِيَاءِ وَرَاجِمَةَ الْمُرْسَلِينَ إِلَيْهَا، كَمْ مَرَّةٍ أَرَدْتُ أَنْ أَجْمَعَ أَوْلاَدَكِ كَمَا تَجْمَعُ الدَّجَاجَةُ فِرَاخَهَا تَحْتَ جَنَاحَيْهَا، وَلَمْ تُرِيدُوا! هُوَذَا بَيْتُكُمْ يُتْرَكُ لَكُمْ خَرَابًا أَنِّي أَقُولُ لَكُمْ: إِنَّكُمْ لاَ تَرَوْنَني مِنَ الآنَ حَتَّى تَقُولُوا: مُبَارَكٌ الآتِي بِاسْمِ الرَّبِّ! إنجيل متى 23: 37-39
ثُمَّ خَرَجَ يَسُوعُ وَمَضَى مِنَ الْهَيْكَلِ، فَتَقَدَّمَ تَلاَمِيذُهُ لِكَيْ يُرُوهُ أَبْنِيَةَ الْهَيْكَلِ. فَقَالَ لَهُمْ يَسُوعُ: «أَمَا تَنْظُرُونَ جَمِيعَ هذِهِ؟ اَلْحَقَّ أَقُولُ لَكُمْ: إِنَّهُ لاَ يُتْرَكُ ههُنَا حَجَرٌ عَلَى حَجَرٍ لاَ يُنْقَضُ!» إنجيل متى 24: 1-2
كما قال يسوع مثل "الكرامين الأردياء"، حيث يروي مثلًا عن صاحب كرم أرسل عبيده ليأخذ ثمر الكرم، فقتلهم الكرامون وجلدوهم ورجموهم، ثم أرسل عبيد آخرين فقتلوهم أيضا، فأرسل ابنه قائلا: يهابون ابني! فقالوا فيما بينهم: هذا هو الوارث! هلموا نقتله ونأخذ ميراثه! فأخذوه وأخرجوه خارج الكرم وقتلوه. مشيرًا إلى أن اليهود لم يثمروا ثمار البر والإيمان بل أثمروا قسوة القلوب والرياء والنفاق الديني والتدين المظهري من أجل التفاخر وليس التدين الجوهري. لذلك سيُنزع منهم ملكوت الله، ويُعطى لأمة أخرى تعمل أثماره (ويقصد بها غالبًا الأمم – أي غير اليهود – الذين سيؤمنون به ويثمرون في الإيمان.
وقد أتهم بولس الرسول اليهود بقتل الإله والأنبياء وإغضاب الله والعداء لكل الناس: «الذين قتلوا الرب يسوع وأنبياءهم واضطهدونا نحن وهم غير مرضين لله وأضداد لجميع الناس» ولكن أكد بولس أن قساوة اليهود قد حدثت ضمن خطة إلهية ليدخل الأمم في الإيمان، لكن سيخلصون جميعًا بعد خلاص الأمم: «القساوة قد حصلت جزئيا لإسرائيل إلى أن يدخل ملؤ الأمم، وهكذا سيخلص جميع إسرائيل. كما هو مكتوب: «سيخرج من صهيون المنقذ ويرد الفجور عن يعقوب. وهذا هو العهد من قبلي لهم متى نزعت خطاياهم». من جهة الإنجيل هم أعداء من أجلكم، وأما من جهة الاختيار فهم أحباء من أجل الآباء»
في القرن العشرين، وجهت الكنيسة الكاثوليكية اعتذارًا عن مآسي اليهود التي حصلت بسببها أو «بسبب تقصيرها في حمايتهم» وقد برأت اليهود الموجودين الآن من دم المسيح وقالت أن لعنة دم المسيح تقع علي جيل واحد فقط من اليهود، ثم تكاثرت التصريحات، على سبيل المثال تصريح بابا الفاتيكان يوحنا بولس الثاني عام 1986، الذي يعدّ جزءًا من التعليم المسيحي للكنيسة الكاثوليكية: «بالنسبة إلينا، ليست الديانة اليهودية ديانة خارجية، بل إنها تنتمي إلى قلب ديانتنا، وعلاقتنا بالديانة اليهودية مختلفة عن علاقتنا بأي دين آخر. أنتم إخوتنا الأحباء ونستطيع القول ما معناه، أنتم إخوتنا الكبار».
معظم المسيحيين، يرفضون تحميل اليهود مسؤولية دم المسيح؛ وقد وجدت جماعات عبر التاريخ يدعى أتباعها «المسيحيون اليهود»، يقرأون الكتاب بالحرف بالعبري، ويحفظون شرائع موسى المنسوخة في العهد الجديد كحفظ السبت، والختان، وتعدد الزوجات؛ وأيضًا ففي الأيام الراهنة فإن مجموعة من المسيحيين يعرّفون أنفسهم بوصفهم «مسيحيين صهاينة». حيث يري بعض المسيحيين خاصة البروتستانت الامريكيين بأن اليهود ما زالوا شعب الله المختار وبأن المسيح لن يعود إلا بإعادة مملكة إسرائيل وتجميع اليهود في مكان معين، وأن بعضهم سيعترف بالمسيح في نهاية العالم. ويرون أن إنشاء دولة اسرائيل عام 1948 دليل على صدق النبؤات التي وردت في الكتاب المقدس. ويقول بعض القادة السياسيين والدينيين في اسرائيل ان أهداف هؤلاء المسيحيين هو اجتذاب اليهود الى المسيحية أو إثارة حرب دينية في الشرق الاوسط وهي معركة هرمجدون والتي ستؤدي الى نهاية العالم من أجل تحقيق النبوءات المسيحية المزعومة التي ترى أن المسيحيين سيستمرون وأن خلال المجئ الثاني للمسيح سيعتنق اليهود المسيحية وإلا ستحل عليهم اللعنة وينتهون. وينفي المسيحيون الصهاينة أن تكون هذه نيتهم.

### الإسلام واليهودية

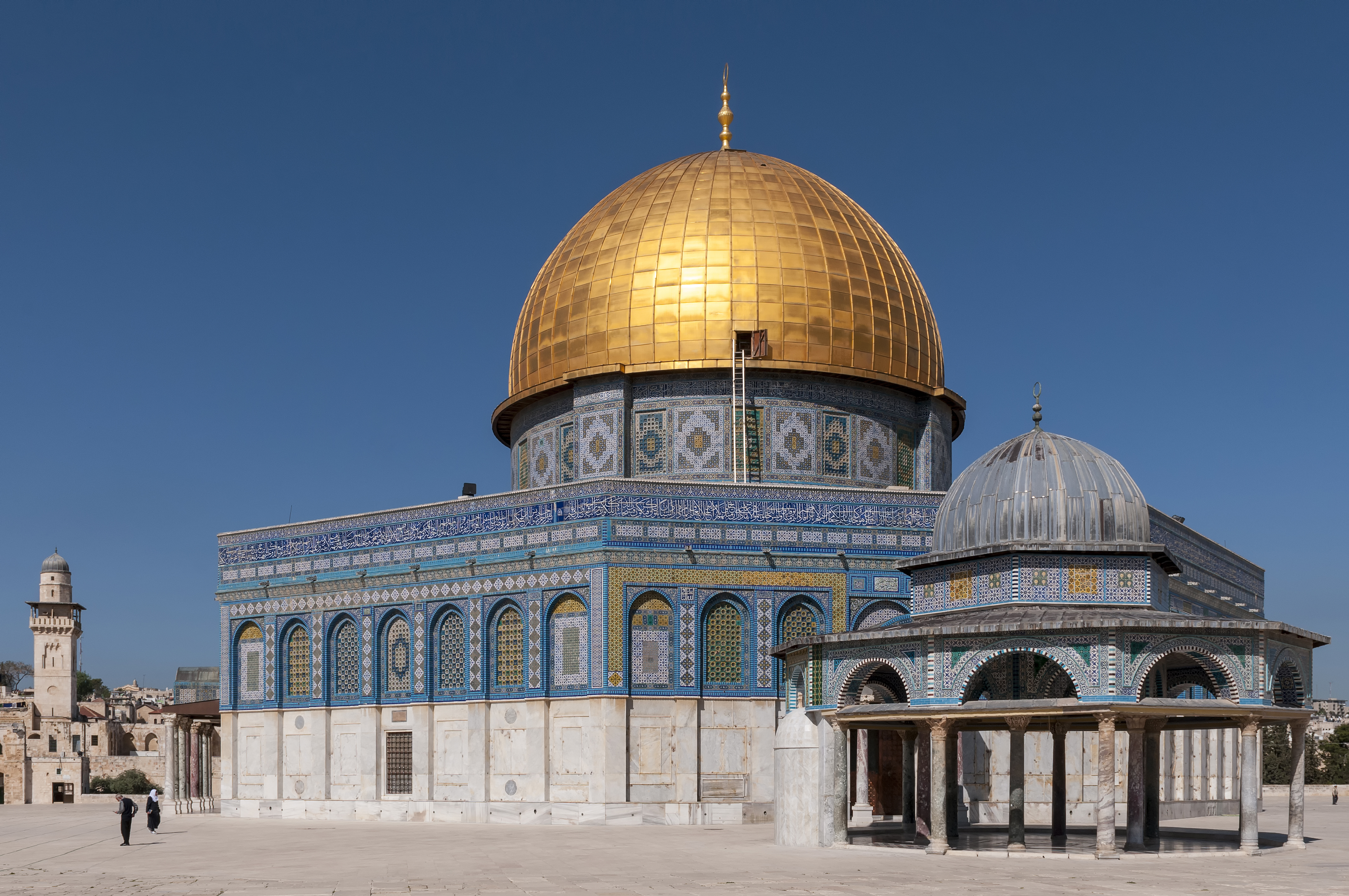
يشترك المسلمون واليهود بتقديس المسجد الأقصي أو ما يُعرف بهيكل سليمان كما يشتركون بتقديس حائط البراق أو ما يُعرف بحائط المبكي عند اليهود.

ترجع أصول كل من اليهودية والإسلام إلى النبي إبراهيم، ولذلك يعتبران من الديانات الإبراهيمية. في كل من التقاليد اليهودية والإسلامية، ينحدر الشعبان اليهودي والعربي من ابني إبراهيم – إسحاق وإسماعيل، على التوالي. يتشارك المسلمون واليهود في إيمانهم بنبوة موسى وغيره ممن وردوا في التوراة، وبحادثة خروج بني إسرائيل من مصر وشق البحر الأحمر، وكذلك في قدسيّة بعض الأماكن مثل مدينة القدس والحرم الإبراهيمي وحائط البراق الذي تُسميه اليهود «حائط المبكى». وفي حين أن كلا الديانتين توحيديتان وتشتركان في العديد من القواسم المشتركة، إلا أنهما تختلفان على أساس حقيقة أن اليهود لا يعتبرون عيسي ومحمد أنبياء. لقد تفاعل أتباع الديانات مع بعضهم البعض منذ القرن السابع عندما نشأ الإسلام وانتشر في شبه الجزيرة العربية. لقد أبرم النبي محمد العهود مع اليهود في المدينة، واعتبرهم جزءًا من الأمة الإسلامية، وحارب الكثير من اليهود جنبًا إلى جنب المسلمين ضد البيزنطيين والفرنجة، وقد أقصى النبي اليهود من المدينة لأنهم واثقوه وعاهدوه ثم خانوا العهود وتحالفوا مع أعدائه القرشيين الوثنيين، فإخراجهم كان بسبب الخيانة العظمى وليس بسبب يهوديتهم.  ويرجع سبب العداء بين اليهود والمسلمين الأوائل لصراعات سياسية وقومية ودينية بسبب رفض اليهود الإعتراف بنبوة محمد وذكره في كتبهم، أو الإعتراف بالقرآن بإعتباره وحيًا إلهيا، حيث أن عصر النبوة انتهى في فترة "الأنبياء المتأخرين" (حجّي، زكريا بن برخيا، ملاخي) في القرن الخامس قبل الميلاد. ويرون أن الإسلام نقل من الكتاب المقدس العبري (التناخ اليهودي)، وخلطه بتعاليم دينية أخري، مما لا يجعله دينًا سماويًا، بجانب رفضهم لإدعاء تحريف التوراة؛ حيث يرون أن التوراة هي عهد أبدي لا ينقض، وأن كلام الله لا يستطيع أن يغيره إنسان. لكن في الوقت نفسه رأي موسى بن ميمون أن الإسلام بجانب المسيحية قد قاما بدورًا إيجابيًا في محو عبادة الأوثان، وإعادة البشرية لعبادة الإله الواحد حتي لو بصورة مشوشة، وساعدا بشكل غير مباشر في تمهيد الطريق للمسيح الحقيقي، رغم كونهما ديانتين خاطئتين في نظره، ووصفه يسوع ومحمد بأنهما "أنبياء كاذبون".

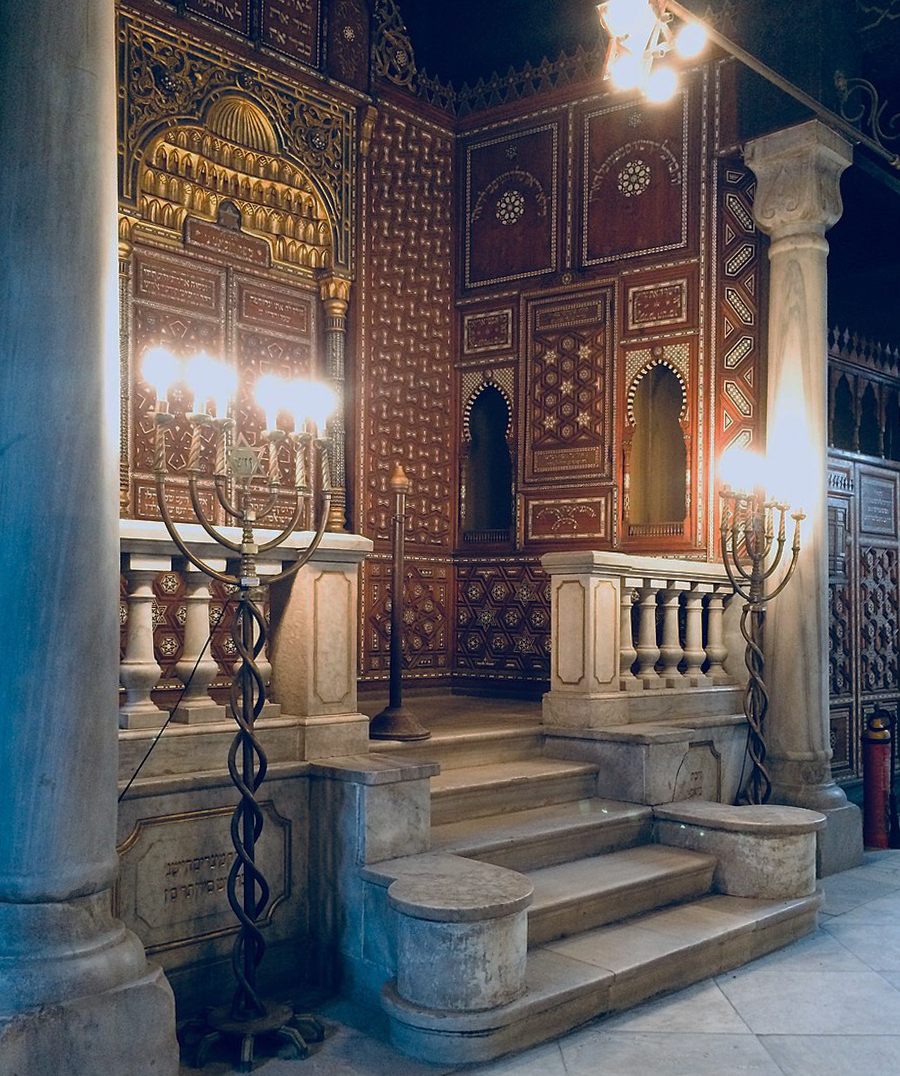
كنيس بن عزرا في القاهرة، مصر

في الواقع، سُميت الأعوام من 712 إلى 1066 م في عهد الحكام الأمويين والعباسيين بالعصر الذهبي للثقافة اليهودية في إيبيريا. كان غير المسلمين الذين يعيشون في هذه البلدان، بما في ذلك اليهود، يُعرفون باسم أهل الذمة. سُمح لأهل الذمة بممارسة شعائرهم الدينية وإدارة شؤونهم الداخلية، لكنهم كانوا يخضعون لقيود معينة لم تكن مفروضة على المسلمين. على سبيل المثال، كان عليهم دفع جزية سنوية، وهي ضريبة الفرد المفروضة على الذكور البالغين الأحرار القادرين علي القتال من غير المسلمين،  كما مُنعوا من حمل السلاح أو الإدلاء بشهادتهم في قضايا المحاكم المتعلقة بالمسلمين. العديد من القوانين المتعلقة بأهل الذمة كانت رمزية للغاية. على سبيل المثال، طُلب من أهل الذمة في بعض البلدان ارتداء ملابس مميزة، وهي ممارسة غير موجودة في القرآن أو الأحاديث ولكنها اخترعت في أوائل العصور الوسطى في بغداد وتم فرضها بشكل غير متسق.
لم يكن اليهود في البلدان الإسلامية خاليين تمامًا من الاضطهاد - على سبيل المثال، قُتل الكثير منهم أو نُفيوا أو أُجبروا على التحول في القرن الثاني عشر، في بلاد فارس، وعلى يد حكام سلالة الموحدين في شمال إفريقيا والأندلس،  وكذلك من قبل أئمة اليمن الزيدية في القرن السابع عشر. في بعض الأحيان، تم تقييد اليهود أيضًا في اختيارهم للإقامة - في المغرب، على سبيل المثال، كان اليهود محصورين في الأحياء المسورة (الملاح) بدءًا من القرن الخامس عشر وبشكل متزايد منذ أوائل القرن التاسع عشر.

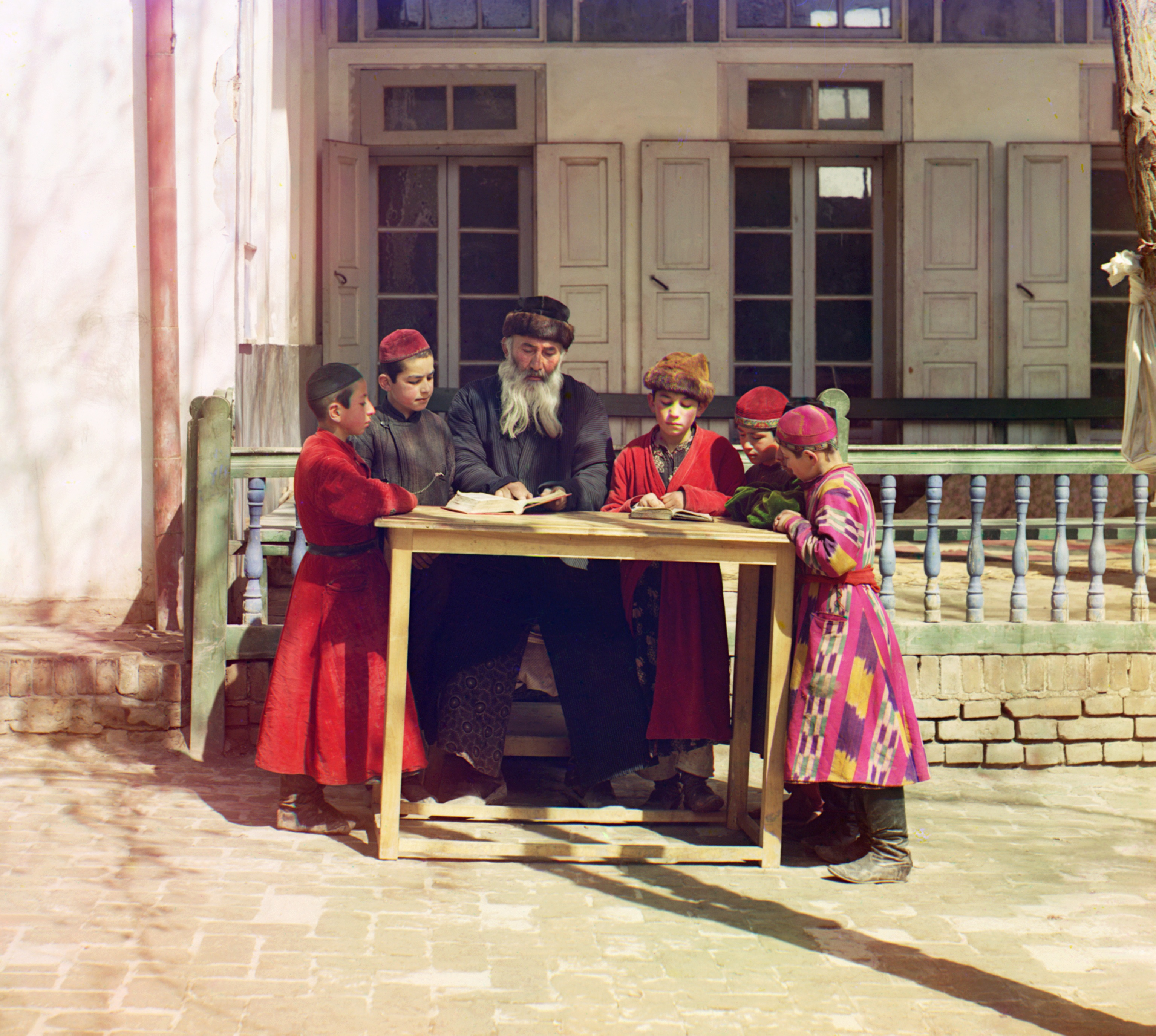
الطلاب اليهود مع معلمهم في سمرقند، أوزبكستان.  1910.

وفي منتصف القرن العشرين، تم طرد اليهود من جميع الدول العربية تقريبًا. معظمهم اختاروا العيش في إسرائيل. 

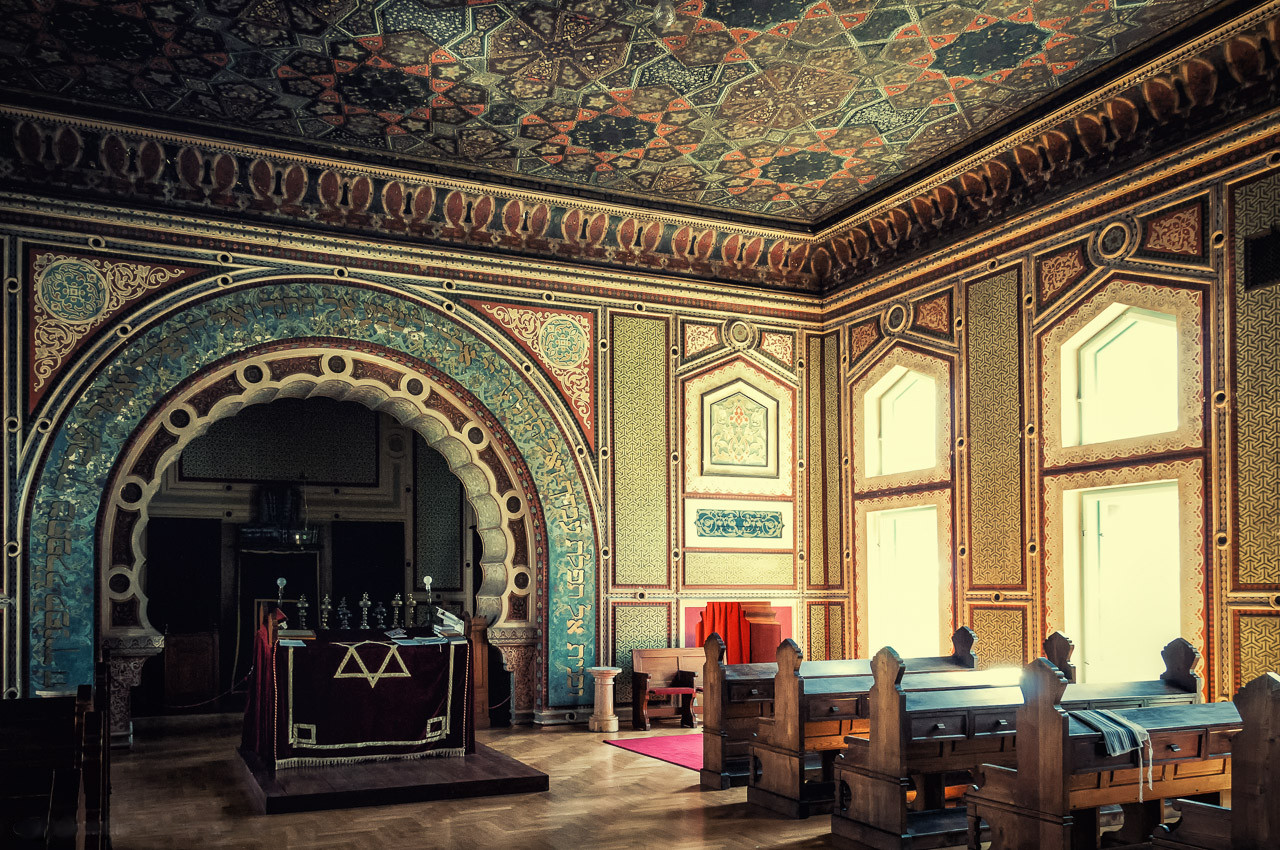
كنيس سراييفو في سراييفو، البوسنة والهرسك.

اليوم، أصبحت المواضيع المعادية للسامية، بما في ذلك إنكار الهولوكوست، شائعة في دعاية الحركات الإسلامية مثل حزب الله وحماس، وفي تصريحات مختلف الوكالات التابعة لجمهورية إيران الإسلامية، وحتى في الصحف والمطبوعات الأخرى التابعة لحزب الرفاه.

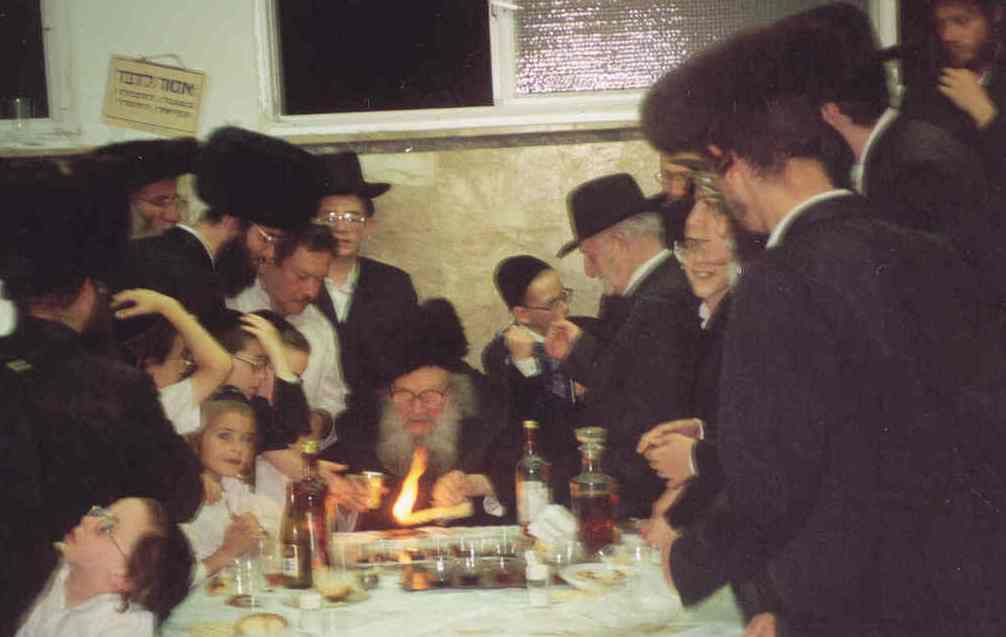
يهود حاسيديم في إسرائيل في 1 يناير 1996.

وأما عن الصراع العربي الإسرائيلي، يقول الشيخ يوسف القرضاوي: «إن الصراع بيننا وبين اليهود صراع على الأرض وليس من أجل يهوديتهم، فهم أهل كتاب إجمالاً».

## مساهمات
ساهم اليهود في تطوير الحضارة الإنسانية خاصة لكونهم عاشوا في أوروبا خلال عصر الرخاء الإقتصادي بعد إكتشاف الأمريكيتين واستعمارهم ثم إستعمار معظم دول العالم مما أدي لرفاهية سكان أوروبا ولحدوث ثورة علمية وإبتكارات عديدة في أوروبا خلال القرون الماضية، كما انتقل كثير من يهود أوروبا للولايات المتحدة بعد تأسيسها والتي أصبحت مركز الإبتكارات والشركات العالمية الكبري خاصة بعد الإبادة النازية لهم في أوروبا. ولأنهم يهتمون بتعليم أبنائهم، كما أن الثقافة اليهودية التي تقوم علي دراسة التوراة تجعل اليهودي يكتسب منذ صباه خبرة في صناعة وابتكار عدة أشياء مثل السفن وغيرها. واكتساب التفكير النقدي من دراسة التلمود كما يحث التلمود علي إصلاح العالم "تيكون عولام" – תיקון עולם (ومعناها: "إصلاح العالم" أو "تصحيح العالم") وهو مبدأ أخلاقي وروحي وفلسفي في اليهودية،  يعني أن على الإنسان مسؤولية إصلاح العالم وجعله أفضل وأكثر عدلاً ورحمة واستقامة. ظهر في نصوص التلمود، وتطور لاحقًا في الفكر الديني والفلسفي اليهودي، وكانت قاعدة إصلاح العالم مجرد تبرير تشريع قانوني يهدف إلى حماية المجتمع أو استقراره كتعديل قوانين الطلاق لضمان عدم ظلم المرأة. وحماية الأيتام أو العاجزين قانونيًا. ومنع الممارسات التي تؤدي للفوضى أو الظلم في المجتمع. ولكن مع تطور الفكر اليهودي (خاصة في الكابالا والفكر الحديث)، أصبح تيكون عولام أو إصلاح العالم أوسع من مجرد قاعدة قانونية، وأصبح يشمل مسؤولية روحية: الإنسان مسؤول عن إصلاح نفسه والعالم من حوله. وهدف ديني: الاقتراب من الله يتم من خلال تحسين حياة الآخرين. كما ساهمت بشدة فكرة أنهم شعب الله المختار وعملهم في التجارة في تفوق اليهود علميا وإقتصاديا رغم قلة عددهم والعنصرية والكراهية تجاههم فسعوا للتفوق العلمي والإقتصادي من أجل أن يكون لهم أهمية وإحترام في نظر العالم ويهيمنون علي باقي الشعوب. ويُمثل اليهود حوالي 22% من جميع الفائزين بجائزة نوبل في جميع أنحاء العالم بين عامي 1901م و2023م، ويشكلون 36% من جميع الفائزين بجائزة نوبل في الولايات المتحدة رغم كونهم يُمثلون 1% فقط من السكان، كما يمثل اليهود 25% ممن حصلوا علي جائزة نوبل في الكيمياء، و26% في علم وظائف الأعضاء أو الطب، و19% في الفيزياء، و41% في الاقتصاد و13% في الأدب و8% في السلام.
ومن أبرز المخترعين والمكتشفين اليهود الذين غيروا تاريخ البشرية:
- إميل برلينر: مخترع الميكروفون، والفونوغراف، وطائرة الهليكوبتر.[248]

- جيروم ليميلسون: مخترع الهاتف الاسلكي ومسجل الفيديو وجهاز فاكس متطور ومستودع آلي، وروبوتات صناعية، ومقياس حرارة ناطق.[248]
- سيغفريد صموئيل ماركوس: مخترع السيارة التي تعمل بالبنزين عام 1864.[248]
- ألفريد جروس: أحد مخترعي جهاز الاتصال اللاسلكي، والبيجر، والهاتف اللاسلكي.[248]
- بوريس سيميونوفيتش جاكوبي: مخترع أول محرك كهربائي مفيد عمليا، وهو مخترع الطلاء الكهربائي ومخترع جهاز التلغراف لطباعة الرسائل.[248]
- بول باران: مخترع أول نموذج أولي عملي للإنترنت، حيث قام بإبتكار آلية النقل من كمبيوتر إلى كمبيوتر، وغالبا ما يشار إليه باسم "أبو الإنترنت".[248]
- آرثر كورن: أبتكر تقنية مسح الصور الكهروضوئية والتهي هي الأساس لأجهزة الفاكس.[248]
- هيرمان جولدستين: هو أمين المجموعة التي طورت إينتاك (المتكامل العددي الإلكتروني والكمبيوتر)، وهو أول كمبيوتر رقمي إلكتروني متعدد الأغراض، والذي أصبح النموذج الأولي للكمبيوتر الحديث.[248]
- إيموس إدوارد جويل: أحد رواد صناعة الهواتف الخلوية. إنه المهندس الذي مهد الطريق لجميع عمالقة الاتصالات المتنقلة اليوم تقريبًا، وهو الذي اكتشف وطور ما أسماه آلية التسليم في الاتصالات الخلوية. جعلت التكنولوجيا الأخيرة من الممكن الحفاظ على المحادثة أثناء السفر من منطقة إلى أخرى.
- برنهارد زونديك: مبتكر اختبار الحمل في عام 1927.[248]
- إدوارد تيلر: مخترع القنبلة الهيدروجينية.[248]

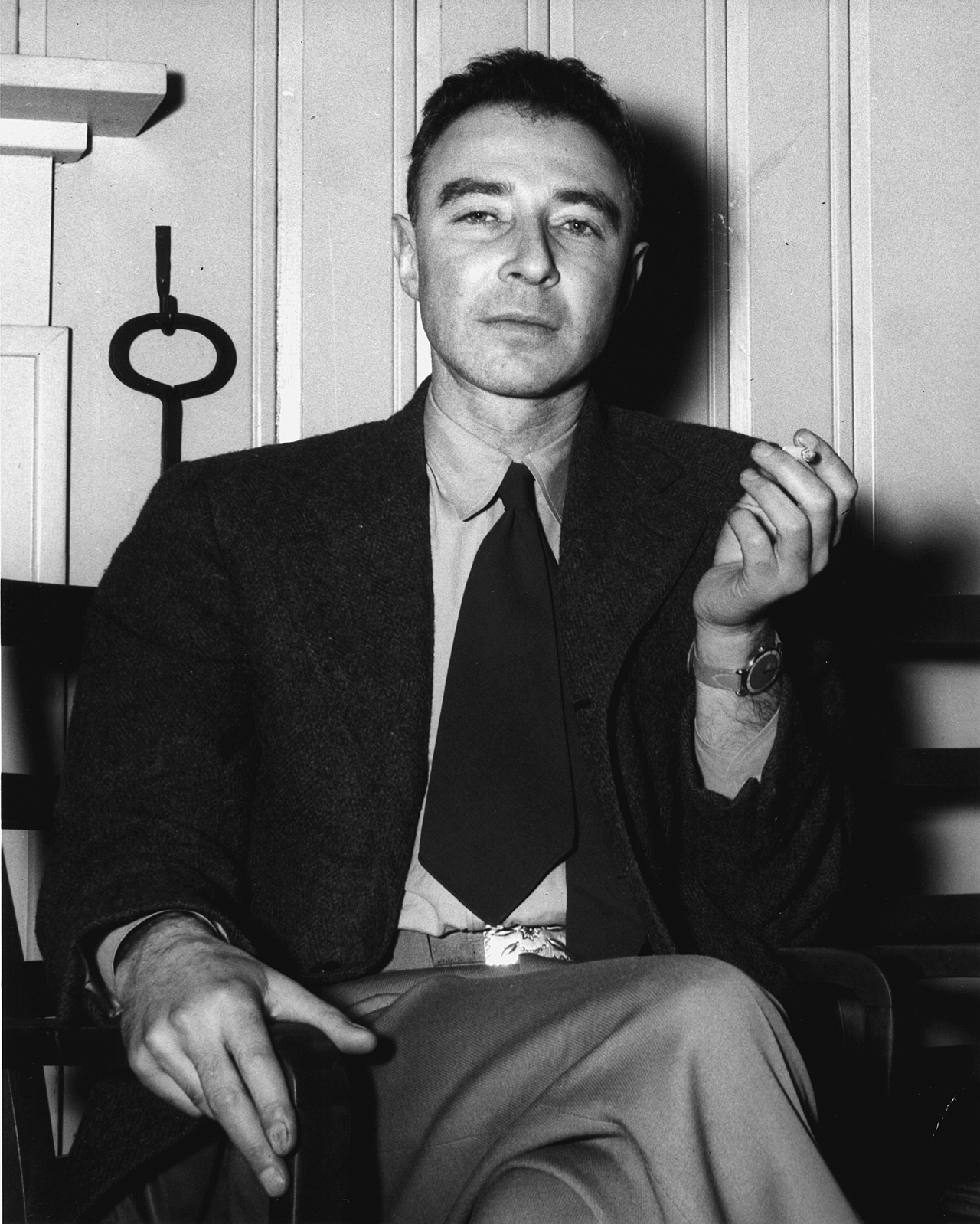
أوبنهايمر: مخترع القنبلة النووية.

- يوليوس روبرت أوبنهايمر: مخترع القنبلة الذرية.[248]
- نيلز هنريك ديفيد بور: أحد مؤسسي الفيزياء الحديثة وهو صاحب نظرية التفاعلات النووية والطاقة النووية وتم بناء علي نظريته اكتشاف الطاقة النووية وإختراع القنبلة النووية.[248]
- هيمان جورج ريكوفر: مخترع غواصة تعمل بالطاقة النووية.[248]
- رولاند مورينو: مخترعة البطاقة الذكية، وهي شريحة ذاكرة إلكترونية تستخدم في بطاقات الائتمان وبطاقات SIM للهاتف المحمول.[248]

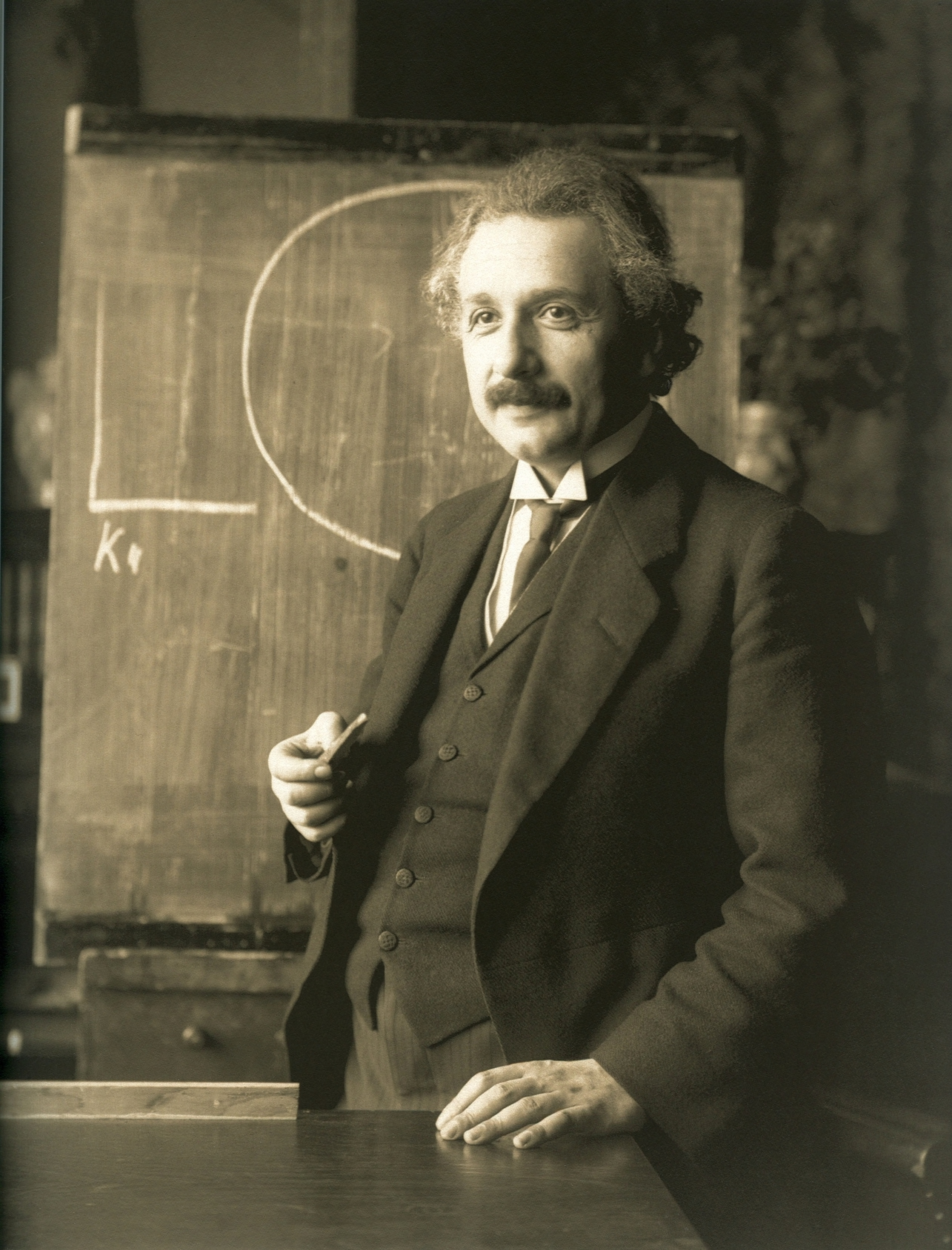
آينشتاين مؤسس نظرية النسبية العامة أساس الفيزياء الحديثة.

- ألبرت أينشتاين : صاحب نظرية النسبية العامة في الفيزياء، التي غيرت الطريقة التي نفهم بها الكون. في فجر القرن التكنولوجي الأول، اكتشف أينشتاين أن المادة لا تنضب في خصائصها. أصبحت معادلته الشهيرة: E = mc 2 مرادفة لمفهوم أن الطاقة والكتلة قابلتان للتبادل وتم الربط بين المكان والزمان تحت مسمي الزمكان.[248]

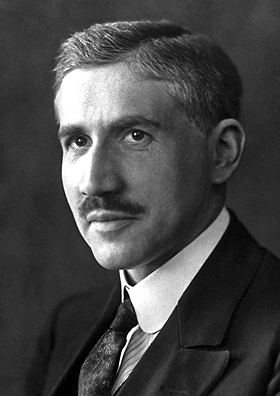
أوتو مايرهوف مؤسس علم الكيمياء الحيوية.

- أوتو مايرهوف مؤسس علم الكيمياء الحيوية.أوتو فريتز مايرهوف: مؤسس علم الكيمياء الحيوية.[248]
- روبرت أدلر: مخترع جهاز التحكم عن بعد بالموجات فوق الصوتية الحديث. حصل على أكثر من 50 براءة اختراع مختلفة.
- دوف موران: مخترع الفلاشة يو أس بي لنقل البيانات بين أجهزة الكمبيوتر.[248]
- ثيودور مايمان: مخترع الليزر.[248]
- فيليب خان: مبتكر المشاركة الفورية للصور عبر الإنترنت، كما حصل أيضًا على عشرات براءات الاختراع في مجال الهواتف الذكية والاتصالات اللاسلكية والمزامنة والتقنيات الطبية.[248]
- غوستاف لودفيغ هيرتز: حصل على جائزة نوبل في الفيزياء عام 1925 "لاكتشافه القوانين التي تحكم تأثير الإلكترون على الذرة" (بالاشتراك مع جيمس فرانك). أصبح أول عالم فيزيائي تمكن من قياس طاقة الكم وتم تسميتها باسمه "هيرتز".[248]
- نوربرت وينر: علم التحكم الآلي، والذي لعب بدوره دورًا في تطوير مفاهيم ثورية مثل الذكاء الاصطناعي، ورؤية الكمبيوتر، والروبوتات، وعلم الأعصاب (في سياق الشبكات العصبية)، وغيرها الكثير. وهو أيضًا من أدخل المعنى الحديث لكلمة "ردود الفعل".[248]
- روزالين سوسمان يالو: مخترع تقنية قياس مستويات الأنسولين في الدم، وبالتي أنقذت حياة مئات الملايين من مرضي السكري.
- إسحاق ميريت سنجر: مخترع ماكينة الخياطة في بداية القرن العشرين الماضي.[248]
- إدوارد بنديكتوس: مخترع الزجاج المضاد للرصاص.[248]
- أبرام سروليفيتش نيمان: مخترع أول أجهزة مكافحة سرقة السيارات والدراجات النارية والدراجات الهوائية، بالإضافة إلى قفل الإشعال / التوجيه.[248]
- ميخائيل ليونيفيتش ميل: صانع طائرات الهليكوبتر السوفيتية والعالمية.[248]
- بول برغ ومبتكر أول حمض نووي مؤتلف في العالم.[248][248]
- ألكسندر ألكسندروفيتش فريدمان: مؤسس علم الكونيات الحديث أي دراسة الكون المادي ككل.[248]
- جون جورج كيميني: مطور لغة البرمجة الأساسية، وهو عالم كمبيوتر ومعلم ومصلح لا يزال تراثه مستخدمًا حتى اليوم. وكان رائدا في الاستخدام المنهجي للكمبيوتر في التعليم.[248]

- سلمان أبراهام واكسمان: مكتشف المضادات الحيوية الستربتوميسين، وهي أول علاج فعال لمرض السل.[248]
- ألبرت أبراهام ميشيلسون: مخترع مقياس التداخل الذي جعل من الممكن دراسة الظواهر البصرية بناءً على قياس تداخل موجات الضوء.[248]
- كارل لاندشتاينر: مكتشف فصائل الدم وعامل الدم، مما جعل نقل الدم ممارسة طبية شائعة.[248]
- جرترود إليون: مخترع عقار الأسيكلوفير المضاد للفيروسات، وهو العلاج الأكثر فعالية للعدوى التي يسببها فيروس الهربس.[248]
- بول إرليخ: مخترع العلاج الكيميائي.[248]
- يوليوس فروم: اخترع طريقة غمس الأسمنت لصنع واقيات ذكرية مطاطية أرق وغير ملحومة بدلاً من الواقيات الذكرية "الجلدية" التي كانت موجودة في ذلك الوقت. لقد أحدث ت ثورة في العالم في أيام.[248]
- نورمان جوزيف وودلاند، برنارد سيلفر: مخترعي الباركود.[248]
- فلاديمير أرونوفيتش خافكين: مخترع لقاحات مضادة للطاعون والكولير.[248]
- أغسطس بول فون واسرمان: مخترع اختبار تشخيص مرض الزهري.[248]
- ماتفي برونشتاين: صاحب نظرية الجاذبية الكمومية.[248]
- فرديناند يوليوس كوهين: مؤسس علم الأحياء الدقيقة.[248]
- تاديوش رايخشتاين: مخترع مضادات الأكسدة القوية في مختبره - حمض الأسكوربيك L، أو فيتامين C.[248]
- إسحاق عظيموف: صاحب القوانين الثلاثة للروبوتات.[248]
- ألكسندر رومانوفيتش لوريا: مؤسس علم النفس العصبي.[248]
- روبرت هوفستاتر – قام بتطوير عدادات للأشعة السينية وأشعة جاما والنيوترونات. درس تشتت الإلكترونات عالية الطاقة وتوزيع الشحنة في نوى مختارة، مما أدى إلى اكتشاف بنية النيوكليونات.[248]
- هانز ألبريشت بيث: اكتشاف مصدر إنتاج الطاقة في النجوم.[248]
- فيليب ريس: أول من في (شركة بيل للهواتف) ابتكر هاتفًا، وهو جهاز قادر على نقل الصوت والكلام البشري عبر الأسلاك الكهربائية. يحتوي الجهاز على ميكروفون من التصميم الأصلي، ومصدر طاقة (بطارية كلفانية)، ومكبر صوت. أطلق عليه ريس اسم "الهاتف".[248]

### التأثير الثقافي
- بيتي فريدان: مؤسسة الحركة النسوية. في عام 1963، نشرت فريدان كتاب "الغموض الأنثوي"، الذي أصبح نوعًا من "الكتاب المقدس" للنساء المستقلات. وكانت هي التي قدمت مصطلح "التحيز الجنسي" - الهيمنة بين الجنسين.[248]
- ليفي شتراوس: تم اختراع بنطلون الجينز، المفضل لدى العالم على مر العصور، على يد ليفي شتراوس، الذي كان يدير متجرًا للبضائع الجافة في كاليفورنيا في ذروة حمى البحث عن الذهب. كان الجينز الأول مصنوعًا من قماش الخيمة. هذه هي الطريقة التي ضرب بها مهاجر يهودي من ألمانيا، لم يحمل معولا قط، منجم ذهب.[248]
- ألكسندر رومانوفيتش لوريا: الرجل الذي خلق علمًا جديدًا تمامًا عند تقاطع علم النفس وعلم الأعصاب - علم النفس العصبي.[248]

## وصلات خارجية
- على عتبة الكنيس - محاولة في فهم اليهوديّة واليهود للباحث جوزف طانيوس لبس
- اليهودية من الموسوعة الشرقية
- أصل اليهود